# Gotthardbahn
| Ein Güterzug bei Gurtnellen | |                                                     |                                                     |
| | |                                                     |                                                     |
| Streckennummer (BAV): | 600 (Immensee–Bellinzona–Chiasso) 604 (Brunnen–Sisikon (Gleis links)) 605 (Sisikon–Gruonbach (Gleis links)) 601 (Rynächt–Erstfeld Nord (Gleis links)) 606 (Al Sasso–Al Motto (Gleis links)) 607 (Mt. Ceneri–Rivera (Gleis rechts)) 608 (Massagno–Lugano (Gleis rechts)) 633 (Torricella-Taverne–Lugano–Vedeggio) |                                                     |                                                     |
| Fahrplanfeld: | 600, 631 |                                                     |                                                     |
| Streckenlänge: | Immensee–Chiasso (Bergstrecke): 206 km Immensee–Chiasso (Basistunnel): 173 km |                                                     |                                                     |
| Spurweite: | 1435 mm (Normalspur) |                                                     |                                                     |
| Stromsystem: | 15 kV 16,7 Hz ~ |                                                     |                                                     |
| Maximale Neigung: | 28 ‰ |                                                     |                                                     |
| Minimaler Radius: | 300 m |                                                     |                                                     |
| | |                                                     |                                                     |
| \| \| \| SBB von Luzern S 3 und von Rotkreuz \| \| \| \| 0,26 \| Immensee \| 460 m ü. M. \| \| \| 4,29 \| Brunnmatt \| 465 m ü. M. \| \| \| \| Rindelfluhtunnel (200 m) \| \| \| \| \| ARB von Rigi Kulm, ehemals von Arth \| \| \| \| \| Arth-Goldau Bahnhofplatz \| \| \| \| \| SBB von Zug S 2 \| \| \| \| 8,86 \| Arth-Goldau (Hoch- und Keilbahnhof) \| 510 m ü. M. \| \| \| \| Verbindungsgleis zur ARB \| \| \| \| \| nach Biberbrugg \| \| \| \| \| Fehlerprofil -0,01 \| \| \| \| 13,92 \| Steinen \| 468 m ü. M. \| \| \| \| Fehlerprofil -0,01 \| \| \| \| 17,01 \| Schwyz ehemalige SStB nach Schwyz \| 455 m ü. M. \| \| \| \| Muotabrücke (58 m) \| \| \| \| \| ehemaliges Mühlibähnli nach Unterschönenbuch \| \| \| \| \| ehemalige SStB von Schwyz nach Brunnen See \| \| \| \| 20,52 \| Brunnen Endpunkt S 3 \| 439 m ü. M. \| \| \| \| Klosterbachbrücke Brunnen (86 m) \| \| \| \| \| ehemaliges Trassee Seegleis 1882–1948 \| \| \| \| 21,45 \| Fehlerprofil -0,02/-0,06 \| Fehlerprofil -0,02/-0,06 \| \| \| \| Morschachtunnel (556 m / 1372 m) \| \| \| \| \| Gütschtunnel \| \| \| \| \| ehemalige BrMB von Brunnen nach Axenstein \| \| \| \| \| Wasiwandtunnel \| \| \| \| \| \| \| \| \| \| Hochfluhtunnel (584 m) \| \| \| \| \| (Zusammenführung der Gleise) \| \| \| \| 22,71 \| Franziskus 2007–2018 (provisorisch)[1][2] \| 449 m ü. M. \| \| \| \| (Aufteilung der Gleise) \| \| \| \| \| Franziskustunnel (193 m) \| \| \| \| \| Fronalptunnel (2793 m) \| \| \| \| \| Ölbergtunnel (1987 m) \| \| \| \| 26,00 \| Kantonsgrenze Schwyz-Uri \| 440 m ü. M. \| \| \| \| (Zusammenführung der Gleise) \| \| \| \| 26,40 \| Sisikon \| 446 m ü. M. \| \| \| \| (Aufteilung der Gleise) \| \| \| \| \| Stutzecktunnel (988 m) \| \| \| \| \| Stutzeck-Axenbergtunnel (3375 m) \| \| \| \| \| Gumpischbachbrücke (48 m) \| \| \| \| \| Tellsplattetunnel (172 m) \| \| \| \| \| Axenbergtunnel (1128 m) \| \| \| \| \| Sulzecktunnel (128 m) \| \| \| \| \| Alte / Neue Gruonbach-Galerie (100 m / 98 m) \| \| \| \| \| Fehlerprofil -0,49 \| \| \| \| \| (Zusammenführung der Gleise) \| \| \| \| 30,87 \| Gruonbach \| 440 m ü. M. \| \| \| 32,30 \| Flüelen \| 436 m ü. M. \| \| \| \| AF nach Altdorf \| \| \| \| 35,25 \| Altdorf UR \| 447 m ü. M. \| \| \| 38,54 \| Ried bis 2016 \| 460 m ü. M. \| \| \| 38,6698,67 \| Rynächt seit 2016 \| 456 m ü. M. \| \| \| \| Gotthard-Basistunnel (57 km) nach Bodio \| \| \| \| 41,58 \| Erstfeld Endpunkt S 2 \| 472 m ü. M. \| \| \| \| ehemaliger Installationsplatz Amsteg des GBT \| \| \| \| 46,55 \| Amsteg-Silenen Personenverkehr aufgehoben \| 544 m ü. M. \| \| \| \| Windgällentunnel (183 m) \| \| \| \| \| Chärstelenbachbrücke (127 m) \| \| \| \| \| Bristentunnel (709 m) \| \| \| \| \| Intschireussbrücke (121 m) \| \| \| \| \| Intschitunnel (88 m) \| \| \| \| 50,00 \| Intschi \| 640 m ü. M. \| \| \| 50,53 \| Zgraggen \| 643 m ü. M. \| \| \| \| Zgraggentalbrücke (89 m) \| \| \| \| \| Zgraggentunnel (68 m) \| \| \| \| \| Breitentunnel (57 m) \| \| \| \| \| Meitschlingentunnel (74 m) \| \| \| \| \| Säckenbrücke (120 m) \| \| \| \| \| Mörschlisbach-Galerie (25 m) \| \| \| \| 54,40 \| Gurtnellen Personenverkehr aufgehoben \| 738 m ü. M. \| \| \| \| Häggeribachtunnel (92 m) \| \| \| \| \| Muhrentunnel (53 m) \| \| \| \| \| Pfaffensprungtunnel (Kreiskehrtunnel, 1476 m) \| \| \| \| 58,42 \| Pfaffensprung \| 834 m ü. M. \| \| \| \| Mühletunnel (88 m) \| \| \| \| \| Leggisteintunnel (Kehrtunnel, 1090 m) \| \| \| \| \| Strahllochtunnel (40 m) \| \| \| \| \| Obere Meienreussbrücke (54 m) \| \| \| \| \| Mittlere/Untere Meienreussbrücke (122/60 m) \| \| \| \| \| Maienkreuztunnel (78 m) \| \| \| \| \| Kirchbergtunnel (384 m) \| \| \| \| \| Obere/Mittlere Entschigtal-Galerie (102/185 m) \| \| \| \| 62,76 \| Wassen Personenverkehr aufgehoben \| 928 m ü. M. \| \| \| \| Kellerbachbrücke (61 m) \| \| \| \| 66,62 \| Eggwald \| 1019 m ü. M. \| \| \| \| Rohrbachbrücke (61 m) \| \| \| \| \| Rohrbachtunnel (230 m) \| \| \| \| \| Obere/Untere Wattingerbrücke (45/40 m, über Reuss) \| \| \| \| \| Wattingertunnel (Kehrtunnel 1084 m) \| \| \| \| \| Naxbergtunnel (1570 m) \| \| \| \| \| Göschener Reussbrücke (53 m) \| \| \| \| 70,45 \| Göschenen (ehem. Autoverlad ) \| 1106 m ü. M. \| \| \| \| Schöllenenbahn nach Andermatt \| \| \| \| \| Gotthardtunnel (15'003 m) \| \| \| \| 75,37 \| Gotthard Nord seit 1962 \| 1133 m ü. M. \| \| \| 78,72 \| Gotthard 1946–1962, Scheitelpunkt \| 1151 m ü. M. \| \| \| 80,89 \| Kantonsgrenze Uri-Tessin \| Kantonsgrenze Uri-Tessin \| \| \| 81,32 \| Gottardo Sud 1962–2016 Spurwechsel, seit 2016 Block \| 1150 m ü. M. \| \| \| \| \| \| \| \| 86,20 \| Airolo (ehem. Autoverlad ) \| 1142 m ü. M. \| \| \| \| Dragonatatunnel (Aquädukt, 9 m) \| \| \| \| \| Stalvedrobrücke (83 m, über Tessin) \| \| \| \| \| Stalvedrotunnel (194 m) \| \| \| \| 89,66 \| Sordo \| 1063 m ü. M. \| \| \| 93,04 \| Ambrì-Piotta \| 989 m ü. M. \| \| \| \| Fehlerprofil -0,01 \| \| \| \| 97,84 \| Rodi-Fiesso Personenverkehr aufgehoben \| 942 m ü. M. \| \| \| \| Daziotunnel (354 m) \| \| \| \| \| Freggiotunnel (Kreiskehrtunnel, 1568 m) \| \| \| \| \| Artoitotunnel (74 m) \| \| \| \| \| \| \| \| \| \| Monte Piottino-Tunnel (147 m) \| \| \| \| 101,93 \| Pardorea \| 851 m ü. M. \| \| \| \| Pardoreatunnel (286 m) \| \| \| \| \| Pratotunnel (Kreiskehrtunnel, 1567 m) \| \| \| \| \| \| \| \| \| \| (Aufteilung der Gleise) \| \| \| \| \| Broscerinatunnel (43 m) \| \| \| \| \| (Zusammenführung der Gleise) \| \| \| \| \| Polmengobrücke (103 m, über Tessin) \| \| \| \| \| Polmengotunnel (304 m) \| \| \| \| 106,00 \| Faido \| 755 m ü. M. \| \| \| 109,38 \| Chiggiogna \| 674 m ü. M. \| \| \| 112,60 \| Lavorgo \| 615 m ü. M. \| \| \| \| Lumetunnel (466 m) \| \| \| \| \| Pianotondotunnel (Kreiskehrtunnel, 1509 m) \| \| \| \| \| \| \| \| \| \| Pianotondobrücke (111 m) \| \| \| \| \| Toumiquettunnel (72 m) \| \| \| \| \| \| \| \| \| 117,40 \| Pianotondo \| Pianotondo \| \| \| \| Travitunnel (Kreiskehrtunnel, 1547 m) \| \| \| \| 121,12 \| Giornico \| 420 m ü. M. \| \| \| 121,70 \| Giornico Personenverkehr aufgehoben \| 410 m ü. M. \| \| \| \| Untere Tessinbrücke (120 m) \| \| \| \| \| ATG-Anschlussgleis (Baustelle Gotthard-Basistunnel) \| \| \| \| 125,50 \| Bodio \| 331 m ü. M. \| \| \| \| Fehlerprofil +0,01 \| \| \| \| \| Gotthard-Basistunnel (57 km) von Erstfeld \| \| \| \| 157,55127,55 \| Pozzo Negro \| 310 m ü. M. \| \| \| 128,90 \| Pollegio \| 305 m ü. M. \| \| \| 129,70 \| Anschlussgleis Pasquerio \| 298 m ü. M. \| \| \| \| Neubaustrecke Gotthard-Süd nach Giustizia \| \| \| \| \| Brennobrücke (107/68 m) \| \| \| \| \| Tunnel A2 Biasca (260 m) \| \| \| \| 161,29 \| Überholgleis Biasca \| 293 m ü. M. \| \| \| \| ehemalige BA von Acquarossa \| \| \| \| 131,80 \| Biasca Endpunkt S 10 und S 50 \| 293 m ü. M. \| \| \| \| Crocettotunnel (275 m) \| \| \| \| \| Giustiziatunnel (64/64 m) \| \| \| \| 164,25135,28 \| Neubaustrecke Gotthard-Süd von Pozzo Negro \| Neubaustrecke Gotthard-Süd von Pozzo Negro \| \| \| 135,21 \| Giustizia \| 272 m ü. M. \| \| \| 137,96 \| Osogna-Cresciano Personenverkehr aufgehoben \| 264 m ü. M. \| \| \| 143,47 \| Claro Personenverkehr aufgehoben \| 250 m ü. M. \| \| \| \| SEFT von Cama (bis 2013) \| \| \| \| 147,27 \| Castione-Arbedo Endpunkt S 20 \| 241 m ü. M. \| \| \| \| Moesabrücke (85 m) \| \| \| \| \| RhB Castione-Arbedo–Bellinzona (bis 1972) \| \| \| \| 149,75 \| Bellinzona S. Paolo (Rangierbahnhof) \| 241 m ü. M. \| \| \| 150,90 \| Bellinzona \| 241 m ü. M. \| \| \| \| Fehlerprofil +0,01 \| \| \| \| \| Montebellotunnel (290 m) \| \| \| \| \| Dragonatatunnel (30 m) \| \| \| \| 154,04 \| Giubiasco Endpunkt S 90 \| 230 m ü. M. \| \| \| \| \| \| \| \| 155,28225,93 \| Giubiasco Ovest \| 215 m ü. M. \| \| \| \| Ceneri-Basistunnel (15'288/15'465 m) S 10 S 50 \| \| \| \| \| nach Locarno S 20 /Luino \| \| \| \| 158,01 \| Vigana \| 312 m ü. M. \| \| \| \| Costatunnel (68 m) \| \| \| \| 159,61 \| Al Sasso \| 362 m ü. M. \| \| \| \| \| \| \| \| \| (Aufteilung der Gleise) \| \| \| \| \| Piantorinobrücke (97/63 m) \| \| \| \| \| Precassinotunnel (402 m) \| \| \| \| \| Precassino-Maggiagra (713 m) \| \| \| \| \| Maggiagratunnel (102 m) \| \| \| \| \| Fehlerprofil +0,10 \| \| \| \| \| (Zusammenführung der Gleise) \| \| \| \| \| Robasacco (59 m) \| \| \| \| 161,35 \| Al Motto \| 353 m ü. M. \| \| \| \| (Aufteilung der Gleise) \| \| \| \| \| Monte Ceneri-Tunnel (1692/1675 m) \| \| \| \| \| Fehlerprofil +0,04 \| \| \| \| \| (Zusammenführung der Gleise) \| \| \| \| 165,21 \| Rivera-Bironico Scheitelpunkt \| 472 m ü. M. \| \| \| 168,86 \| Mezzovico \| 416 m ü. M. \| \| \| 170,03 \| Mezzovico \| 399 m ü. M. \| \| \| \| Molinerotunnel (75 m) \| \| \| \| 171,27 \| Mezzovico-Sigirino \| 378 m ü. M. \| \| \| 173,99 \| Taverne-Torricella \| 335 m ü. M. \| \| \| \| Güterstrecke nach Lugano Vedeggio (seit 1977) \| \| \| \| \| Brücke A2 Vedeggio (134 m) \| \| \| \| 176,10 \| Lamone-Cadempino \| 319 m ü. M. \| \| \| 178,54 \| Lugano-Vedeggio (Güterbahnhof) \| 291 m ü. M. \| \| \| 177,85 \| Lamone \| 319 m ü. M. \| \| \| \| Ceneri-Basistunnel (15'288/15'465 m) S 10 S 50 \| \| \| \| 243,36178,02 \| Vezia \| 323 m ü. M. \| \| \| \| (Aufteilung der Gleise) \| \| \| \| \| Massagnotunnel (943/924 m) \| \| \| \| \| Fehlerprofil -0,01 \| \| \| \| \| (Zusammenführung der Gleise) \| \| \| \| \| ehemalige LT von Tesserete, LCD von Dino \| \| \| \| 180,40 \| Lugano \| 335 m ü. M. \| \| \| \| Standseilbahn der TPL ins Stadtzentrum Lugano \| \| \| \| \| FLP nach Ponte Tresa \| \| \| \| \| Brentinobrücke (69 m) \| \| \| \| \| MS von San Salvatore \| \| \| \| 182,80 \| Lugano-Paradiso \| 303 m ü. M. \| \| \| 183,21 \| Paradiso \| 302 m ü. M. \| \| \| \| Paradiso (757 m) \| \| \| \| \| San-Martino-Tunnel (53 m) \| \| \| \| 186,16 \| Anschlussgleis \| 278 m ü. M. \| \| \| 187,20 \| Melide \| 274 m ü. M. \| \| \| \| Seedamm von Melide durch Luganersee \| \| \| \| \| Melidebrücke (81 m) \| \| \| \| \| \| \| \| \| \| Bissonebrücke (181 m) \| \| \| \| \| Maroggiatunnel (569 m) \| \| \| \| \| Fehlerprofil -0,04 \| \| \| \| 191,00 \| Maroggia-Melano \| 280 m ü. M. \| \| \| \| Molinotunnel (10 m) \| \| \| \| 194,60 \| Capolago-Riva S. Vitale \| 274 m ü. M. \| \| \| \| Anschluss an MG nach Generoso Vetta \| \| \| \| \| ehemalige TEM von Riva San Vitale nach Chiasso \| \| \| \| 198,70 \| Mendrisio Richtungswechsel S 40 , Endpunkt S 90 \| 328 m ü. M. \| \| \| \| nach Varese S 40 S 50 \| \| \| \| \| Coldreriotunnel (96 m) \| \| \| \| 203,04 \| Balerna bifurcazione \| 274 m ü. M. \| \| \| \| Güterstrecke nach Chiasso SM (seit 1965) \| \| \| \| 203,53 \| Balerna \| 270 m ü. M. \| \| \| \| Balernatunnel (616 m) \| \| \| \| \| \| \| \| \| \| Chiasso SM \| \| \| \| 205,32 \| Chiasso SM (Rangierbahnhof) \| 244 m ü. M. \| \| \| 206,17 \| Chiasso \| 238 m ü. M. \| \| \| \| nach Milano \| \| \| \| \| \| \| \| Quellen: [3][4] \| \| \| \| | |                                                     |                                                     |
| Strecke quer · Abzweig von links und von rechts · Strecke quer | | SBB von Luzern S 3 und von Rotkreuz                 | SBB von Luzern S 3 und von Rotkreuz                 |
| Bahnhof | 0,26 | Immensee                                            | 460 m ü. M.                                         |
| Überleitstelle / Spurwechsel | 4,29 | Brunnmatt                                           | 465 m ü. M.                                         |
| Tunnel | | Rindelfluhtunnel (200 m)                            | Rindelfluhtunnel (200 m)                            |
| Abzweig von rechts und ehemals von links · Strecke quer (außer Betrieb) · Kreuzung geradeaus oben (Querstrecke außer Betrieb) · Abzweig quer und von links (Strecke außer Betrieb) | | ARB von Rigi Kulm, ehemals von Arth                 | ARB von Rigi Kulm, ehemals von Arth                 |
| Strecke · Strecke · Kopfbahnhof Streckenende (Strecke außer Betrieb) | | Arth-Goldau Bahnhofplatz                            | Arth-Goldau Bahnhofplatz                            |
| Strecke · Strecke nach links · Abzweig von links und von rechts | | SBB von Zug S 2                                     | SBB von Zug S 2                                     |
| Abzweig geradeaus und nach links · Strecke Anfang Hochstrecke und quer · Kopfbahnhof Ende Hochstrecke und quer · Bahnhof | 8,86 | Arth-Goldau (Hoch- und Keilbahnhof)                 | 510 m ü. M.                                         |
| Strecke nach links · Strecke quer · Strecke quer · Abzweig geradeaus und von rechts | | Verbindungsgleis zur ARB                            | Verbindungsgleis zur ARB                            |
| | | nach Biberbrugg                                     |                                                     |
| Kilometer-Wechsel | | Fehlerprofil -0,01                                  | Fehlerprofil -0,01                                  |
| Bahnhof | 13,92 | Steinen                                             | 468 m ü. M.                                         |
| Kilometer-Wechsel | | Fehlerprofil -0,01                                  | Fehlerprofil -0,01                                  |
| Bahnhof · U-Bahn-Kopfbahnhof Streckenanfang und quer (Strecke außer Betrieb) | 17,01 | Schwyz ehemalige SStB nach Schwyz                   | 455 m ü. M.                                         |
| Brücke über Wasserlauf | | Muotabrücke (58 m)                                  | Muotabrücke (58 m)                                  |
| Kreuzung geradeaus oben (Querstrecke außer Betrieb) | | ehemaliges Mühlibähnli nach Unterschönenbuch        | ehemaliges Mühlibähnli nach Unterschönenbuch        |
| U-Bahn-Strecke von links (außer Betrieb) · Kreuzung mit U-Bahn geradeaus unten (Querstrecke außer Betrieb) | | ehemalige SStB von Schwyz nach Brunnen See          | ehemalige SStB von Schwyz nach Brunnen See          |
| U-Bahn-Bahnhof (Strecke außer Betrieb) · Bahnhof | 20,52 | Brunnen Endpunkt S 3                                | 439 m ü. M.                                         |
| U-Bahn-Strecke nach rechts (außer Betrieb) · Brücke | | Klosterbachbrücke Brunnen (86 m)                    | Klosterbachbrücke Brunnen (86 m)                    |
| | | ehemaliges Trassee Seegleis 1882–1948               |                                                     |
| Strecke (außer Betrieb) · Kilometer-Wechsel · Kilometer-Wechsel | 21,45 | Fehlerprofil -0,02/-0,06                            | Fehlerprofil -0,02/-0,06                            |
| Strecke (außer Betrieb) · Tunnelanfang · Tunnelanfang | | Morschachtunnel (556 m / 1372 m)                    | Morschachtunnel (556 m / 1372 m)                    |
| Tunnel (Strecke außer Betrieb) · Strecke (im Tunnel) · Strecke (im Tunnel) | | Gütschtunnel                                        | Gütschtunnel                                        |
| Strecke (außer Betrieb) · Kreuzung mit Tunnelstrecke (Querstrecke außer Betrieb) (im Tunnel) · Kreuzung mit Tunnelstrecke (Querstrecke außer Betrieb) (im Tunnel) | | ehemalige BrMB von Brunnen nach Axenstein           | ehemalige BrMB von Brunnen nach Axenstein           |
| Tunnel (Strecke außer Betrieb) · Tunnelende · Strecke (im Tunnel) | | Wasiwandtunnel                                      | Wasiwandtunnel                                      |
| Strecke (im Tunnel) | |                                                     |                                                     |
| Tunnel · Tunnelende | | Hochfluhtunnel (584 m)                              | Hochfluhtunnel (584 m)                              |
| | | (Zusammenführung der Gleise)                        |                                                     |
| ehemalige Überleitstelle / Spurwechsel | 22,71 | Franziskus 2007–2018 (provisorisch)                 | 449 m ü. M.                                         |
| Verschwenkung von links · Verschwenkung von rechts | | (Aufteilung der Gleise)                             | (Aufteilung der Gleise)                             |
| Tunnel · Tunnelanfang | | Franziskustunnel (193 m)                            | Franziskustunnel (193 m)                            |
| Strecke · Strecke (im Tunnel) | | Fronalptunnel (2793 m)                              | Fronalptunnel (2793 m)                              |
| Tunnel · Tunnelende | | Ölbergtunnel (1987 m)                               | Ölbergtunnel (1987 m)                               |
| Grenze · Grenze | 26,00 | Kantonsgrenze Schwyz-Uri                            | 440 m ü. M.                                         |
| Verschwenkung nach links · Verschwenkung nach rechts | | (Zusammenführung der Gleise)                        | (Zusammenführung der Gleise)                        |
| Bahnhof | 26,40 | Sisikon                                             | 446 m ü. M.                                         |
| Verschwenkung von links · Verschwenkung von rechts | | (Aufteilung der Gleise)                             | (Aufteilung der Gleise)                             |
| Tunnel · Tunnelanfang | | Stutzecktunnel (988 m)                              | Stutzecktunnel (988 m)                              |
| Strecke · Strecke (im Tunnel) | | Stutzeck-Axenbergtunnel (3375 m)                    | Stutzeck-Axenbergtunnel (3375 m)                    |
| Brücke · Strecke (im Tunnel) | | Gumpischbachbrücke (48 m)                           | Gumpischbachbrücke (48 m)                           |
| Tunnel · Strecke (im Tunnel) | | Tellsplattetunnel (172 m)                           | Tellsplattetunnel (172 m)                           |
| Tunnel · Strecke (im Tunnel) | | Axenbergtunnel (1128 m)                             | Axenbergtunnel (1128 m)                             |
| Tunnel · Tunnelende | | Sulzecktunnel (128 m)                               | Sulzecktunnel (128 m)                               |
| Tunnel · Tunnel | | Alte / Neue Gruonbach-Galerie (100 m / 98 m)        | Alte / Neue Gruonbach-Galerie (100 m / 98 m)        |
| Strecke · Kilometer-Wechsel | | Fehlerprofil -0,49                                  | Fehlerprofil -0,49                                  |
| Verschwenkung nach links · Verschwenkung nach rechts | | (Zusammenführung der Gleise)                        | (Zusammenführung der Gleise)                        |
| Überleitstelle / Spurwechsel | 30,87 | Gruonbach                                           | 440 m ü. M.                                         |
| Bahnhof · U-Bahn-Kopfbahnhof Streckenanfang (Strecke außer Betrieb) | 32,30 | Flüelen                                             | 436 m ü. M.                                         |
| Strecke · U-Bahn-Strecke nach links (außer Betrieb) | | AF nach Altdorf                                     | AF nach Altdorf                                     |
| Bahnhof | 35,25 | Altdorf UR                                          | 447 m ü. M.                                         |
| ehemalige Überleitstelle / Spurwechsel | 38,54 | Ried bis 2016                                       | 460 m ü. M.                                         |
| Dienststation / Betriebs- oder Güterbahnhof | 38,6698,67 | Rynächt seit 2016                                   | 456 m ü. M.                                         |
| Abzweig geradeaus und nach links · Strecke Tunnelanfang und quer | | Gotthard-Basistunnel (57 km) nach Bodio             | Gotthard-Basistunnel (57 km) nach Bodio             |
| Bahnhof | 41,58 | Erstfeld Endpunkt S 2                               | 472 m ü. M.                                         |
| Abzweig geradeaus und ehemals nach rechts | | ehemaliger Installationsplatz Amsteg des GBT        | ehemaliger Installationsplatz Amsteg des GBT        |
| Dienststelle, ehemals Bahnhof | 46,55 | Amsteg-Silenen Personenverkehr aufgehoben           | 544 m ü. M.                                         |
| Tunnel | | Windgällentunnel (183 m)                            | Windgällentunnel (183 m)                            |
| Brücke | | Chärstelenbachbrücke (127 m)                        | Chärstelenbachbrücke (127 m)                        |
| Tunnel | | Bristentunnel (709 m)                               | Bristentunnel (709 m)                               |
| Brücke über Wasserlauf | | Intschireussbrücke (121 m)                          | Intschireussbrücke (121 m)                          |
| Tunnel | | Intschitunnel (88 m)                                | Intschitunnel (88 m)                                |
| ehemaliger Haltepunkt / Haltestelle | 50,00 | Intschi                                             | 640 m ü. M.                                         |
| Überleitstelle / Spurwechsel | 50,53 | Zgraggen                                            | 643 m ü. M.                                         |
| Brücke | | Zgraggentalbrücke (89 m)                            | Zgraggentalbrücke (89 m)                            |
| Tunnel | | Zgraggentunnel (68 m)                               | Zgraggentunnel (68 m)                               |
| Tunnel | | Breitentunnel (57 m)                                | Breitentunnel (57 m)                                |
| Tunnel | | Meitschlingentunnel (74 m)                          | Meitschlingentunnel (74 m)                          |
| Brücke | | Säckenbrücke (120 m)                                | Säckenbrücke (120 m)                                |
| Tunnel | | Mörschlisbach-Galerie (25 m)                        | Mörschlisbach-Galerie (25 m)                        |
| Dienststelle, ehemals Bahnhof | 54,40 | Gurtnellen Personenverkehr aufgehoben               | 738 m ü. M.                                         |
| Strecke von links (im Tunnel) · Strecke von rechts und Tunnelende · Tunnel | | Häggeribachtunnel (92 m)                            | Häggeribachtunnel (92 m)                            |
| Strecke (im Tunnel) · Tunnel · Strecke | | Muhrentunnel (53 m)                                 | Muhrentunnel (53 m)                                 |
| Strecke nach links (im Tunnel) · Kreuzung Streckenende und quer (im Tunnel) · Strecke nach rechts | | Pfaffensprungtunnel (Kreiskehrtunnel, 1476 m)       | Pfaffensprungtunnel (Kreiskehrtunnel, 1476 m)       |
| Strecke nach links · Überleitstelle / Spurwechsel quer · Strecke von rechts | 58,42 | Pfaffensprung                                       | 834 m ü. M.                                         |
| Strecke von links (im Tunnel) · Strecke von rechts (im Tunnel) · Tunnel | | Mühletunnel (88 m)                                  | Mühletunnel (88 m)                                  |
| Strecke (im Tunnel) · Tunnelende · Strecke | | Leggisteintunnel (Kehrtunnel, 1090 m)               | Leggisteintunnel (Kehrtunnel, 1090 m)               |
| Tunnelende · Tunnel · Strecke | | Strahllochtunnel (40 m)                             | Strahllochtunnel (40 m)                             |
| Brücke über Wasserlauf · Strecke · Strecke | | Obere Meienreussbrücke (54 m)                       | Obere Meienreussbrücke (54 m)                       |
| Strecke · Brücke über Wasserlauf · Brücke über Wasserlauf | | Mittlere/Untere Meienreussbrücke (122/60 m)         | Mittlere/Untere Meienreussbrücke (122/60 m)         |
| Tunnel · Strecke · Strecke | | Maienkreuztunnel (78 m)                             | Maienkreuztunnel (78 m)                             |
| Strecke · Strecke · Tunnel | | Kirchbergtunnel (384 m)                             | Kirchbergtunnel (384 m)                             |
| Tunnel · Tunnel · Strecke | | Obere/Mittlere Entschigtal-Galerie (102/185 m)      | Obere/Mittlere Entschigtal-Galerie (102/185 m)      |
| Strecke · Dienststelle, ehemals Bahnhof · Strecke | 62,76 | Wassen Personenverkehr aufgehoben                   | 928 m ü. M.                                         |
| Brücke · Strecke · Strecke | | Kellerbachbrücke (61 m)                             | Kellerbachbrücke (61 m)                             |
| Überleitstelle / Spurwechsel · Strecke · Strecke | 66,62 | Eggwald                                             | 1019 m ü. M.                                        |
| Brücke · Strecke · Strecke | | Rohrbachbrücke (61 m)                               | Rohrbachbrücke (61 m)                               |
| Strecke · Tunnel · Strecke | | Rohrbachtunnel (230 m)                              | Rohrbachtunnel (230 m)                              |
| Strecke · Brücke über Wasserlauf · Brücke über Wasserlauf | | Obere/Untere Wattingerbrücke (45/40 m, über Reuss)  | Obere/Untere Wattingerbrücke (45/40 m, über Reuss)  |
| Strecke · Tunnelanfang · Tunnelanfang | | Wattingertunnel (Kehrtunnel 1084 m)                 | Wattingertunnel (Kehrtunnel 1084 m)                 |
| Tunnel · Strecke nach links (im Tunnel) · Strecke nach rechts (im Tunnel) | | Naxbergtunnel (1570 m)                              | Naxbergtunnel (1570 m)                              |
| Brücke über Wasserlauf | | Göschener Reussbrücke (53 m)                        | Göschener Reussbrücke (53 m)                        |
| Kopfbahnhof Streckenanfang · Bahnhof · Betriebs-/Güterbahnhof Streckenanfang · Betriebs-/Güterbahnhof Streckenanfang | 70,45 | Göschenen (ehem. Autoverlad )                       | 1106 m ü. M.                                        |
| Abzweig quer und nach rechts · Kreuzung Streckenanfang (im Tunnel) · Kreuzung Streckenanfang (im Tunnel) · Strecke nach rechts | | Schöllenenbahn nach Andermatt                       | Schöllenenbahn nach Andermatt                       |
| | | Gotthardtunnel (15'003 m)                           |                                                     |
| Überleitstelle / Spurwechsel (im Tunnel) | 75,37 | Gotthard Nord seit 1962                             | 1133 m ü. M.                                        |
| ehemaliger Dienststation / Betriebs- oder Güterbahnhof (im Tunnel) | 78,72 | Gotthard 1946–1962, Scheitelpunkt                   | 1151 m ü. M.                                        |
| Grenze (im Tunnel) | 80,89 | Kantonsgrenze Uri-Tessin                            | Kantonsgrenze Uri-Tessin                            |
| Dienststation / Betriebs- oder Güterbahnhof (im Tunnel) | 81,32 | Gottardo Sud 1962–2016 Spurwechsel, seit 2016 Block | 1150 m ü. M.                                        |
| Tunnelende | |                                                     |                                                     |
| Bahnhof | 86,20 | Airolo (ehem. Autoverlad )                          | 1142 m ü. M.                                        |
| Tunnel | | Dragonatatunnel (Aquädukt, 9 m)                     | Dragonatatunnel (Aquädukt, 9 m)                     |
| Brücke über Wasserlauf | | Stalvedrobrücke (83 m, über Tessin)                 | Stalvedrobrücke (83 m, über Tessin)                 |
| Tunnel | | Stalvedrotunnel (194 m)                             | Stalvedrotunnel (194 m)                             |
| Überleitstelle / Spurwechsel | 89,66 | Sordo                                               | 1063 m ü. M.                                        |
| Bahnhof | 93,04 | Ambrì-Piotta                                        | 989 m ü. M.                                         |
| Kilometer-Wechsel | | Fehlerprofil -0,01                                  | Fehlerprofil -0,01                                  |
| Dienststelle, ehemals Bahnhof | 97,84 | Rodi-Fiesso Personenverkehr aufgehoben              | 942 m ü. M.                                         |
| Tunnel | | Daziotunnel (354 m)                                 | Daziotunnel (354 m)                                 |
| Strecke von links · Kreuzung Streckenanfang und quer (im Tunnel) · Strecke von rechts (im Tunnel) | | Freggiotunnel (Kreiskehrtunnel, 1568 m)             | Freggiotunnel (Kreiskehrtunnel, 1568 m)             |
| Strecke · Tunnel · Strecke (im Tunnel) | | Artoitotunnel (74 m)                                | Artoitotunnel (74 m)                                |
| Strecke · Strecke nach links und Tunnelanfang · Strecke nach rechts (im Tunnel) | |                                                     |                                                     |
| Tunnel | | Monte Piottino-Tunnel (147 m)                       | Monte Piottino-Tunnel (147 m)                       |
| Überleitstelle / Spurwechsel | 101,93 | Pardorea                                            | 851 m ü. M.                                         |
| Tunnelanfang | | Pardoreatunnel (286 m)                              | Pardoreatunnel (286 m)                              |
| Strecke von links (im Tunnel) · Kreuzung mit Tunnelstrecke (im Tunnel) · Strecke von rechts (im Tunnel) | | Pratotunnel (Kreiskehrtunnel, 1567 m)               | Pratotunnel (Kreiskehrtunnel, 1567 m)               |
| Strecke (im Tunnel) · Tunnelende · Tunnelende | |                                                     |                                                     |
| Strecke nach links (im Tunnel) · Strecke nach rechts und Tunnelanfang | | (Aufteilung der Gleise)                             | (Aufteilung der Gleise)                             |
| Tunnel · Strecke | | Broscerinatunnel (43 m)                             | Broscerinatunnel (43 m)                             |
| | | (Zusammenführung der Gleise)                        |                                                     |
| Brücke über Wasserlauf | | Polmengobrücke (103 m, über Tessin)                 | Polmengobrücke (103 m, über Tessin)                 |
| Tunnel | | Polmengotunnel (304 m)                              | Polmengotunnel (304 m)                              |
| Bahnhof | 106,00 | Faido                                               | 755 m ü. M.                                         |
| Überleitstelle / Spurwechsel | 109,38 | Chiggiogna                                          | 674 m ü. M.                                         |
| Bahnhof | 112,60 | Lavorgo                                             | 615 m ü. M.                                         |
| Tunnelanfang | | Lumetunnel (466 m)                                  | Lumetunnel (466 m)                                  |
| Strecke von links (im Tunnel) · Kreuzung mit Tunnelstrecke (im Tunnel) · Strecke von rechts (im Tunnel) | | Pianotondotunnel (Kreiskehrtunnel, 1509 m)          | Pianotondotunnel (Kreiskehrtunnel, 1509 m)          |
| Tunnelende · Tunnelende · Strecke (im Tunnel) | |                                                     |                                                     |
| Strecke · Brücke · Strecke (im Tunnel) | | Pianotondobrücke (111 m)                            | Pianotondobrücke (111 m)                            |
| Tunnel · Strecke nach links und Tunnelanfang · Strecke nach rechts (im Tunnel) | | Toumiquettunnel (72 m)                              | Toumiquettunnel (72 m)                              |
| Strecke von links · Kreuzung Streckenanfang und quer (im Tunnel) · Strecke von rechts (im Tunnel) | |                                                     |                                                     |
| Strecke · Überleitstelle / Spurwechsel · Strecke (im Tunnel) | 117,40 | Pianotondo                                          | Pianotondo                                          |
| Strecke · Strecke nach links und Tunnelanfang · Strecke nach rechts (im Tunnel) | | Travitunnel (Kreiskehrtunnel, 1547 m)               | Travitunnel (Kreiskehrtunnel, 1547 m)               |
| Überleitstelle / Spurwechsel | 121,12 | Giornico                                            | 420 m ü. M.                                         |
| Strecke nach links · ehemaliger Haltepunkt / Haltestelle quer · Strecke von rechts | 121,70 | Giornico Personenverkehr aufgehoben                 | 410 m ü. M.                                         |
| Brücke über Wasserlauf | | Untere Tessinbrücke (120 m)                         | Untere Tessinbrücke (120 m)                         |
| Abzweig geradeaus und von rechts | | ATG-Anschlussgleis (Baustelle Gotthard-Basistunnel) | ATG-Anschlussgleis (Baustelle Gotthard-Basistunnel) |
| Bahnhof | 125,50 | Bodio                                               | 331 m ü. M.                                         |
| Kilometer-Wechsel | | Fehlerprofil +0,01                                  | Fehlerprofil +0,01                                  |
| Strecke von links · Kreuzung geradeaus oben · Strecke Tunnelanfang und quer | | Gotthard-Basistunnel (57 km) von Erstfeld           | Gotthard-Basistunnel (57 km) von Erstfeld           |
| Dienststation / Betriebs- oder Güterbahnhof · Strecke | 157,55127,55 | Pozzo Negro                                         | 310 m ü. M.                                         |
| Strecke · ehemaliger Haltepunkt / Haltestelle | 128,90 | Pollegio                                            | 305 m ü. M.                                         |
| | 129,70 | Anschlussgleis Pasquerio                            | 298 m ü. M.                                         |
| Strecke · Strecke | | Neubaustrecke Gotthard-Süd nach Giustizia           | Neubaustrecke Gotthard-Süd nach Giustizia           |
| Brücke über Wasserlauf · Brücke über Wasserlauf | | Brennobrücke (107/68 m)                             | Brennobrücke (107/68 m)                             |
| Tunnel · Strecke | | Tunnel A2 Biasca (260 m)                            | Tunnel A2 Biasca (260 m)                            |
| Dienststation / Betriebs- oder Güterbahnhof · Strecke | 161,29 | Überholgleis Biasca                                 | 293 m ü. M.                                         |
| Strecke · Strecke von links (außer Betrieb) · Kreuzung geradeaus oben (Querstrecke außer Betrieb) | | ehemalige BA von Acquarossa                         | ehemalige BA von Acquarossa                         |
| Strecke · Kopfbahnhof Streckenende (Strecke außer Betrieb) · Bahnhof | 131,80 | Biasca Endpunkt S 10 und S 50                       | 293 m ü. M.                                         |
| Strecke · Tunnel | | Crocettotunnel (275 m)                              | Crocettotunnel (275 m)                              |
| Tunnel · Tunnel | | Giustiziatunnel (64/64 m)                           | Giustiziatunnel (64/64 m)                           |
| Strecke nach links · Strecke quer · Abzweig geradeaus und von rechts | 164,25135,28 | Neubaustrecke Gotthard-Süd von Pozzo Negro          | Neubaustrecke Gotthard-Süd von Pozzo Negro          |
| Dienststation / Betriebs- oder Güterbahnhof | 135,21 | Giustizia                                           | 272 m ü. M.                                         |
| Dienststelle, ehemals Bahnhof | 137,96 | Osogna-Cresciano Personenverkehr aufgehoben         | 264 m ü. M.                                         |
| Dienststelle, ehemals Bahnhof | 143,47 | Claro Personenverkehr aufgehoben                    | 250 m ü. M.                                         |
| Strecke · Strecke von links (außer Betrieb) | | SEFT von Cama (bis 2013)                            | SEFT von Cama (bis 2013)                            |
| Bahnhof · Bahnhof (Strecke außer Betrieb) | 147,27 | Castione-Arbedo Endpunkt S 20                       | 241 m ü. M.                                         |
| Brücke über Wasserlauf · Strecke (außer Betrieb) | | Moesabrücke (85 m)                                  | Moesabrücke (85 m)                                  |
| Strecke von links (außer Betrieb) · Kreuzung geradeaus unten (Querstrecke außer Betrieb) · Strecke nach rechts (außer Betrieb) | | RhB Castione-Arbedo–Bellinzona (bis 1972)           | RhB Castione-Arbedo–Bellinzona (bis 1972)           |
| Strecke (außer Betrieb) · Dienststation / Betriebs- oder Güterbahnhof | 149,75 | Bellinzona S. Paolo (Rangierbahnhof)                | 241 m ü. M.                                         |
| Kopfbahnhof Streckenende (Strecke außer Betrieb) · Bahnhof | 150,90 | Bellinzona                                          | 241 m ü. M.                                         |
| Kilometer-Wechsel | | Fehlerprofil +0,01                                  | Fehlerprofil +0,01                                  |
| Tunnel | | Montebellotunnel (290 m)                            | Montebellotunnel (290 m)                            |
| Tunnel | | Dragonatatunnel (30 m)                              | Dragonatatunnel (30 m)                              |
| Bahnhof | 154,04 | Giubiasco Endpunkt S 90                             | 230 m ü. M.                                         |
| | |                                                     |                                                     |
| Dienststation / Betriebs- oder Güterbahnhof · Strecke | 155,28225,93 | Giubiasco Ovest                                     | 215 m ü. M.                                         |
| Abzweig geradeaus, nach links und von links · Kreuzung Streckenanfang und quer (im Tunnel) | | Ceneri-Basistunnel (15'288/15'465 m) S 10 S 50      | Ceneri-Basistunnel (15'288/15'465 m) S 10 S 50      |
| Strecke nach rechts · Strecke | | nach Locarno S 20 /Luino                            | nach Locarno S 20 /Luino                            |
| Überleitstelle / Spurwechsel | 158,01 | Vigana                                              | 312 m ü. M.                                         |
| Tunnelanfang | | Costatunnel (68 m)                                  | Costatunnel (68 m)                                  |
| ehemaliger Dienststation / Betriebs- oder Güterbahnhof (im Tunnel) | 159,61 | Al Sasso                                            | 362 m ü. M.                                         |
| Tunnelende | |                                                     |                                                     |
| | | (Aufteilung der Gleise)                             |                                                     |
| Brücke · Brücke | | Piantorinobrücke (97/63 m)                          | Piantorinobrücke (97/63 m)                          |
| Tunnel · Tunnelanfang | | Precassinotunnel (402 m)                            | Precassinotunnel (402 m)                            |
| Strecke · Strecke (im Tunnel) | | Precassino-Maggiagra (713 m)                        | Precassino-Maggiagra (713 m)                        |
| Tunnel · Tunnelende | | Maggiagratunnel (102 m)                             | Maggiagratunnel (102 m)                             |
| Kilometer-Wechsel · Strecke | | Fehlerprofil +0,10                                  | Fehlerprofil +0,10                                  |
| | | (Zusammenführung der Gleise)                        |                                                     |
| Brücke | | Robasacco (59 m)                                    | Robasacco (59 m)                                    |
| Überleitstelle / Spurwechsel | 161,35 | Al Motto                                            | 353 m ü. M.                                         |
| | | (Aufteilung der Gleise)                             |                                                     |
| Tunnel · Tunnel | | Monte Ceneri-Tunnel (1692/1675 m)                   | Monte Ceneri-Tunnel (1692/1675 m)                   |
| Kilometer-Wechsel · Strecke | | Fehlerprofil +0,04                                  | Fehlerprofil +0,04                                  |
| | | (Zusammenführung der Gleise)                        |                                                     |
| Bahnhof | 165,21 | Rivera-Bironico Scheitelpunkt                       | 472 m ü. M.                                         |
| Haltepunkt / Haltestelle | 168,86 | Mezzovico                                           | 416 m ü. M.                                         |
| Überleitstelle / Spurwechsel | 170,03 | Mezzovico                                           | 399 m ü. M.                                         |
| Tunnel | | Molinerotunnel (75 m)                               | Molinerotunnel (75 m)                               |
| Dienststation / Betriebs- oder Güterbahnhof | 171,27 | Mezzovico-Sigirino                                  | 378 m ü. M.                                         |
| Bahnhof | 173,99 | Taverne-Torricella                                  | 335 m ü. M.                                         |
| | | Güterstrecke nach Lugano Vedeggio (seit 1977)       |                                                     |
| Brücke · Strecke | | Brücke A2 Vedeggio (134 m)                          | Brücke A2 Vedeggio (134 m)                          |
| Strecke · Haltepunkt / Haltestelle | 176,10 | Lamone-Cadempino                                    | 319 m ü. M.                                         |
| Betriebs-/Güterbahnhof Streckenende · Strecke | 178,54 | Lugano-Vedeggio (Güterbahnhof)                      | 291 m ü. M.                                         |
| Überleitstelle / Spurwechsel | 177,85 | Lamone                                              | 319 m ü. M.                                         |
| Abzweig geradeaus und von links · Strecke Tunnelanfang und quer | | Ceneri-Basistunnel (15'288/15'465 m) S 10 S 50      | Ceneri-Basistunnel (15'288/15'465 m) S 10 S 50      |
| Dienststation / Betriebs- oder Güterbahnhof | 243,36178,02 | Vezia                                               | 323 m ü. M.                                         |
| | | (Aufteilung der Gleise)                             |                                                     |
| Tunnel · Tunnel | | Massagnotunnel (943/924 m)                          | Massagnotunnel (943/924 m)                          |
| Strecke · Kilometer-Wechsel | | Fehlerprofil -0,01                                  | Fehlerprofil -0,01                                  |
| | | (Zusammenführung der Gleise)                        |                                                     |
| Strecke · Strecke von links (außer Betrieb) | | ehemalige LT von Tesserete, LCD von Dino            | ehemalige LT von Tesserete, LCD von Dino            |
| Bahnhof · Kopfbahnhof Strecke bis hier außer Betrieb · Kopfbahnhof Streckenanfang | 180,40 | Lugano                                              | 335 m ü. M.                                         |
| Strecke nach halblinks · Strecke nach halbrechts und Tunnelanfang · Strecke nach links | | Standseilbahn der TPL ins Stadtzentrum Lugano       | Standseilbahn der TPL ins Stadtzentrum Lugano       |
| Strecke von halblinks (im Tunnel) · Strecke von halbrechts | | FLP nach Ponte Tresa                                | FLP nach Ponte Tresa                                |
| Brücke | | Brentinobrücke (69 m)                               | Brentinobrücke (69 m)                               |
| Kreuzung geradeaus unten · Strecke von rechts | | MS von San Salvatore                                | MS von San Salvatore                                |
| Haltepunkt / Haltestelle · Kopfbahnhof Streckenende | 182,80 | Lugano-Paradiso                                     | 303 m ü. M.                                         |
| Dienststation / Betriebs- oder Güterbahnhof | 183,21 | Paradiso                                            | 302 m ü. M.                                         |
| Tunnel | | Paradiso (757 m)                                    | Paradiso (757 m)                                    |
| Tunnel | | San-Martino-Tunnel (53 m)                           | San-Martino-Tunnel (53 m)                           |
| Abzweig geradeaus und von links | 186,16 | Anschlussgleis                                      | 278 m ü. M.                                         |
| Bahnhof | 187,20 | Melide                                              | 274 m ü. M.                                         |
| | | Seedamm von Melide durch Luganersee                 |                                                     |
| Brücke | | Melidebrücke (81 m)                                 | Melidebrücke (81 m)                                 |
| | |                                                     |                                                     |
| Brücke | | Bissonebrücke (181 m)                               | Bissonebrücke (181 m)                               |
| Tunnel | | Maroggiatunnel (569 m)                              | Maroggiatunnel (569 m)                              |
| Kilometer-Wechsel | | Fehlerprofil -0,04                                  | Fehlerprofil -0,04                                  |
| Bahnhof | 191,00 | Maroggia-Melano                                     | 280 m ü. M.                                         |
| U-Bahn-Strecke von rechts (außer Betrieb) · Tunnel | | Molinotunnel (10 m)                                 | Molinotunnel (10 m)                                 |
| U-Bahn-Bahnhof (Strecke außer Betrieb) · Kopfbahnhof Streckenanfang · Bahnhof | 194,60 | Capolago-Riva S. Vitale                             | 274 m ü. M.                                         |
| U-Bahn-Strecke (außer Betrieb) · Strecke nach links · Kreuzung geradeaus unten | | Anschluss an MG nach Generoso Vetta                 | Anschluss an MG nach Generoso Vetta                 |
| U-Bahn-Strecke nach links (außer Betrieb) · U-Bahn-Strecke quer (außer Betrieb) · Kreuzung mit U-Bahn geradeaus unten (Querstrecke außer Betrieb) · U-Bahn-Strecke von rechts (außer Betrieb) | | ehemalige TEM von Riva San Vitale nach Chiasso      | ehemalige TEM von Riva San Vitale nach Chiasso      |
| Bahnhof · U-Bahn-Bahnhof (Strecke außer Betrieb) | 198,70 | Mendrisio Richtungswechsel S 40 , Endpunkt S 90     | 328 m ü. M.                                         |
| Abzweig geradeaus und nach rechts · U-Bahn-Strecke (außer Betrieb) | | nach Varese S 40 S 50                               | nach Varese S 40 S 50                               |
| Tunnel · U-Bahn-Strecke (außer Betrieb) | | Coldreriotunnel (96 m)                              | Coldreriotunnel (96 m)                              |
| Dienststation / Betriebs- oder Güterbahnhof · U-Bahn-Strecke (außer Betrieb) | 203,04 | Balerna bifurcazione                                | 274 m ü. M.                                         |
| U-Bahn-Strecke (außer Betrieb) | | Güterstrecke nach Chiasso SM (seit 1965)            | Güterstrecke nach Chiasso SM (seit 1965)            |
| Bahnhof · Tunnelanfang · U-Bahn-Bahnhof (Strecke außer Betrieb) | 203,53 | Balerna                                             | 270 m ü. M.                                         |
| Strecke von links · Kreuzung Streckenanfang und quer (im Tunnel) · Strecke nach rechts (im Tunnel) · U-Bahn-Strecke (außer Betrieb) | | Balernatunnel (616 m)                               | Balernatunnel (616 m)                               |
| Strecke · U-Bahn-Strecke (außer Betrieb) | |                                                     |                                                     |
| Abzweig geradeaus und von links · Dienststation / Betriebs- oder Güterbahnhof quer · Abzweig geradeaus und von rechts · U-Bahn-Strecke (außer Betrieb) | | Chiasso SM                                          | Chiasso SM                                          |
| Dienststation / Betriebs- oder Güterbahnhof · Strecke · U-Bahn-Strecke (außer Betrieb) | 205,32 | Chiasso SM (Rangierbahnhof)                         | 244 m ü. M.                                         |
| Strecke · Bahnhof · U-Bahn-Kopfbahnhof Streckenende (Strecke außer Betrieb) | 206,17 | Chiasso                                             | 238 m ü. M.                                         |
| | | nach Milano                                         |                                                     |
| | |                                                     |                                                     |
| Quellen: | |                                                     |                                                     |

Die Gotthardbahn ist die 1882 von der Gotthardbahn-Gesellschaft fertiggestellte, 206 Kilometer lange Bahnstrecke von Immensee nach Chiasso. Sie wird seit 1909 von den Schweizerischen Bundesbahnen (SBB) betrieben und ist Teil der Nord-Süd-Verbindungen Basel–Luzern–Mailand und Zürich–Mailand. Das Kernstück der ursprünglichen Streckenführung bildet die durch Alpentäler führende Gebirgsbahn Erstfeld–Biasca. Sie durchstösst mit dem 15 Kilometer langen Scheiteltunnel, dem Gotthardtunnel, das Gotthardmassiv. Der Nord–Süd-Verkehr benutzt eine Flachbahn mit Steigungen unter 7 Promille, die durch den 2016 eröffneten Gotthard-Basistunnel und den 2020 eröffneten Ceneri-Basistunnel führt. Die Gebirgsbahnen über den Gotthard und den Ceneri bleiben erhalten. Sie dienen als Ausweichrouten, aber auch der regionalen Erschliessung und touristischen Zwecken.

## Allgemeines
Dem Bau einer Alpenbahn gingen in der Schweiz jahrzehntelange Diskussionen über die Linienführung und die Finanzierung eines solchen Projekts voraus. Der Zürcher Politiker und Unternehmer Alfred Escher war massgeblich an der Festlegung auf die Gotthardlinie beteiligt. Für die Variante durch den Gotthard sprach die Möglichkeit zum Bau langer Steigungsrampen im Reusstal und in der Leventina, die mitten unter dem Alpenkamm mit einem verhältnismässig kurzen Durchstich auf 1151 m ü. M. durch das Gotthardmassiv verbunden werden konnten. Der Tunnel selbst liegt unter dem Pizzo Centrale (2999 Meter). Bei seiner Eröffnung 1882 war der Gotthard-Scheiteltunnel mit 15 Kilometer Länge der längste Tunnel der Welt; diesen Platz nahm 1906 der knapp 20 Kilometer lange Simplontunnel ein.
Der Bergstrecken-Abschnitt der Gotthardbahn ist berühmt für die künstliche Verlängerung der beidseitigen Rampen durch viele Schleifen und Kehrtunnel, mit denen eine für die frühen Dampflokomotiven befahrbare Steigung eingehalten werden konnte.

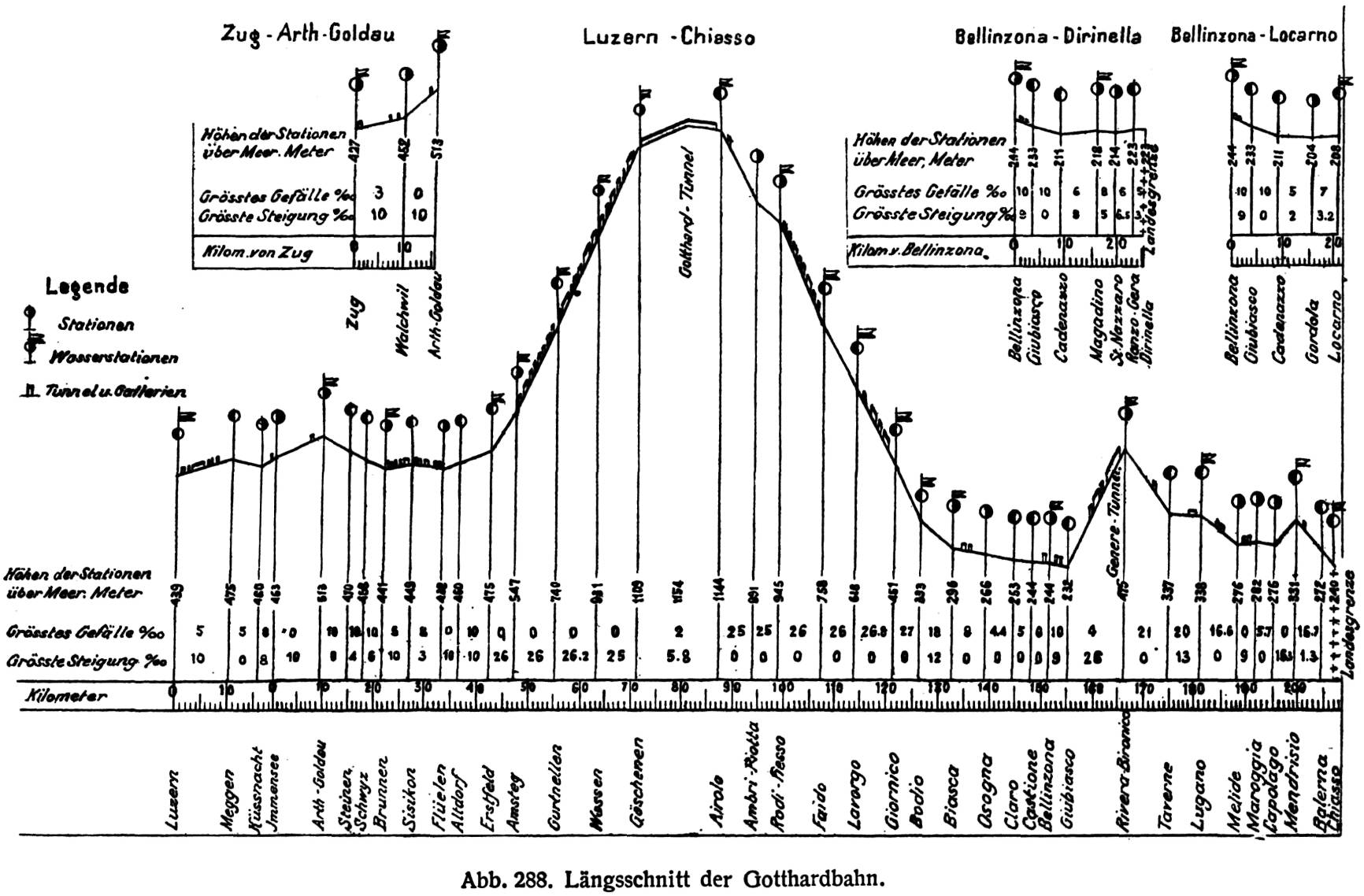
Profil der Gotthardbahn mit Nebenstrecken

Die Gotthardstrecke war bis zur Eröffnung des Gotthard-Basistunnels die kürzeste Verbindung zwischen den Bahnnetzen im Nordwesten Europas und in Italien. Über diese Verkehrsachse verläuft ein grosser Teil des Güter- und Personenverkehrs zwischen den grossen Wirtschaftsräumen beidseits der Alpen. Sie gehört zu den wichtigen kontinentalen Güterverkehrskorridoren. So wurden etwa im Jahr 1964 mit mehr als zehn Millionen Tonnen Gütern und fünf Millionen Personen mehr als die Hälfte dieses Güterverkehrs über die Gotthardbahn abgewickelt.
Die stetige Zunahme des Güterverkehrs führte nicht nur zu einer Auslastung der Gotthardbahn und anderer Eisenbahnstrecken, sondern auch zu einer Überlastung der Strassen im Alpenraum durch den Schwerverkehr. Diesem Problem wollen die Partnerstaaten zusammen mit der Schweiz durch leistungsfähigere Bahnstrecken und eine noch stärkere Verlagerung des Schwerverkehrs auf die Schiene begegnen.
Ursprünglich war die Gotthardbahnstrecke für den Dampfbetrieb ausgelegt. Die Bergstrecke wurde ab 1916 elektrifiziert. Für die Stromversorgung wurden die bahneigenen Wasserkraftwerke Ritom und Amsteg gebaut. Dies ermöglichte neben einem von Kohlenlieferungen aus dem Ausland unabhängigen Betrieb eine Leistungssteigerung, weil jetzt schwerere und schnellere Züge die Strecke befahren konnten. Das stetig zunehmende Verkehrsvolumen im Güter- und Personenverkehr verlangte nach der Anwendung der jeweils modernsten verfügbaren Bahntechnik. Dies beinhaltete insbesondere die Verkürzung der Zugfolge sowie die Beförderung von längeren Zügen mit höheren Achslasten. Die ursprüngliche Trasseeführung der Gotthardbahn wurde bis zum Bau des im Jahr 2016 eröffneten Gotthard-Basistunnels nicht verändert. Der rund 57 Kilometer lange Gotthard-Basistunnel wurde im Dezember 2016 vollumfänglich in Betrieb genommen, und der Ceneri-Basistunnel wurde im September 2020 eröffnet.
Die Bergstrecke der Gotthardbahn wird durch Basistunnel unterfahren, um das Transportvolumen besser bewältigen zu können. Mit den beiden neuen Basistunneln wird ein Flachbahn-Trassee realisiert. Dieses wird seit 2016 in mehreren Teilschritten auf mehreren Abschnitten als neue Streckenführung auf der Nord-Süd-Achse in Betrieb genommen – die Gotthardachse des europäisch-schweizerischen Alpentransit-Projekts. Die alte Streckenführung wird als Reservestrecke und zur Erschliessung der Bergregion weiter genutzt.

## Geschichte

### Finanzierung und Gründung der Betreibergesellschaft
Die Baukosten des Streckennetzes der zukünftigen Gotthardbahn-Gesellschaft wurden 1869 auf 187 Mio. Franken geschätzt. Der grösste Teil (54,55 %) der Mittel musste auf dem internationalen Kapitalmarkt aufgebracht werden, Italien subventionierte 24,05 %, Deutschland und die Schweiz je 10,7 %. Für die Beschaffung der 102 Mio. Franken auf dem Kapitalmarkt wurde ein Finanzkonsortium unter der Leitung von deutschen Banken gegründet. Es bestand aus einer deutschen, einer italienischen und einer schweizerischen Gruppe, die je 34 Mio. Franken aufzubringen hatten.
1871 wurde die Gotthardbahn-Gesellschaft für den Bau und den Betrieb der Bahn gegründet. Der Präsident der Gesellschaft war der Schweizer Alfred Escher, und Josef Zingg war Vizepräsident.
Nachdem es zu Kostenüberschreitungen beim Bau der Tessiner Zufahrtslinien gekommen war, schlitterte die Gotthardbahn-Gesellschaft in eine Finanzkrise, sodass eine Nachfinanzierung von 40 Mio. Franken nötig wurde. Mit dem Staatsvertrag von 1878 beschlossen Italien und Deutschland, je 10 Mio. Franken zu zahlen, die Schweiz 8 Mio. Franken. Der restliche Betrag musste von Privaten bezahlt werden.

### Bau

#### Meilensteine
Wichtige Daten zum Fortschritt im Bau der Gotthardbahn nach Bildung der Gotthardbahn-Gesellschaft:
| Datum         | Ereignis                                        |
| ------------- | ----------------------------------------------- |
| 6. Dez. 1871  | Konstituierung der Gotthardbahngesellschaft     |
| Herbst 1872   | Aufnahme der Arbeiten am Gotthardtunnel         |
| 6. Dez. 1874  | Biasca–Bellinzona und Lugano–Chiasso in Betrieb |
| 29. Feb. 1880 | Durchstich des Gotthardtunnels                  |
| 1. Jan. 1882  | Provisorischer Betrieb Göschenen–Airolo         |
| 10. Apr. 1882 | Bellinzona–Lugano (Monte Ceneri) in Betrieb     |
| 1. Jun. 1882  | Immensee–Chiasso in vollem Umfang in Betrieb    |

#### Organisation

Verwaltungsgebäude der Gotthardbahn in Luzern

Mit dem Bau der Gotthardbahn ist der Name des Politikers Alfred Escher aus Zürich eng verbunden. Nachdem er ursprünglich das Konkurrenzprojekt der Lukmanierbahn unterstützt hatte, erwies er sich als treibende Kraft der Gotthardbahn bis zu ihrer Finanzkrise in den Jahren 1876 bis 1879. Mitte 1879 trat er als Präsident und Mitglied der dreiköpfigen Direktion (Escher, Zingg, Weber) der Gotthardbahn-Gesellschaft zurück. Die Rettung, Neufinanzierung, Umgestaltung, Inbetriebnahme und der Betrieb des internationalen Unternehmens Gotthardbahn bis zu seinem Tod im Jahr 1891 wurde wesentlich durch den nachfolgenden Präsidenten Josef Zingg (vorheriger Vizepräsident und Mitglied der Direktion) gestaltet. Zingg war seit 1863 in tragender Rolle in den Ausschuss der «Vereinigung schweizerischer Kantone und Bahngesellschaften zur Anstrebung der Gotthardbahn» involviert, in dem auch Escher einen Sitz hatte. Der Ausschuss vertrat geschlossen die Interessen einer Mehrheit von später 15 Kantonen und den Unternehmen der schweizerischen Centralbahn (SCB) und Nordostbahn (NOB) an einer Nord-Süd-Achse durch die Zentralalpen anstelle alternativer Verbindungen durch die Alpen im Osten und Westen der Schweiz.

#### Bauleitung

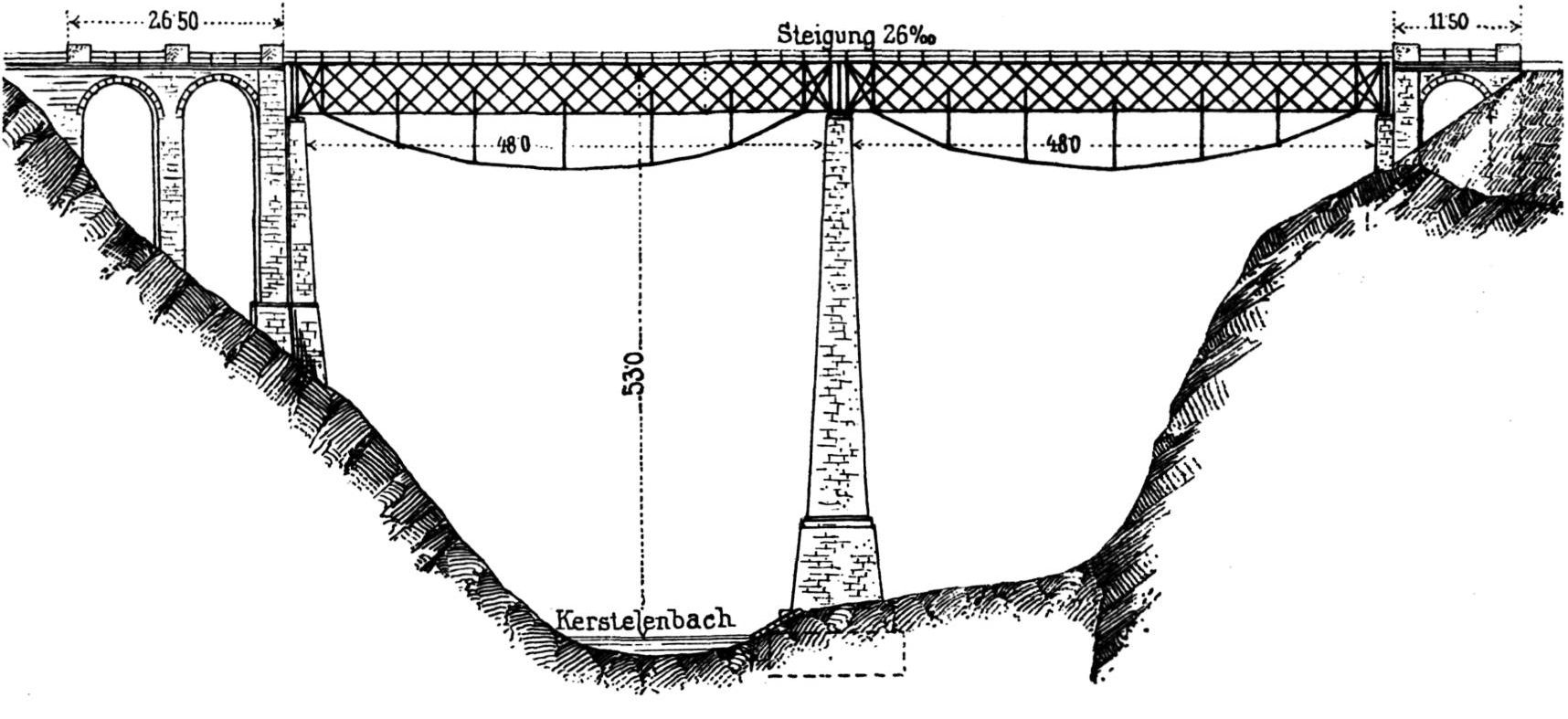
Chärstelenbachbrücke mit Fischbauchträgern in Amsteg

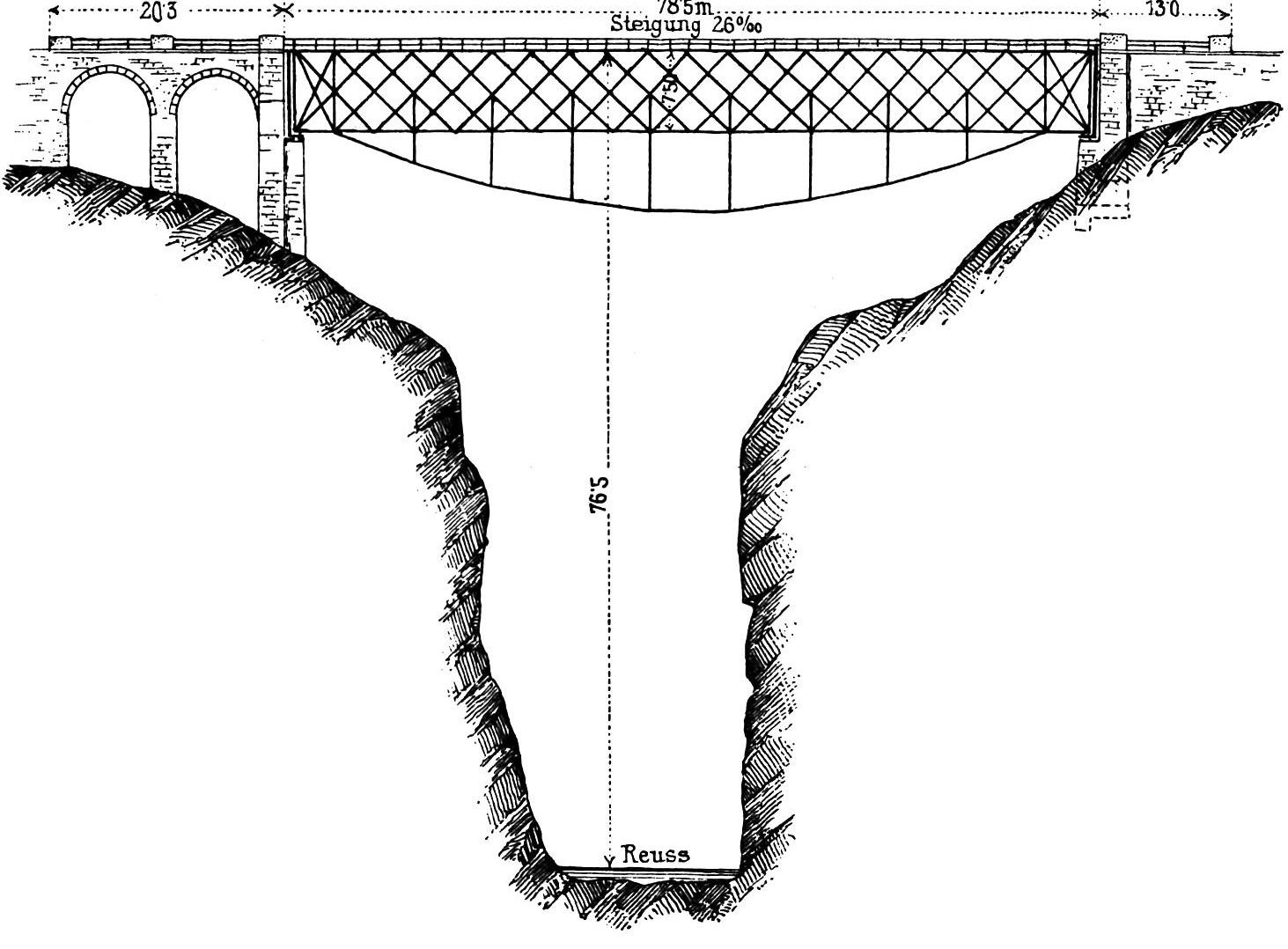
Intschireussbrücke mit Fischbauchverstärkung bei Intschi

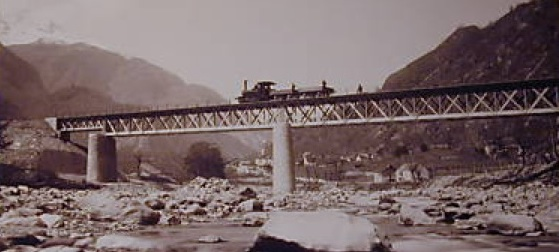
Untere Tessinbrücke bei Giornico mit originaler Fachwerkbalkenkonstruktion

Erster bauleitender Oberingenieur der Gotthardbahn war Robert Gerwig, der schon Anfang der sechziger Jahre das Gutachten über die Gotthardbahn mit verfasst und an den internationalen Verhandlungen als Vertreter Badens teilgenommen hatte. Aufgrund gewaltiger Kostenüberschreitungen musste er 1875 nach Fertigstellung lediglich der Talstrecken im Tessin zurücktreten.
Sein Nachfolger Wilhelm Konrad Hellwag entwickelte mit seinem Stellvertreter Eduard Gerlich und ihrem Team die endgültige Trasseeführung der Bergstrecke, wobei lediglich die Doppelschleife bei Wassen übernommen wurde. Weitere Talstufen wurden mit hebenden Spiraltunneln überwunden, was gestattete, ausserhalb der Stufen das Trassee weitgehend entlang der Talsohle zu führen. Hellwag überschlug und verglich die Baukosten erneut anhand grössermassstäblicherer Karten und wies damit frühzeitig auf eine enorme Kapitallücke in der Finanzierung hin. Daraufhin wurde er von der Direktion der Gotthardbahn noch vor Inangriffnahme der Rampen ausgegrenzt und genötigt, seinen Posten 1878 niederzulegen.
Als stellvertretender Oberingenieur hatte Gerlich u. a. die Normalien der Gotthardbahn entwickelt, nach denen die Einzelentwürfe ausgearbeitet wurden, und sorgte in der Übergangszeit für Kontinuität. Nach der unbedingt notwendigen Kapitalaufstockung durch die Vertragsstaaten der Gotthardbahn um 28 Millionen Franken während der Gotthardkonferenz 1877 übernahm Gustave Bridel 1879 die Bauleitung und stellte die Strecke nach den erstellten Plänen fertig.

### Betriebsaufnahme
Nach der Semmeringbahn (1854), der Brennerbahn (1867) und der Mont-Cenis-Bahn (1871) war die Gotthardbahn die vierte, aber zugleich auch die kühnste Alpenquerung. Mit ihrem Bau wurde 1872 nach lange währenden Diskussionen über die richtige Linienführung und einem schliesslich 1869 mit dem Königreich Italien und 1871 dem Deutschen Reich abgeschlossenen Staatsvertrag (Gotthardvertrag von 1871) durch die Gotthardbahn begonnen. Italien trug 55 Millionen, Deutschland 30 Millionen Franken an das Kapital der privaten Gotthardbahngesellschaft bei.
Bereits 1874 konnten die Tessiner Talstrecken Biasca–Giubiasco–Locarno und Lugano–Chiasso eröffnet werden.

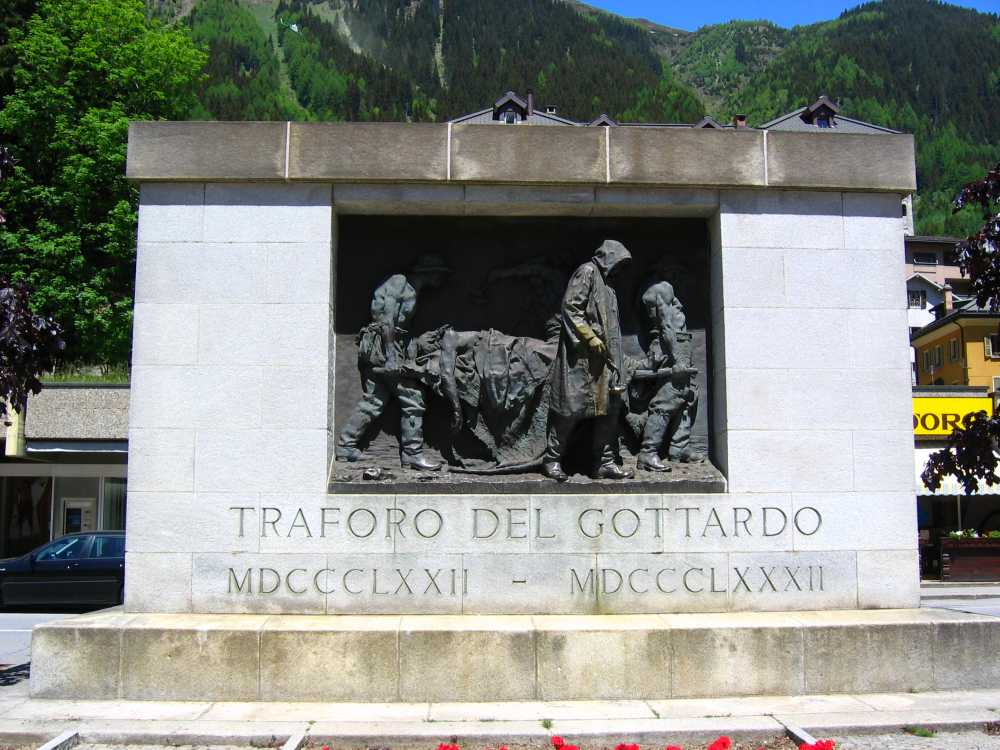
Das von Vincenzo Vela geschaffene Denkmal für die Opfer des Gotthardtunnelbaus in Airolo

Vom 22. Mai bis zum 25. Mai 1882 fanden die Einweihungsfeierlichkeiten in Luzern und Mailand statt. Zu diesem Zeitpunkt war der 15'003 Meter lange Gotthard-Scheiteltunnel der längste Eisenbahntunnel der Welt, er wurde erst 1906 vom Simplontunnel übertroffen.
Am 1. Juni 1882 wurde die Gotthardbahn fahrplanmässig in Betrieb genommen, damals noch eingleisig. Die Zulegung des zweiten Streckengleises erfolgte ab 1888. Die Zufahrtsstrecken Luzern–Immensee, Thalwil–Zug und Zug–Arth-Goldau wurden erst 1897 eröffnet, weshalb die Züge der Gotthardbahn vorerst von Luzern über Rotkreuz nach Immensee verkehrten. Der Anschluss aus Zürich wurde in Rotkreuz vermittelt, wobei die Züge aus Zürich über die Bahnstrecke Zürich–Zug durchs Säuliamt verkehrten. Expresszüge bedienten dabei den Bahnhof Zug nicht, sondern verkehrten über die Verbindungskurve Sumpf direkt nach Rotkreuz.
Die nördliche Zufahrt der Gotthardbahn führte somit über die Bahnstrecken dreier Gesellschaften: über die Strecke Basel–Olten–Luzern der Schweizerischen Centralbahn (SCB), dann über die Strecke Luzern–Zug–Zürich der Zürich-Zug-Luzern-Bahn (ZZL) bis Rotkreuz und von dort über die Aargauische Südbahn nach Immensee. Die Aargauische Südbahn war ein Gemeinschaftsunternehmen der SCB und der NOB, welche den Raum Brugg-Waldshut an die Gotthardbahn anschloss, die ZZL ein Tochterunternehmen der NOB.
Schon bald nach der Eröffnung der Strecke liess die Schweizerische Eidgenossenschaft zu ihrer Sicherung in einem Kriegsfall mehrere militärische Festungsanlagen errichten, zu denen unter anderem auch ein künstlich auszulösender Steinschlag gehörte, der den Südausgang des Tunnels bei Airolo verschütten sollte. Verschiedene Forts zum Schutz der Strecke wurden oberhalb von Airolo (Forte Airolo) und in der Nähe von Biasca errichtet.

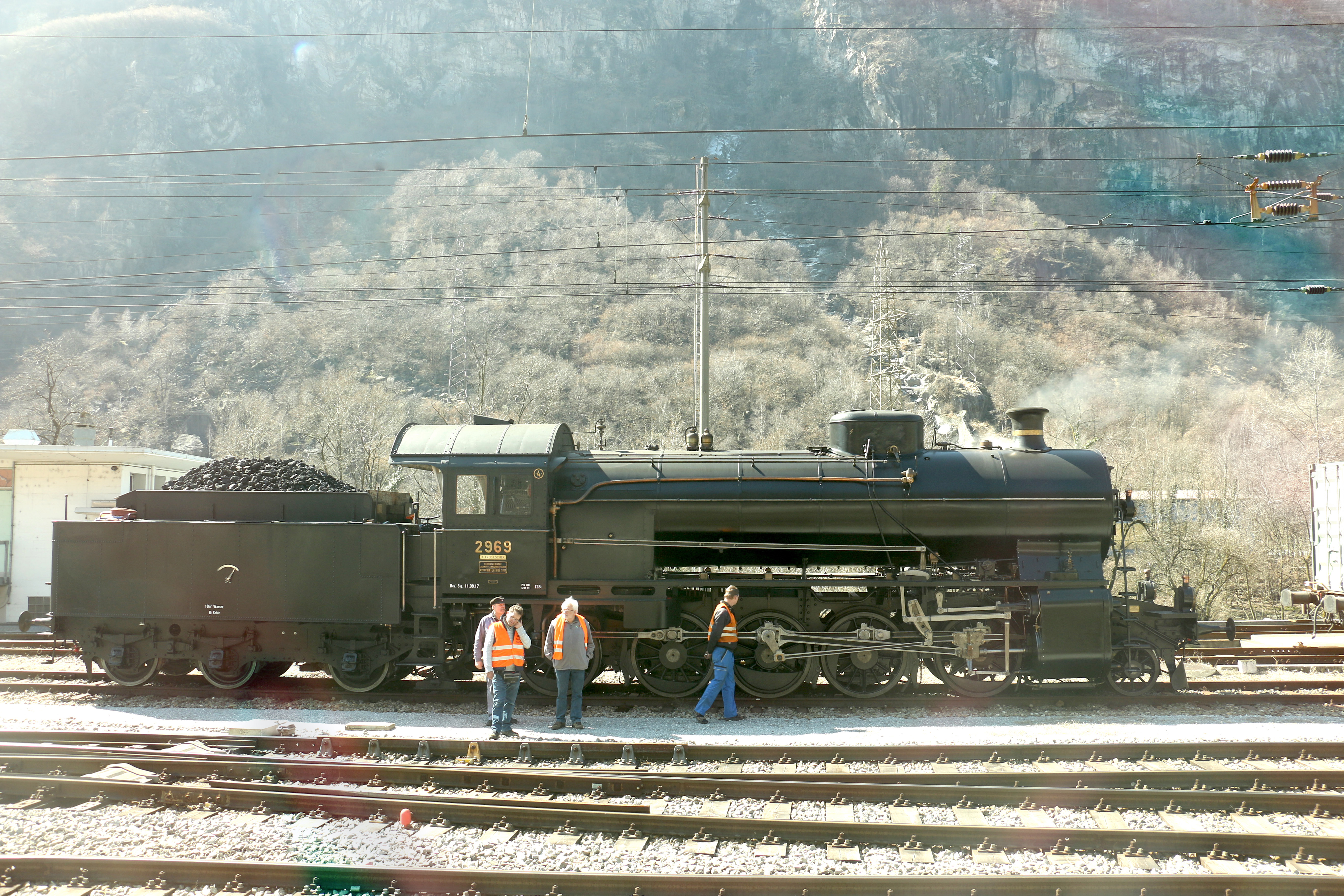
Gotthard-Dampflokomotive C 5/6 2969 Alfred Escher (2018)

1909 wurde die Gotthardbahn-Gesellschaft mit allen Anlagen durch die Schweizerischen Bundesbahnen (SBB) übernommen, die 1902 durch die Verstaatlichung anderer grosser Eisenbahngesellschaften entstanden waren. Im dazu notwendigen (und bis heute gültigen) Gotthardvertrag der Schweiz mit Deutschland und Italien erreichten letztere weitgehende Konzessionen der Schweiz als Gegenleistung für die Zustimmung zur Verstaatlichung der Bahngesellschaft, namentlich eine Meistbegünstigungsklausel auf dem gesamten Schweizer Netz und Tarifvergünstigungen. Gegen diese von Vielen als unzumutbar und als Protektorat bezeichneten Zugeständnisse fanden im ganzen Land Kundgebungen statt, und 116'000 Stimmberechtigte unterzeichneten eine Petition zur Ablehnung dieser Klauseln. Gleichwohl stimmte die Bundesversammlung im April 1913 dem Staatsvertrag zu; die Episode gab dann jedoch den Anstoss für die Einrichtung des fakultativen Staatsvertragsreferendums im Jahr 1921.

### Elektrifizierung

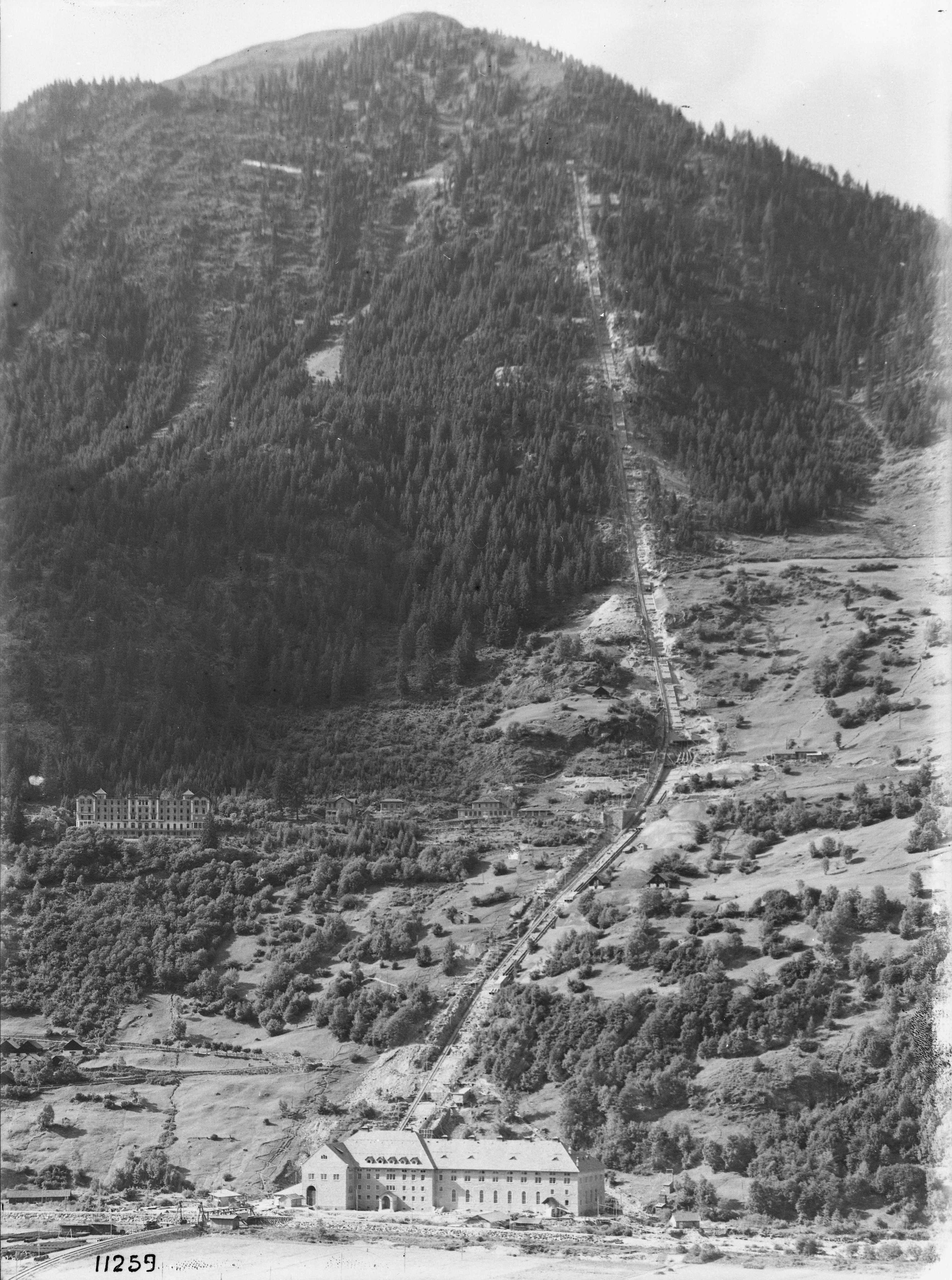
Kraftwerk Ritom

Bereits 1882 hätte die Elektrifizierung des Gotthardtunnels eingeleitet werden können, wie der Schriftverkehr zwischen dem damaligen Oberingenieur Gustave Bridel und dem Unternehmen Siemens & Halske zeigt. Dazu ist es dann nicht gekommen. Die Elektrifizierung der Strecke wurde am 16. Februar 1916 durch den Verwaltungsrat der SBB beschlossen, um einerseits von ausländischen Kohlelieferungen unabhängig zu werden und andererseits die Leistungsfähigkeit der Bergstrecke zu erhöhen.
Für die Energieversorgung bauten die SBB 1920 das Kraftwerk Ritom und 1922 das Kraftwerk Amsteg, später kam eine Beteiligung von 40 % am Kraftwerk Göschenen dazu. Seit dem 18. Oktober 1920 verkehrten die Züge zwischen Erstfeld und Ambrì-Piotta mit elektrischer Traktion, ab dem 12. Dezember 1920 auch bis Biasca. Der Betrieb erfolgte vorerst nur mit 7,5 Kilovolt Fahrleitungsspannung, um Überschläge an den Isolatoren zu vermeiden, welche durch die weiterhin auf der Strecke verkehrenden Dampflokomotiven durch Russ verschmutzt wurden. Erst am 29. Mai 1921 wurde die Fahrleitungsspannung auf 15 Kilovolt angehoben. Am 28. Mai 1922 war die Elektrifizierung abgeschlossen. Die Züge verkehrten nun durchgehend von Luzern bis Chiasso elektrisch.

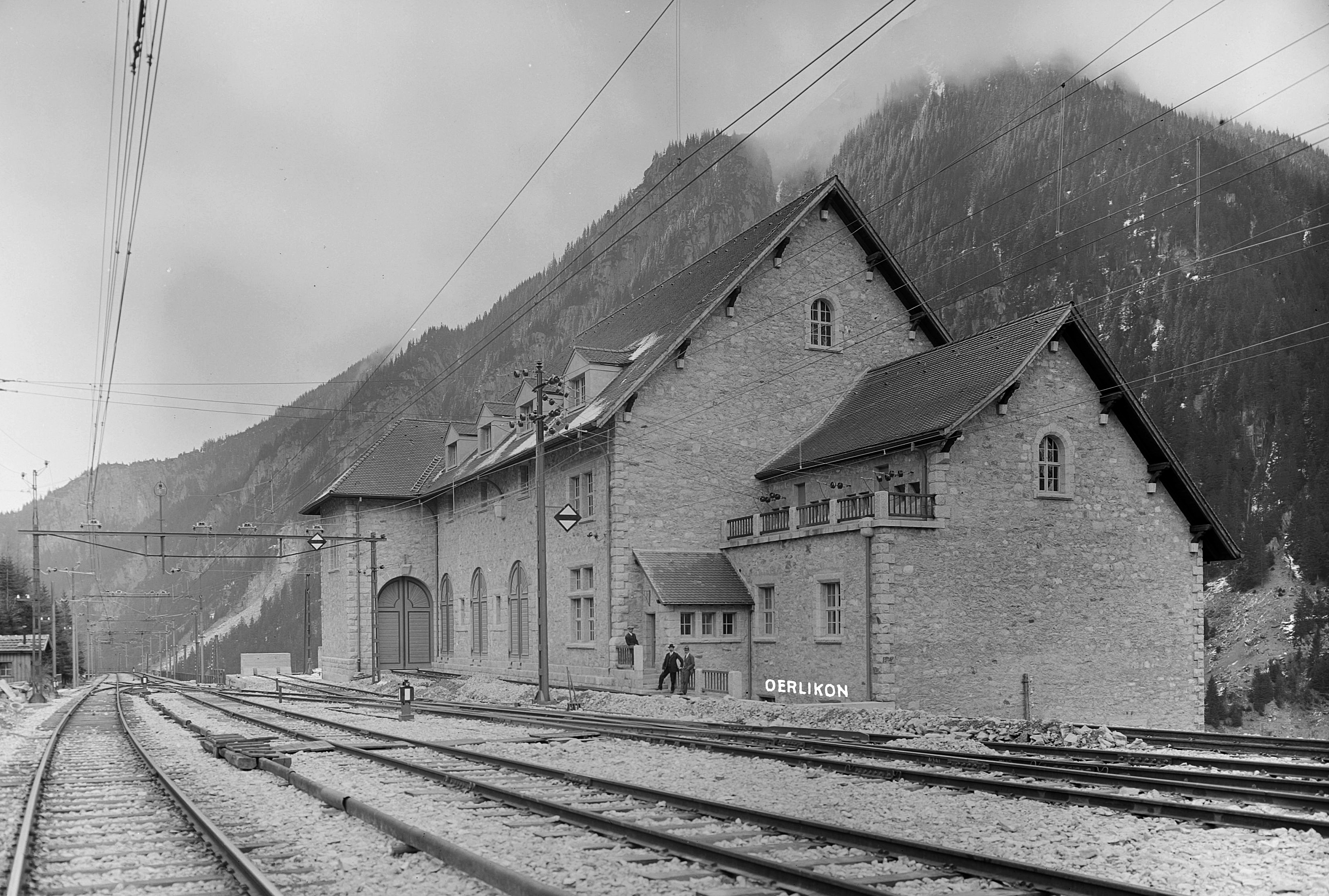
Unterwerk Göschenen im Jahre 1921

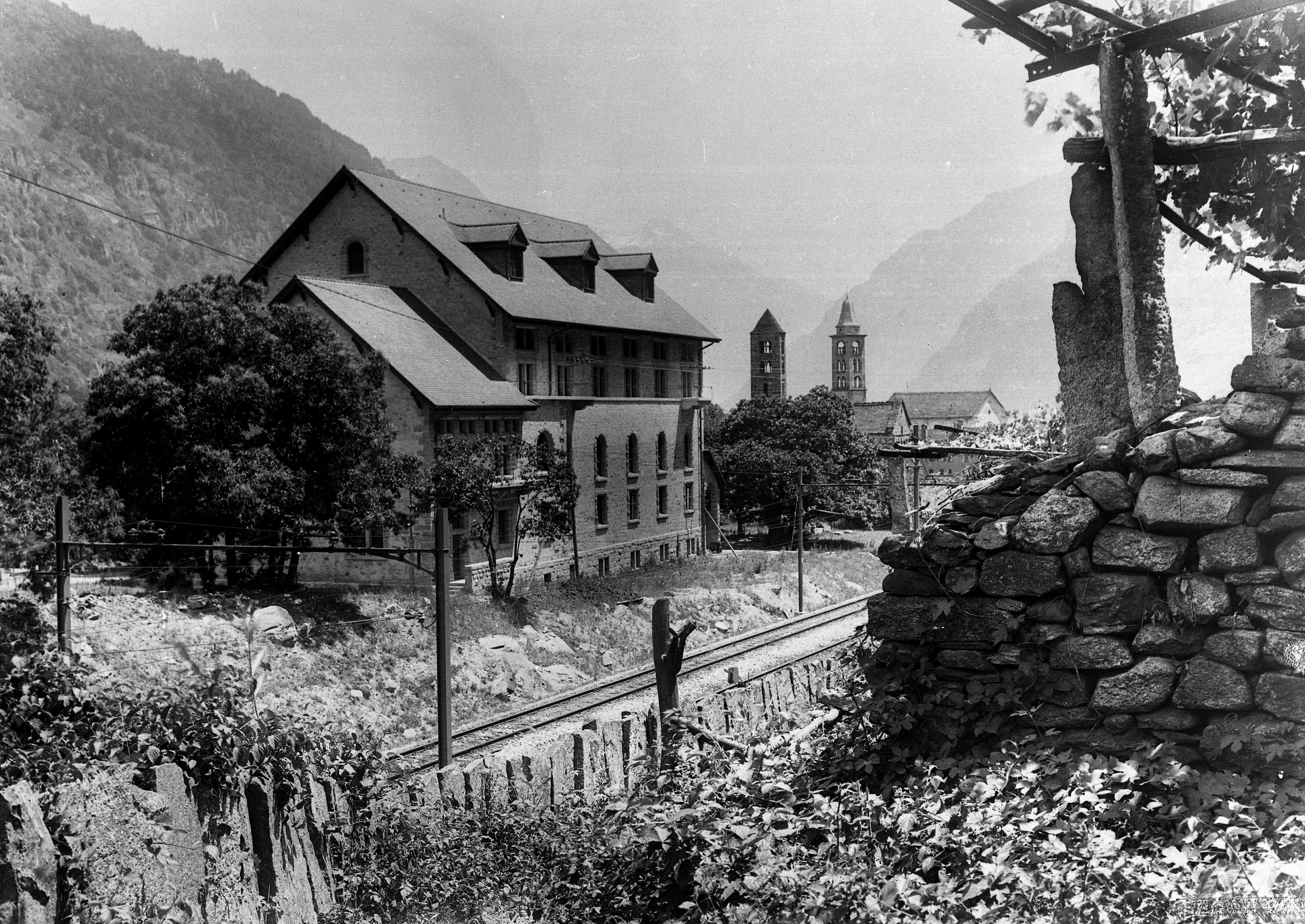
Unterwerk Giornico, 1920

Zu Beginn standen für die neue Betriebsart noch nicht genügend elektrische Lokomotiven zur Verfügung, so dass die Dampflokomotiven der von den Mittellandstrecken kommenden Züge vorgespannt blieben und lediglich elektrische Maschinen zusätzlich als Vorspannlokomotiven für die Bergfahrt und bei der Fahrt durch den Gotthardtunnel zum Einsatz kamen. Später wurden zuerst die Reisezüge rein elektrisch bespannt, danach auch Güterzüge. Für die Gotthardbahn beschafften die SBB verschiedene leistungsstärkere Elektrolokomotiven, vor allem sind die Ae 3/6 und die Ce 6/8 II, bekannt mit den Spitznamen Krokodil, zu nennen.
Die Stromversorgung der Strecke erfolgte anfänglich von Unterwerken in Steinen, Amsteg, Göschenen, Ritom, Giornico, Giubiasco und Melide, die mit einer 60-Kilovolt-Bahnstromleitung miteinander und mit den Kraftwerken verbunden waren.
Um den gesteigerten Leistungsbedarf zu decken, nahm die SBB im Jahre 1964 einen rotierenden Umformer in Giubiasco in Betrieb, der aus dem 50-Hertz-Landesnetz Bahnstrom erzeugt und eine Leistung von 25 Megawatt hat. Das Gebäude wurde für zwei Umformer errichtet, die zweite Anlage wurde aber nie eingebaut. Stattdessen wurden 1994 zwei statische Frequenzumrichter mit einer Leistung von je 20 Megawatt eingebaut, was damals die weltweit grössten Anlagen dieser Art waren.
Ab den 1970er-Jahren wurde die Spannung in der Bahnstrom-Übertragungsleitung, welche die Unterwerke miteinander verbindet, abschnittsweise von 60 Kilovolt auf 132 Kilovolt angehoben und durch eine zweite, parallel laufende Leitung ergänzt. Zur Stützung der Fahrleitungsspannung wurden in Flüelen, Lavorgo, Rivera und Balerna fahrbare Unterwerke aufgestellt.
1990 wurde das Unterwerk Wassen in Betrieb genommen. Im gleichen Jahr wurde bei der Renovation des Kraftwerks Wassen einer der beiden 50-Hertz-Maschinensätze durch eine 16,7-Hertz-Bahnstromgruppe ersetzt. Das Kraftwerk war seit seinem Bestehen an die Centralschweizerischen Kraftwerke (CKW) verpachtet, ging aber am 1. Januar 2015 zu 90 % in den Besitz der SBB über.
Für die fahrplanmässige Betriebsaufnahme des Gotthardbasistunnels musste die Bahnenergieversorgung weiter ausgebaut werden. Es wurden die beiden neuen Unterwerke Faido und Pollegio errichtet sowie das Unterwerk Giubiasco ausgebaut.

### Sicherungsanlagen
Im Jahre 1950 wurden drei automatische Zwischenblockstellen, die mit Achszählern funktionierten, in Betrieb genommen.
In der Nacht zum 16. August 2015 wurde auf dem 19 Kilometer langen Streckenabschnitt zwischen Brunnen und Erstfeld das Zugsicherungssystem ETCS Level 2 in Betrieb genommen. Am 6. Dezember 2015 folgte, mit einmonatiger Verspätung, der Abschnitt Castione–Arbedo–Bodio. Auf der Gotthardbahn kommt – erstmals in der Schweiz – dabei ETCS nach SRS 2.3.0d zum Einsatz.

### Inbetriebnahme des Basistunnels
Noch vor der offiziellen Eröffnung des Gotthard-Basistunnels am 1. Juni 2016 wurden Vorbereitungen für die Inbetriebnahme des neuen Bauwerkes getroffen, welche auch einen Einfluss auf die bestehenden Anlagen der Gotthardbahn hatten. So wurde die Steuerung und Überwachung des gesamten Bahnbetriebs im Tessin, sowie von und bis Arth-Goldau, im April 2014 in der Betriebszentrale Süd (BZ Süd) in Pollegio konzentriert. Die rund 160 Mitarbeitenden steuern und überwachen nicht nur den Betrieb des Personen- und Güterverkehrs, sondern überwachen auch die Sicherheitssysteme und die Bahnstrom-Versorgung des Basistunnels. Auch die Passagierinformation bei Störungen erfolgt über die Betriebszentrale Süd.
Im ersten Betriebsjahr des Basistunnels, das am 9. Dezember 2017 endete, wurden auf der Nord- und Südrampe noch rund 1000 Fahrgäste pro Tag gezählt, mit starken saisonalen Schwankungen. Durch den Scheiteltunnel fuhren 600 Reisende pro Tag, weniger als 20 Personen pro Zug.
Seit dem Fahrplanwechsel 2020 bedient die Schweizerische Südostbahn (SOB) im Fernverkehr die Gotthard-Bergstrecke im Co-Branding mit den SBB. Zum Einsatz kommen Flirt-3-Züge, wie sie 2016 für den Voralpen-Express bestellt wurden. Sie sind für den touristischen Verkehr besser geeignet als das Rollmaterial der SBB.

### UNESCO-Welterbe-Kandidatur
Bereits 2014 wurde die Gotthard-Bergstrecke als Kandidat für eine Aufnahme in die Liste des UNESCO-Welterbes vorgeschlagen. Der Bundesrat wehrte sich dagegen, weil er sich damals noch nicht festlegen wollte, Bestand und Betrieb der Strecke langfristig zu sichern. Auch 2016 wurde die Kandidatur zurückgestellt zu Gunsten der von Robert Maillart entworfenen Salginatobelbrücke und von Buchenwäldern im Tessin und in Solothurn. Weil die Liste indicative, auf der die Kandidaten für das UNESCO-Welterbe aufgeführt sind, nur alle zehn Jahre vom Bundesrat erneuert wird, ist eine erneute Erwägung einer Kandidatur vor 2026 unwahrscheinlich.

### Der frühe Bahnbetrieb

#### Grafischer Fahrplan der Gotthardbahn

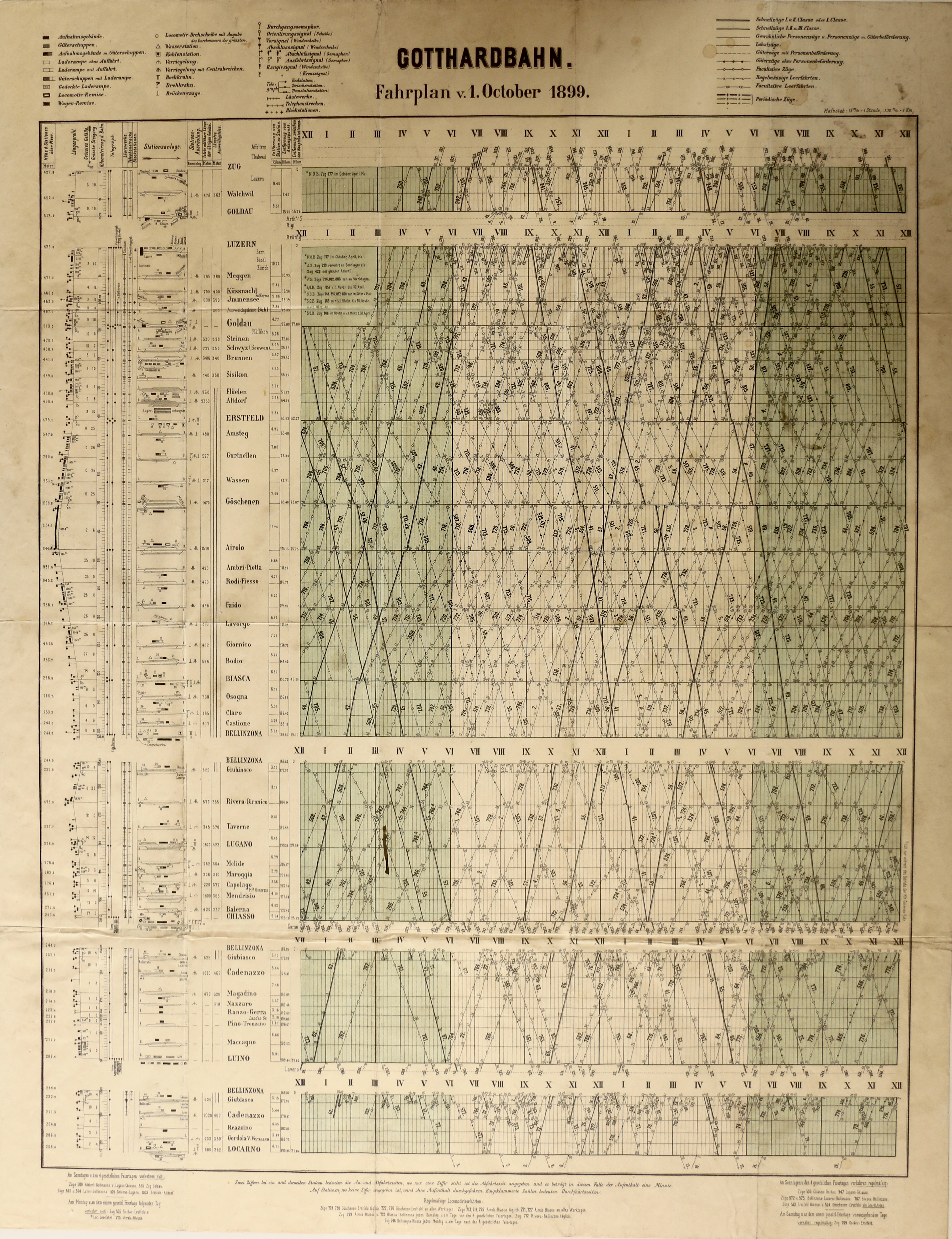
Grafischer Fahrplan der Gotthardbahn im Jahre 1899

Der grafische Fahrplan der Gotthardbahn zeigt eine grosse Vielfalt an Informationen über materielle und vor allem auch betriebliche Aspekte der Gotthardbahn im Jahre 1899, also 17 Jahre nach der Eröffnung des Gotthardtunnels und nach der Fertigstellung der Gotthardbahn. Die Legende zu den Zeichen des Fahrplanes und die Beschriftung der einzelnen Spalten befindet sich im Fahrplan ganz oben. Von links nach rechts informiert uns der Fahrplan über die Höhe der Stationen über Meer, das Längenprofil, die Signalanlagen, die Tunnels und deren Länge, das grösste Gefälle und die grösste Steigung bei Fahrten Richtung Süden auf den einzelnen Streckenabschnitten, die Kilometrierung der Bahn, die eingesetzten Telegraphen und deren Verbund, die Läutewerke und deren Verbund, das Streckentelefon, die Blockstationen, das Geleisebild der Stationsanlagen, die Stationsausrüstung, die totale «nützbare» Länge der übrigen Geleise, das längste Ausweichgeleise, die Stationsnamen, die Entfernung von Station zu Station, die Entfernung vom Anfangspunkt, die Entfernung zwischen den Hauptstationen sowie die Ankunfts- und Abfahrtszeiten der Züge, wobei letztere in der Form eines grafischen Fahrplanes dargestellt sind.
Zum Beispiel sieht man, dass der Scheitelpunkt des Gotthardtunnels auf 1154,5 Meter über Meer liegt und dass der Tunnel nicht eine horizontal gerade Röhre ist, sondern von seinem Scheitelpunkt auf beide Seiten hin ein Gefälle aufweist. Der Tunnel wurde so gebaut, damit eindringendes Wasser abfliessen kann. Von Göschenen bis zum Scheitelpunkt steigt das Geleise mit 6 ‰, und vom Scheitelpunkt bis Airolo hat der Tunnel ein Gefälle von 2 ‰. Die Tunnellänge wird mit 14'998 Metern angegeben. Der Scheitelpunkt liegt bei Kilometer 78,72. Hier ist zu berücksichtigen, dass die Kilometrierung der Gotthardbahn, wie auf dem grafischen Fahrplan gut ersichtlich, bei Immensee beginnt.
Rechts von der Kilometrierung sind die Schreibtelegrafen und die Läutewerke aufgeführt, die in den Kapiteln Das Schreibtelegrafen-Netzwerk der Gotthardbahn und Das Läutewerk der Gotthardbahn beschrieben werden.

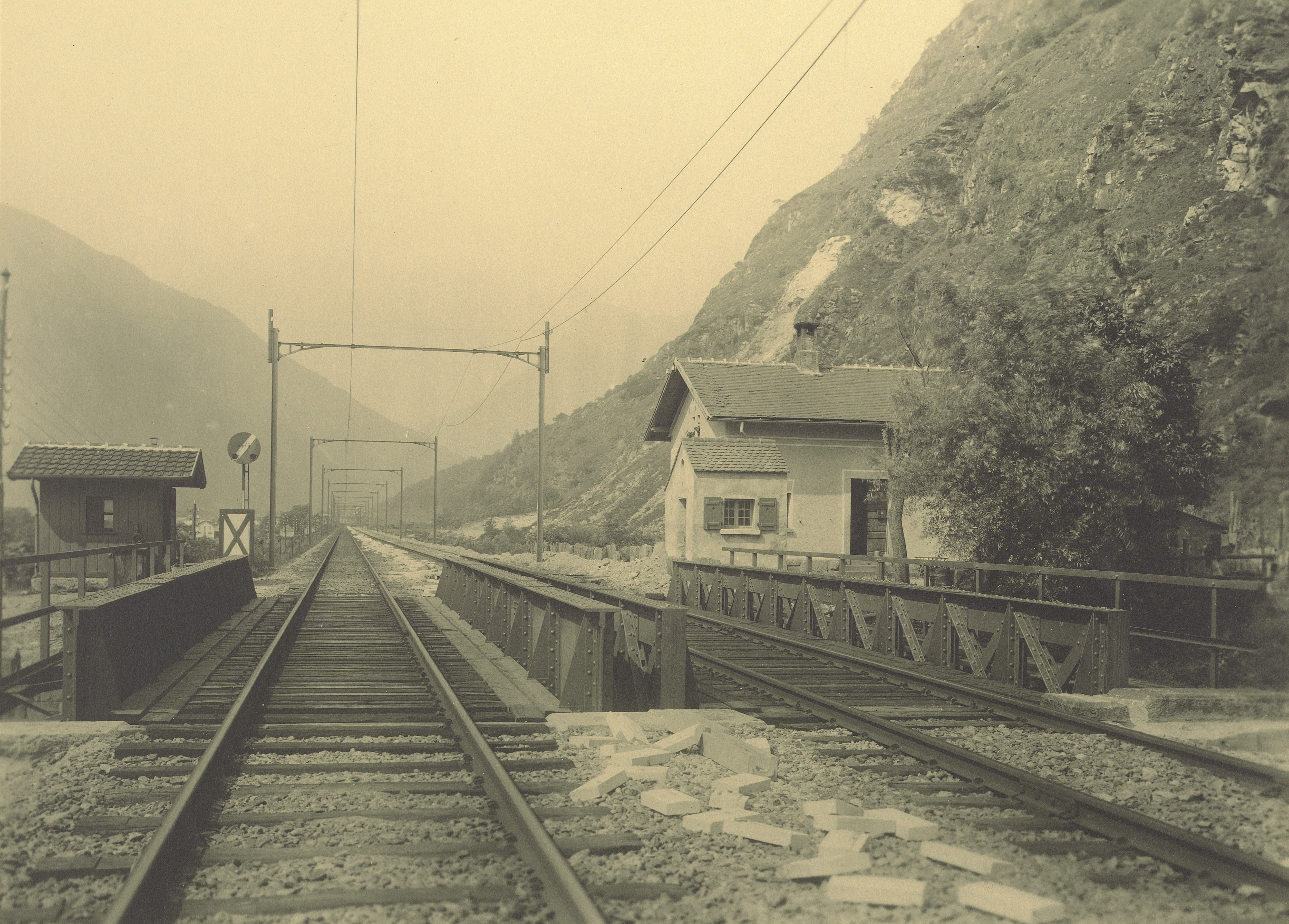
Bahnwärterhäuschen bei der Mondasciabrücke

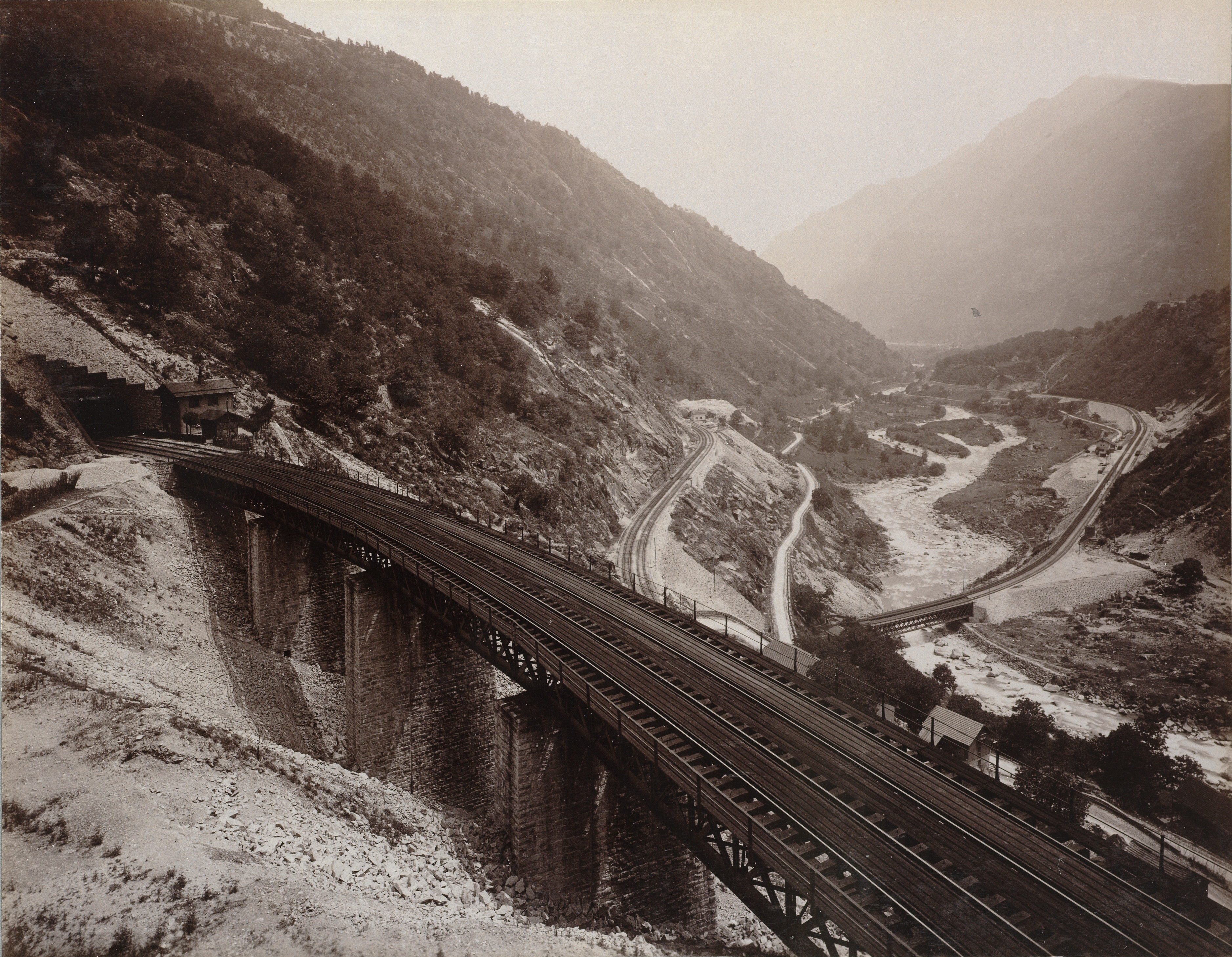
Pianotondoviadukt und oberes Portal des Pianotondo-Kehrtunnels

Die Gleisebilder der einzelnen Stationen zeigen, dass die Gotthardbahn im Jahr 1899 von Flüelen bis Giubiasco durchgehend zweispurig war. Das rechts stehende historische Bild des Bahnwärterhäuschens bei der Mondasciabrücke zeigt das doppelspurige Geleise und auch das Vorsignal des auf dem Fahrplan festgehaltenen Einfahrsignales (bei Kilometrierung 132.5) vor Biasca in nördlicher Fahrtrichtung.
Das rechts stehende Bild zeigt den Pianotondoviadukt und das obere Portal des Pianotondo-Kehrtunnels mit dem davorstehenden Bahnwärterhäuschen, es wurde zur Zeit des doppelspurigen Dampfbetriebes aufgenommen, also etwa um die Zeit, in der der grafische Fahrplan seine Gültigkeit hatte. Auf dem grafischen Fahrplan verlassen bei der Station Giubiasco zwei Geleise den Bahnhof in südlicher Richtung. Ein Geleise ist mit Chiasso und das andere mit Luino/Locarno angeschrieben. Ab hier sind die Strecken einspurig. Die südlichen Nachbarstationen von Giubiasco, nämlich Rivera-Bironico und Cadenazzo sind nur eingeleisig. Noch heute ist zum Beispiel an der Ceneri-Strecke bei jeder Bahnunterführung gut ersichtlich , dass die Unterführungen an zwei zeitlich weit auseinanderliegenden Zeitpunkten gebaut wurden. Die Strecken Giubiasco–Al Sasso und Al Sasso–Rivera wurden 1922 respektive 1934 auf Doppelspur ausgebaut.
Der grafische Fahrplan ist eine zweidimensionale Darstellung der Zugfahrten. Auf der Horizontalen ist die Zeit von XII-Uhr (zwölf Uhr) Mitternacht bis wieder XII-Uhr Mitternacht aufgeführt. In der Vertikalen sind die Bahnhöfe von Zug und Luzern bis Chiasso, Locarno und Luino dargestellt. Ein erster nicht «facultativer» Zug verlässt Bellinzona um 03.17 Uhr in der Nacht. Dies ist ein Schnellzug mit I., II. und III. Klasse. Zug Nummer 55 wird von einer Dampflokomotive gezogen. Bei den Stationen Giubiasco, Rivera-Bironico und Taverne ist kein Aufenthalt vorgesehen. Die Ankunftszeit in Lugano ist um 04.09 Uhr und die dortige Abfahrtszeit nach fünf Minuten Aufenthalt um 04.14 Uhr. Im Jahr 1899 betrug die Fahrzeit von Bellinzona bis Lugano im Schnellzug genau 52 Minuten. Die EuroCity fuhren 2017 dieselbe Strecke in 27 Minuten. In der Grafik sieht man, dass sich auf der Strecke Giubiasco–Rivera-Bironico keine Züge kreuzen, dies deshalb, weil es sich hier im Jahre 1899, wie oben erwähnt, um eine Einspurstrecke handelt. Dass Giubiasco–Rivera-Bironico zu diesem Zeitpunkt eine Einspurstrecke war, erkennt man also einerseits aus dem Gleisbild der Bahnhöfe und andererseits aus dem grafischen Fahrplan. Auf der zweispurigen Strecke Osogna-Biasca gibt es immer wieder Züge, die sich auf der Strecke und somit auf dem grafischen Fahrplan kreuzen. Ein weiteres Detail ist, dass auf dem Fahrplan der Gotthardbahn auch die Züge der Arth-Rigi-Bahn eingetragen sind. Der Massstab des Fahrplanes ist in der Horizontalen 15 Millimeter pro Stunde und in der Vertikalen 1,75 Millimeter pro Kilometer.

#### Das Schreibtelegrafen-Netzwerk der Gotthardbahn

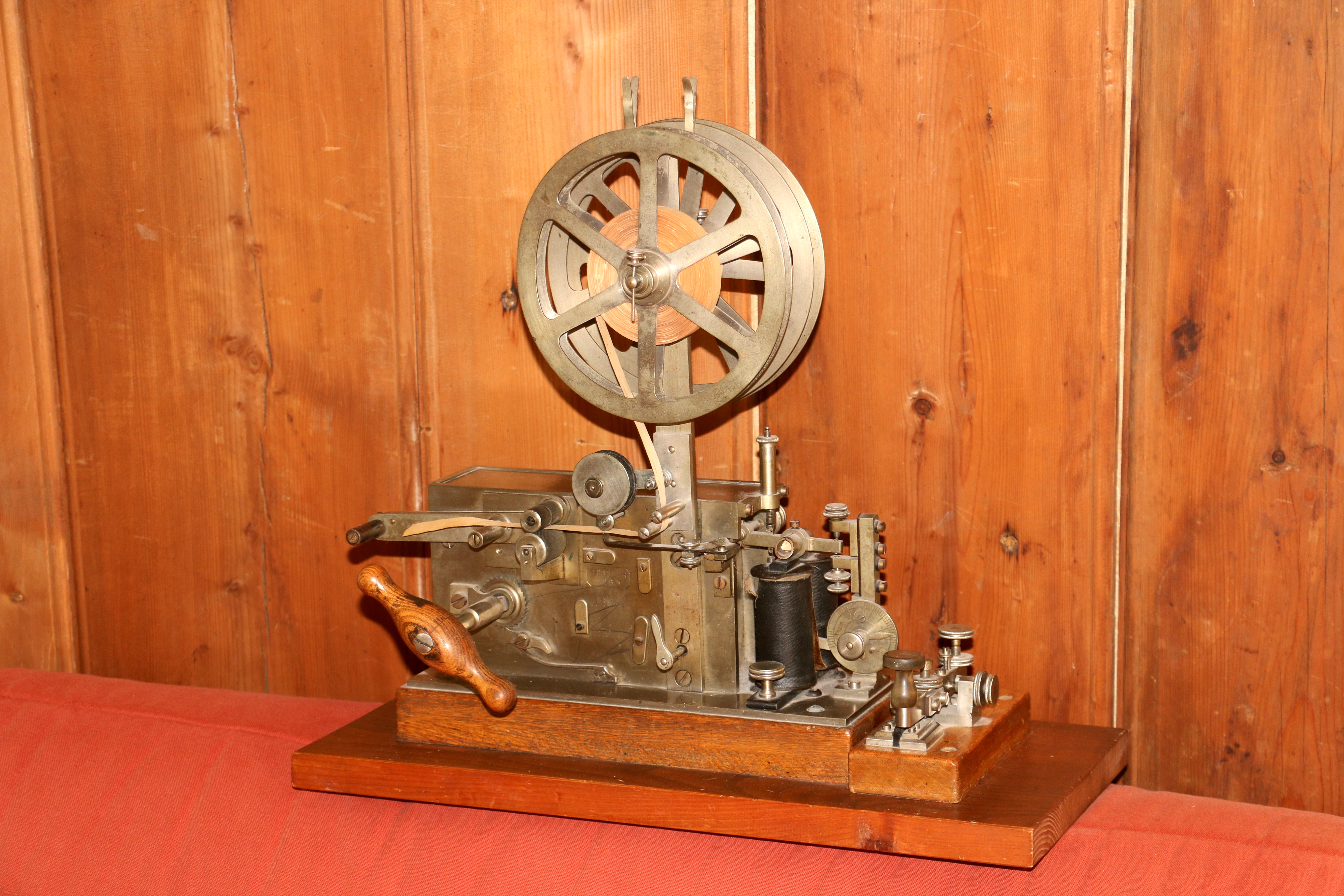
Bei der Gotthardbahn waren diese Schreibtelegrafen von G.Hasler im Einsatz

Die Gotthardbahn unterhielt zur Koordinierung der Züge ein Schreibtelegrafen-Netzwerk, welches auf der gesamten Strecke von Luzern bis Chiasso, Locarno und Luino alle Bahnhöfe miteinander verband. Das Netzwerk der Schreibtelegrafen ist am linken Rande des grafischen Fahrplanes aus dem Jahre 1899 dargestellt. Die einzelnen Telegrafen sind für jede Station mit einem kleinen schwarzen Punkt markiert. Wie der Ausschnitt des Fahrplanes zeigt, hatte der Bahnhof Biasca zu jener Zeit vier Telegrafen in Betrieb. Einer dieser Telegrafen war mit allen Stationen von Biasca bis Bellinzona verbunden. Was auf diesem Telegrafen getastet (gemorst) wurde, konnte somit auf allen Stationen bis Bellinzona gelesen werden. Ein zweiter Telegraf war mit allen Stationen von Biasca bis Göschenen verbunden. Was auf dem dritten Telegrafen getastet wurde, konnte nur auf den Stationen Bellinzona, Faido, Airolo, Göschenen, Wassen und Erstfeld gelesen werden. Der vierte Telegraf war der Langstrecken-Apparat. Was auf ihm getastet wurde, konnte in Bellinzona, Airolo, Erstfeld, Goldau und Luzern gelesen werden. Die Schreibtelegrafen mit ihren Morse-Tasten und die Telegrafen-Relais wurden von der Hasler Bern hergestellt.

#### Das Läutewerk der Gotthardbahn

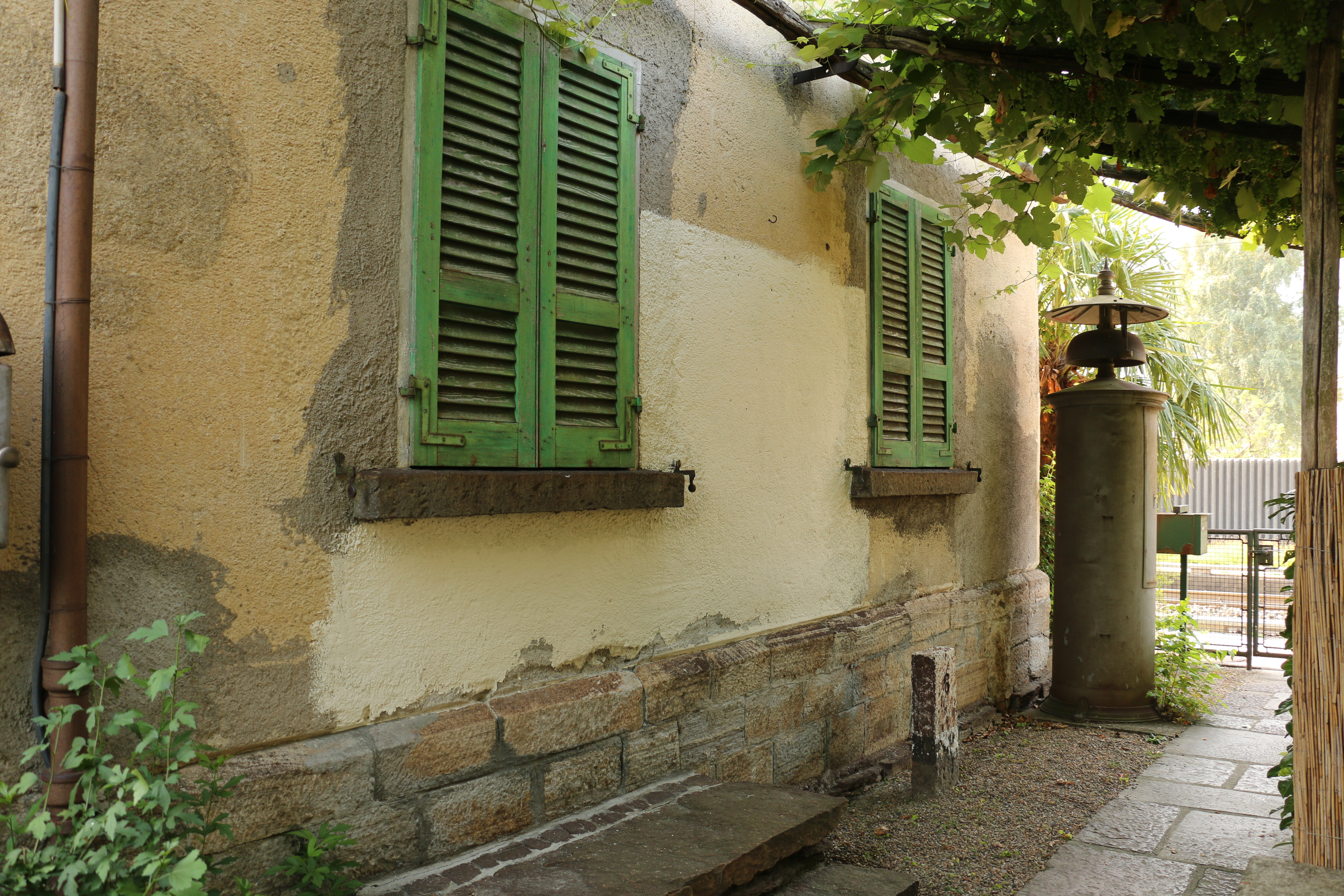
Ein Läutewerk (Eisenbahnglocke) der SBB/Gotthardbahn beim Casello (Bahnwärterhaus) in S.Antonino

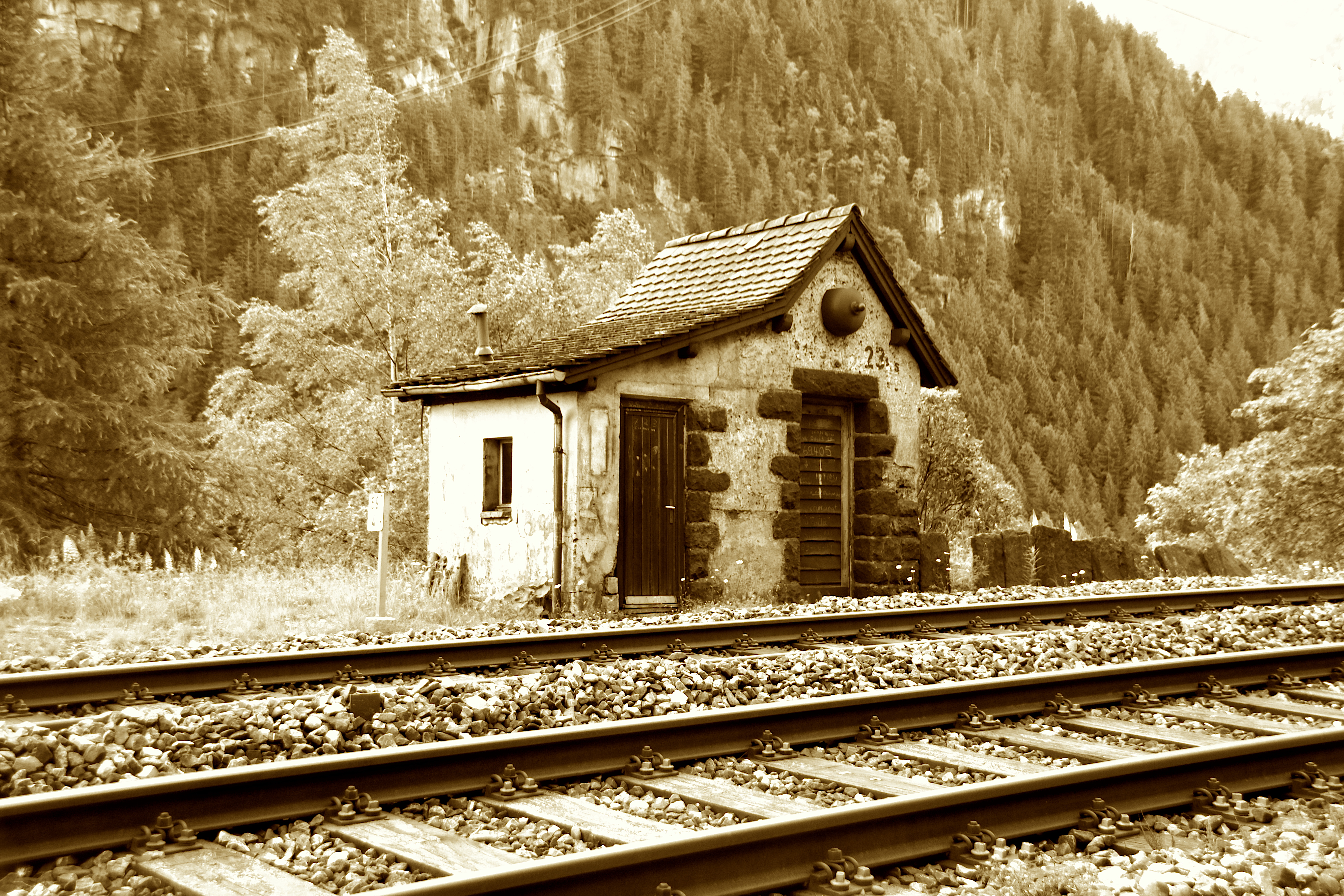
Kabelbude und Läutewerk nördlich der Station Göschenen

Die Gotthardbahn betrieb Läutewerke auf den Bahnhöfen und auf der Strecke. Die Läutewerke kündeten das Nahen eines Zuges an. Das Signal wurde ausgelöst, wenn ein Zug den benachbarten Bahnhof oder die benachbarte Blockstelle verliess. Zum Teil waren Läutewerke auf offener Strecke installiert. Diese Läutewerke warnten Bahnarbeiter vor dem Nahen eines Zuges. Zudem verfügte jedes Bahnwärterhaus und jedes Schrankenwärter-Haus über ein Läutewerk. Bei der Gotthardbahn wurde ein in Richtung Süden fahrender Zug mit dreimal drei Schlägen und ein in Richtung Norden fahrender Zug mit zweimal zwei Schlägen angekündigt. Die Stationsbeamten, Streckenwärter und Bahnarbeiter mussten die Läutewerke täglich von Hand aufziehen. Dabei wurde im Läutewerk ein Gewicht an einem Flaschenzug hochgezogen. Das das Signal auslösende elektrische Signal betätigte im Läutewerk ein Relais, das einen mechanischen Vorgang auslöste, bei dem mit der Kraft des erwähnten Gewichtes der Hammer der Glocke hochgezogen wurde. Jedes einzelne Läutewerk der Gotthardbahn ist auf dem grafischen Fahrplan eingezeichnet. Als Beispiel wird im Ausschnitt des Fahrplanes das Läutewerk des Casello 159 (Bahnwärterhaus 159) an der Monte-Ceneri-Strecke zwischen Giubiasco und Rivera-Bironico aufgezeigt. Wenn ein Zug den Bahnhof Giubiasco Richtung Süden verliess, ertönten auf der elf Kilometer langen Bahnstrecke bis Rivera-Bironico elf Läutewerke. Die entlang der Geleise geführten Signalkabel der Läutewerke und die Kabel, die die Streckentelegraphen miteinander verbanden, wurden in Kabelbuden gespleisst. Oft war in diesen Kabelbuden auch ein Läutewerk installiert. Die Läutewerke an der Gotthardbahn wurden circa 1980 ausser Betrieb genommen.

#### Der Geleiseunterhalt und die Geleisesicherung

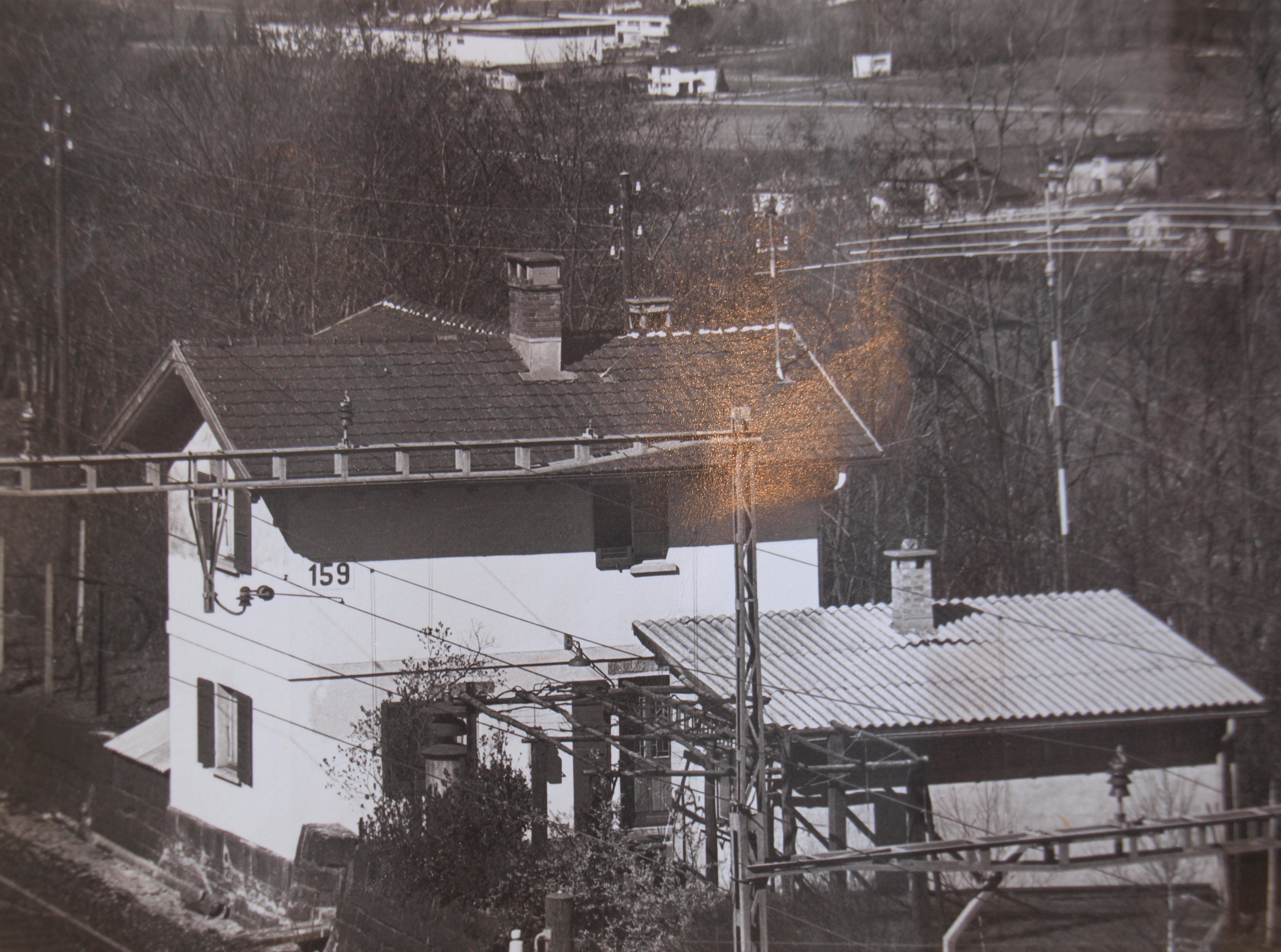
Casello 159 bei Vigana am Monte Ceneri

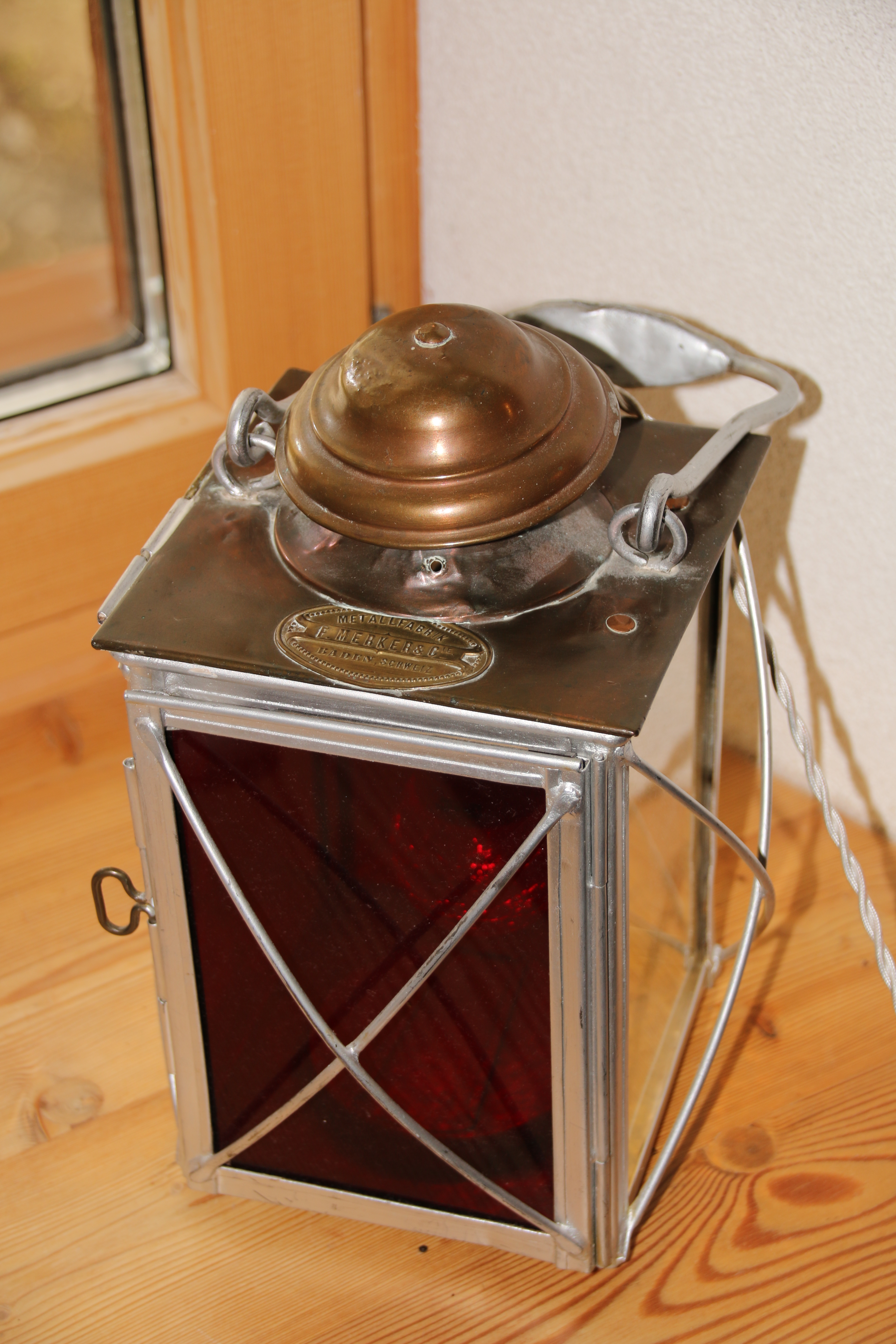
Petroleumlampe der Gotthardbahn von F. Merker & Cie
1896. An der Lampe ist auch ein Schild der Gotthardbahn angebracht.

In den Jahren der frühen Gotthardbahn konnten Eisenbahnschienen noch nicht mit Ultraschall überprüft werden. Schienenbrüche waren zu jener Zeit daher weit häufiger als in der heutigen Zeit, in der die Geleise mit Ultraschallprüfzügen getestet werden können. Um den Betrieb der Gotthardbahn sicherzustellen, kam dem Streckenwärter eine besondere Stellung zu. Er musste einen ihm zugeteilten Abschnitt einer Strecke täglich überprüfen. Die Aufgabe des Streckenwärters war, Schienenbrüche und Schienenverformungen zu erkennen und den Bahnmeister über den Zustand des Geleiseabschnittes zu informieren. Sie mussten aber auch lose Schrauben anziehen, Büsche zurückschneiden oder kleine Feuer löschen. Bei talwärts fahrenden schweren Güterzügen sprühten die Bremsklötze Funken, und sehr oft entzündete sich damit das dürre Gras seitlich der Geleise. Der Bahnwärter war mit einer roten Flagge und Lampe ausgerüstet, um Züge im Notfall zu stoppen. Die Streckenwärter wohnten entlang der Gotthardbahn in Bahnwärterhäuschen. Diese werden im Tessin Casello genannt. Die Streckenwärter überprüften täglich den Geleiseabschnitt bis zum benachbarten Wärterhaus. Die einzelnen Bahnwärterhäuser lagen an der Gotthardstrecke in einem Bereich von zwei bis vier Kilometer auseinander, und sie waren auf der gesamten Strecke durchnummeriert. In späteren Jahren, etwa ab 1950, mussten die Geleise weniger intensiv überwacht werden. Eine Strecke wie zum Beispiel Giubiasco–Rivera-Bironico wurde dann nur noch jeden zweiten Tag von einem Streckenwärter abmarschiert. Ab diesem Zeitpunkt standen viele Bahnwärterhäuser leer, oder sie wurden als Ferienhaus oder als Wohnhaus von Privatpersonen benutzt. Ab 1995 begannen die SBB, die Bahnwärterhäuschen zu verkaufen. 2019 liess die SBB-Fachstelle für Denkmalpflege das Bahnwärterhaus Eggwald zwischen Wassen und Göschenen als Baudenkmal herrichten.

### Unfälle

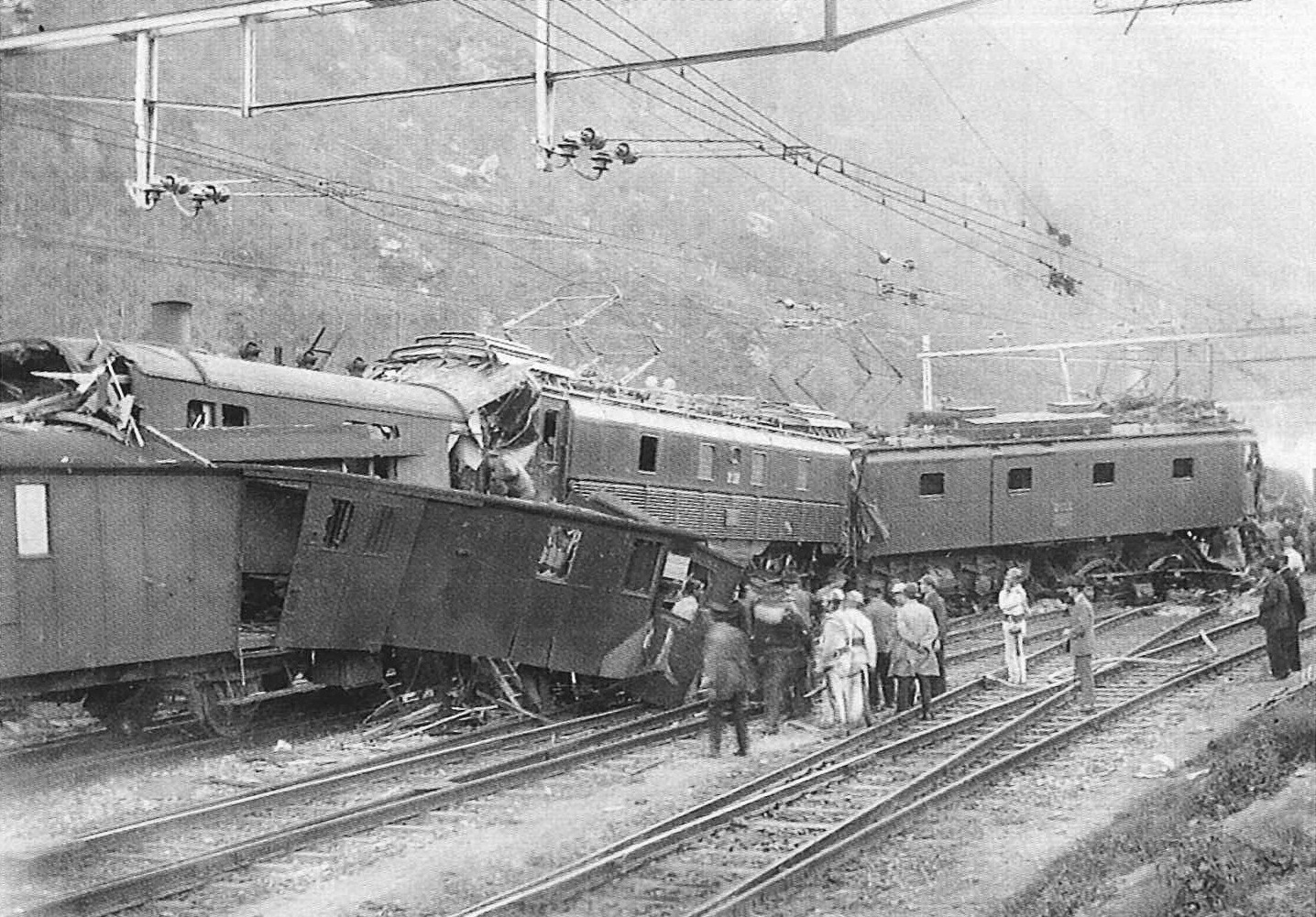
Der Unfall von Bellinzona am 23. April 1924 forderte 15 Menschenleben.

- Am 15. Februar 1888 brach nach ausgiebigen Schneefällen über Wassen eine Lawine los, die sechs Bahnarbeiter verschüttete. Fünf davon wurden getötet.

- Am 2. April 1923 explodierte in Lavorgo der Transformator einer Ce 6/8 II. Der Führergehilfe wurde getötet, der Lokomotivführer verletzt.[34]
- Am 23. April 1924 stiessen im Bahnhof Bellinzona zwei Schnellzüge zusammen. Der eine Zug hatte ein Halt zeigendes Signal überfahren. Ein Personenwagen mit Gasbeleuchtung geriet in Brand. 15 Menschen starben, zahlreiche weitere wurden verletzt.

- Am 22. Oktober 1926 entgleiste in Castione-Arbedo der Wagen eines Zuges, weil eine Weiche umgestellt wurde. Zwei Personen fanden den Tod, und vier wurden verletzt.[35]
- Am 29. Juli 1941 entgleiste vor dem Pianotondo-Kehrtunnel ein wegen Bremsversagens entlaufener Güterzug. In Brand geratene Güterwagen stürzten auf ein Bahnwärterhaus und eine Militärbaracke. Zwei Bahnbeamte und fünf Soldaten starben. Die Lokomotive Ce 6/8 III donnerte talwärts und kollidierte in Giornico mit einem stehenden Güterzug.

- 11. Januar 1945: die Gotthardbahnlinie wird bei Chiasso durch die Alliierten bombardiert. Ein Lokführer der SBB stirbt.
- 9. Februar 1945: der Schweizer Bundesrat verbietet den Kohletransit von Deutschland nach Norditalien und am 27. Februar jeglichen Transit zwischen Deutschland und Italien.
- Am 27. Mai 1950 stiess in Maroggia-Melano eine Krokodillokomotive Ce 6/8 III frontal mit einer Ae 4/6 zusammen. Der Lokomotivführer der Ae 4/6 wurde getötet.[36]
- Am 24. April 1951 bohrte sich ein Schnellzug in der Stalvedro-Schlucht bei Ambrì in eine Grundlawine. Im eingedrückten Speisewagen wurden Fahrgäste, Zugspersonal und Angestellte der Speisewagen-Gesellschaft verletzt, der Küchenchef fand den Tod.[37]
- Am 29. April 1968 wurde im Gotthardtunnel ein entgleister Personenzug von einem entgegenkommenden Autozug touchiert. Mehrere Fahrgäste des Personenzugs wurden verletzt.[38]
- Am 21. Februar 2002 stiess in Chiasso ein Güterzug frontal mit einer Lokomotive zusammen. Die beiden Lokomotivführer des Güterzuges kamen dabei ums Leben, fünf Bahnangestellte wurden verletzt. Der Güterzug fuhr mit überhöhter Geschwindigkeit in den Bahnhof ein, weil er ein Signal missachtet hatte.[39]
- Am 18. März 2015 fuhr bei der Spurwechselstelle Brunnmatt zwischen Immensee und Arth-Goldau ein Gleisumbauzug in eine stillstehende Schotterwagen-Komposition. Ein Rangierleiter kam ums Leben, ein Bauarbeiter wurde mittelschwer verletzt.[40]
- Am 13. Mai 2015 prallte ein Güterzug der SBB bei der Ausfahrt aus dem Bahnhof Erstfeld in die Flanke eines Güterzugs der BLS. Es entstand grosser Sachschaden.[41]
- Am 5. Februar 2019 wurden auf der Bergstrecke vor dem Südportal des Gotthardtunnels zwei Bahnarbeiter während der Streckenpflege von einem Zug der TILO erfasst. Einer starb noch auf der Unfallstelle, der andere wurde schwerverletzt ins Krankenhaus eingeliefert.[42]

## Streckenbeschreibung
| Bezeichnung                                       | Teilstrecke        | Steigung (max) | Gefälle (max) | Inbetriebnahme        | Anmerkungen            |
| ------------------------------------------------- | ------------------ | -------------- | ------------- | --------------------- | ---------------------- |
| von Basel, Luzern und Zürich kommend / hinführend |                    |                |               |                       |                        |
| Talbahn Nord (zuerst realisierter Teil)           | Immensee–Erstfeld  | 10             | 10            | 1. Juni 1882          |                        |
| Nordrampe                                         | Erstfeld–Göschenen | 26.2           | 0             | 1. Juni 1882          |                        |
| Gotthardtunnel                                    | Göschenen–Airolo   | 05.8           | 02            | 29. Februar 1880      | Durchstich             |
|                                                   |                    |                |               | 1. Januar 1882        | provisorischer Betrieb |
|                                                   |                    |                |               | 1. Juni 1882          | voller Betrieb         |
| Südrampe                                          | Airolo–Biasca      | 12             | 27            | 1. Juni 1882          |                        |
| Talbahn Süd                                       | Biasca–Chiasso     | 26             | 21            | im Detail siehe unten | Tal- und Bergstrecken  |
| Talbahn Süd Sopraceneri                           | Biasca–Bellinzona  | 0              | 08            | 6. Dezember 1874      | obere Talstrecke       |
| Talbahn Süd Monte Ceneri                          | Bellinzona–Lugano  | 26             | 21            | 10. April 1882        | Bergstrecke mit Tunnel |
| Talbahn Süd Sottoceneri                           | Lugano–Chiasso     | 15.3           | 16.7          | 6. Dezember 1874      | untere Talstrecke      |

| Teilstrecke                    | Eröffnung der Doppelspur |
| ------------------------------ | ------------------------ |
| Immensee – Brunnen             | 01.05.1904               |
| Brunnen – Sisikon              | 15.09.1947               |
| Sisikon – Flüelen              | 01.03.1943               |
| Flüelen – Altdorf              | 15.01.1896               |
| Altdorf – Erstfeld             | 06.12.1896               |
| Erstfeld – Silenen Amsteg      | 09.04.1893               |
| Silenen Amsteg – Gurtnellen    | 14.05.1893               |
| Gurtnellen – Wassen            | 26.06.1892               |
| Wassen – Göschenen             | 28.05.1893               |
| Göschenen – Airolo             | 01.06.1883               |
| Airolo – Ambrì Piotta          | 02.09.1890               |
| Ambrì Piotta – Rodi-Fiesso     | 31.07.1890               |
| Rodi-Fiesso – Faido            | 28.05.1890               |
| Faido – Lavorgo                | 13.09.1891               |
| Lavorgo – Giornico             | 27.03.1892               |
| Giornico – Bodio               | 01.05.1892               |
| Bodio – Biasca                 | 15.05.1892               |
| Biasca – Osogna                | 31.05.1896               |
| Osognia – Bellinzona           | 19.04.1896               |
| Bellinzona – Giubiasco         | 01.06.1883               |
| Giubiasco – Al Sasso           | 20.12.1922               |
| Al Sasso – Rivera Bironico     | 21.01.1934               |
| Rivera Bironico – Mezzovico    | 27.03.1942               |
| Mezzovico – Taverne-Torricella | 02.05.1946               |
| Taverne-Torricella – Lugano    | 30.04.1942               |
| Lugano – Melide                | 10.10.1915               |
| Melide – Bissone               | 02.04.1965               |
| Bissone – Maroggia Melano      | 03.06.1956               |
| Maroggia Melano – Mendrisio    | 01.10.1913               |
| Mendrisio – Chiasso            | 01.05.1912               |

Seitdem der Hauptverkehr durch den Basistunnel rollt, wird die alte Bergstrecke in touristischen Angeboten auch als Gotthard-Panoramastrecke vermarktet. Die SBB bietet auf dieser Strecke das Pauschalangebot Gotthard Panorama Express an, das die Zugfahrt mit einer Schifffahrt auf dem Vierwaldstättersee ergänzt.

### Verlauf
In den Schwyzer Voralpen treffen sich die Zulaufwege aus dem Norden von Luzern, Zug und Rotkreuz in Immensee. Von dort führt die Gotthardbahn über Arth-Goldau, durch das Reusstal und über die Gotthard-Nordrampe zum Nordportal des 15 Kilometer langen Gotthardtunnels in Göschenen auf 1106 Meter Höhe über Meer. Vom Südportal des Tunnels in Airolo führt die Strecke über die Südrampe nach Biasca und weiter nach Bellinzona, steigt zum Ceneritunnel hoch und führt über Lugano nach Chiasso an die Grenze zu Italien (Richtung Mailand).
Die Hauptstrecke besteht aus den fünf Abschnitten Talbahn (Nord), Nordrampe, Gotthardtunnel, Südrampe und Talbahn (Süd).

#### Nördliche Talbahn: Immensee–Erstfeld

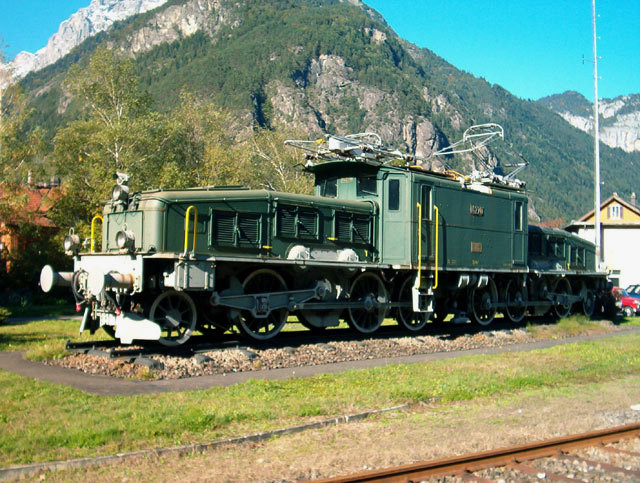
Krokodil Ce 6/8 II in Erstfeld (im Januar 2013 entfernt für Aufstellung in Zürich-Oerlikon)

Von Immensee führt die Strecke in Hanglage über dem Südufer des Zugersees und dem Fuss der Rigi entlang zum Bahnhof Arth-Goldau (510 m ü. M.). Im Jahre 1896 war zwischen diesen beiden Bahnhöfen ein Ausweichbahnhof mit Blockstelle Bühl vorgesehen, der aber nicht gebaut wurde. Erst später entstand an der ursprünglich vorgesehenen Stelle vor dem Rindelfluhtunnel der Spurwechsel Brunnmatt.
Im Bahnhof Arth-Goldau, der inmitten eines Bergsturzgebietes gebaut wurde, vereinigt sich die Gotthardbahn mit der Strecke von Zug. In Arth-Goldau zweigt die Strecke nach Biberbrugg, die Stammstrecke der Südostbahn, ab. Beim Bahnhof von Arth-Goldau liegt quer über den Gleisen der Gotthardbahn die ehemalige Hochstation der Arth-Rigi-Bahn.
Von Arth-Goldau führt die Bahnstrecke im Gefälle auf der Ostseite des Talbeckens des Lauerzersees vorbei, den grossen Schwemmkegel von Steinen geradlinig querend, zum Kantonshauptort Schwyz (455 m ü. M.), der über der weiten Niederung der Muota liegt. In Brunnen erreicht sie den Urnersee, den südlichen Teil des Vierwaldstättersees. Südlich der Station Brunnen teilen sich die Gleise der über 12 Kilometer getrennt am steilen Ostufer des Sees verlaufenden Strecke und führen durch verschiedene Tunnels und Galerien am Axenberg und über den Gruonbach. Bei Sisikon überquert die Strecke die Grenze vom Kanton Schwyz zum Kanton Uri, und bei Flüelen erreicht sie den Anfang des Vierwaldstättersees bei der Reussebene.
Über Altdorf führt die Bahnstrecke – neben dem Nordportal des Gotthardbasistunnels vorbei – am Talboden nach Erstfeld (472 m ü. M.), wo die Gotthard-Nordrampe beginnt.

#### Nordrampe: Erstfeld–Göschenen

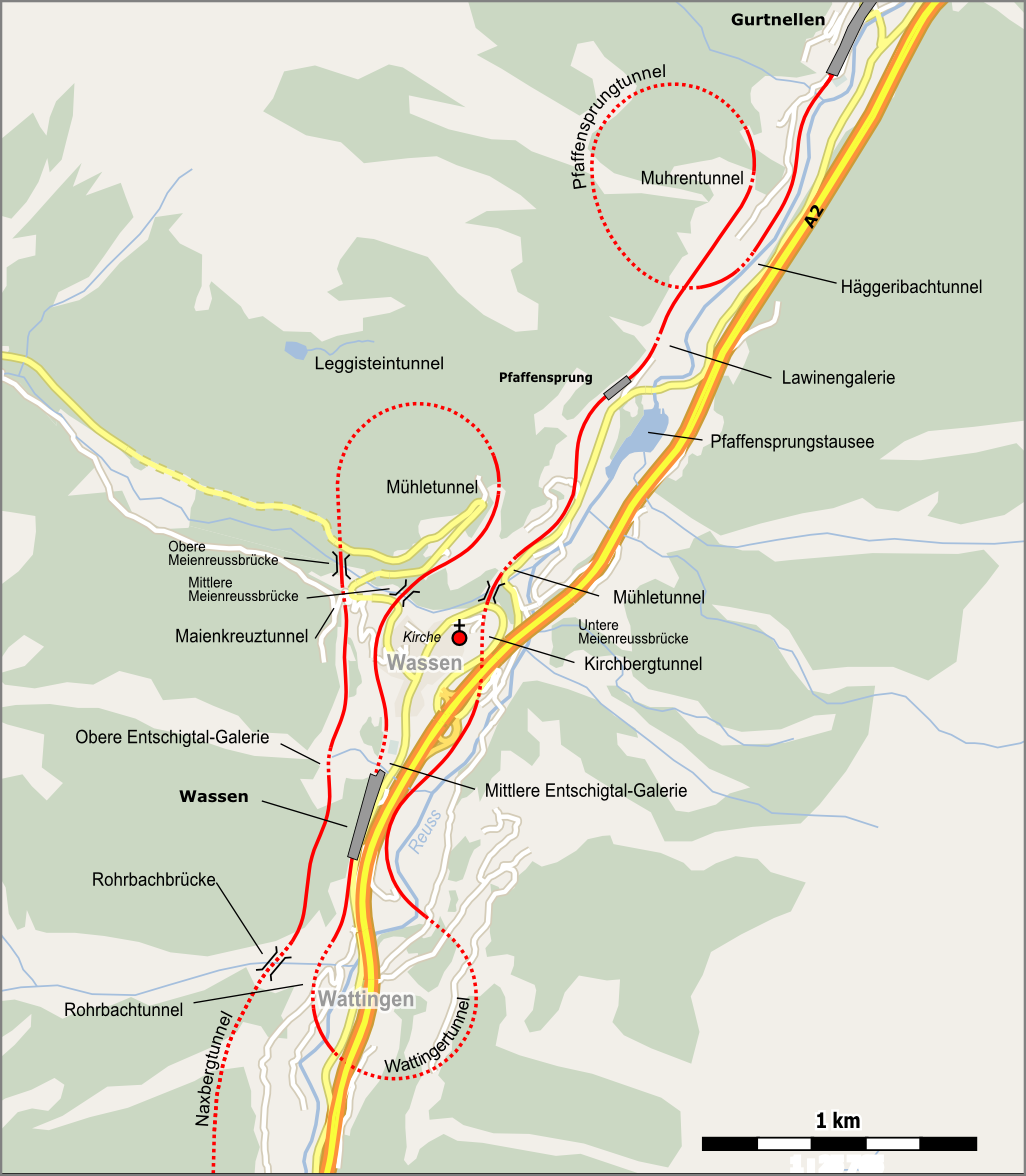
Pfaffensprung-Spiraltunnel und Doppelschleife mit Kehrtunneln bei Wassen auf der Nordrampe.

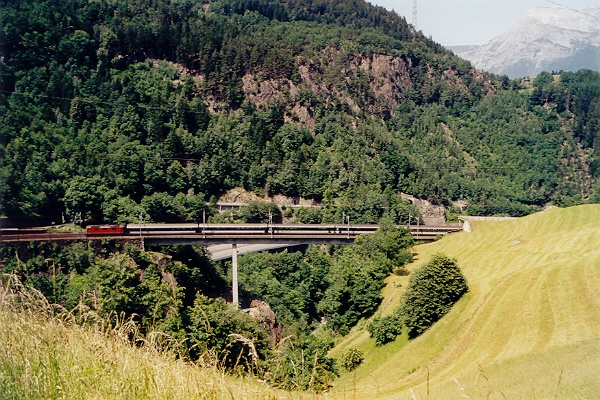
Intschireussbrücke

In Erstfeld befindet sich ein Lokomotiv-Depot, wo den Zügen bei Bedarf zusätzliche Vorspannlokomotiven angehängt wurden – vor allem bei schweren Güterzügen. Zur Erinnerung an die legendären Gotthard-Lokomotiven stand lange Zeit neben dem Depot eine Maschine als Technikdenkmal – zuerst war es die Dampflokomotive C 5/6 mit der Nummer 2965, ab 1982 die Krokodil-Lokomotive der Reihe Ce 6/8 II mit der Nummer 14270. Die letzte ausgestellte Lokomotive wurde im Januar 2013 entfernt, weil sie den Bauarbeiten für die Umnutzung des Depots Erstfeld zum Interventions-Standort des NEAT-Basistunnels im Weg stand.
Die Strecke weist nach Erstfeld eine Steigung bis zu 28 ‰ auf. Sie gewinnt dabei zunächst am östlichen Talhang des Reusstals Höhe, dem sie über Schwemmkegel und Seitenbäche kurvenreich folgt. Bei Amsteg führt sie über die von 2 Tunnels flankierte Chärstelenbachbrücke und wechselt dann über die Intschireussbrücke – mit 77 Meter die höchste Brücke der SBB – auf die westlichen Hangpartien des schluchtartig enger werdenden Reusstals. Oberhalb von Gurtnellen (738 m ü. M.) folgt der 1476 Meter lange Pfaffensprung-Kehrtunnel im Bergmassiv des Schijenstocks. Die Erbauer überwanden damit die Talstufe beim Pfaffensprung.

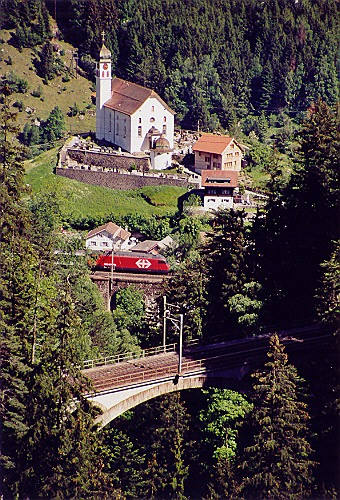
Kirche von Wassen mit Oberer Meienreuss-Brücke (vorne) und Mittlerer Meienreuss-Brücke.

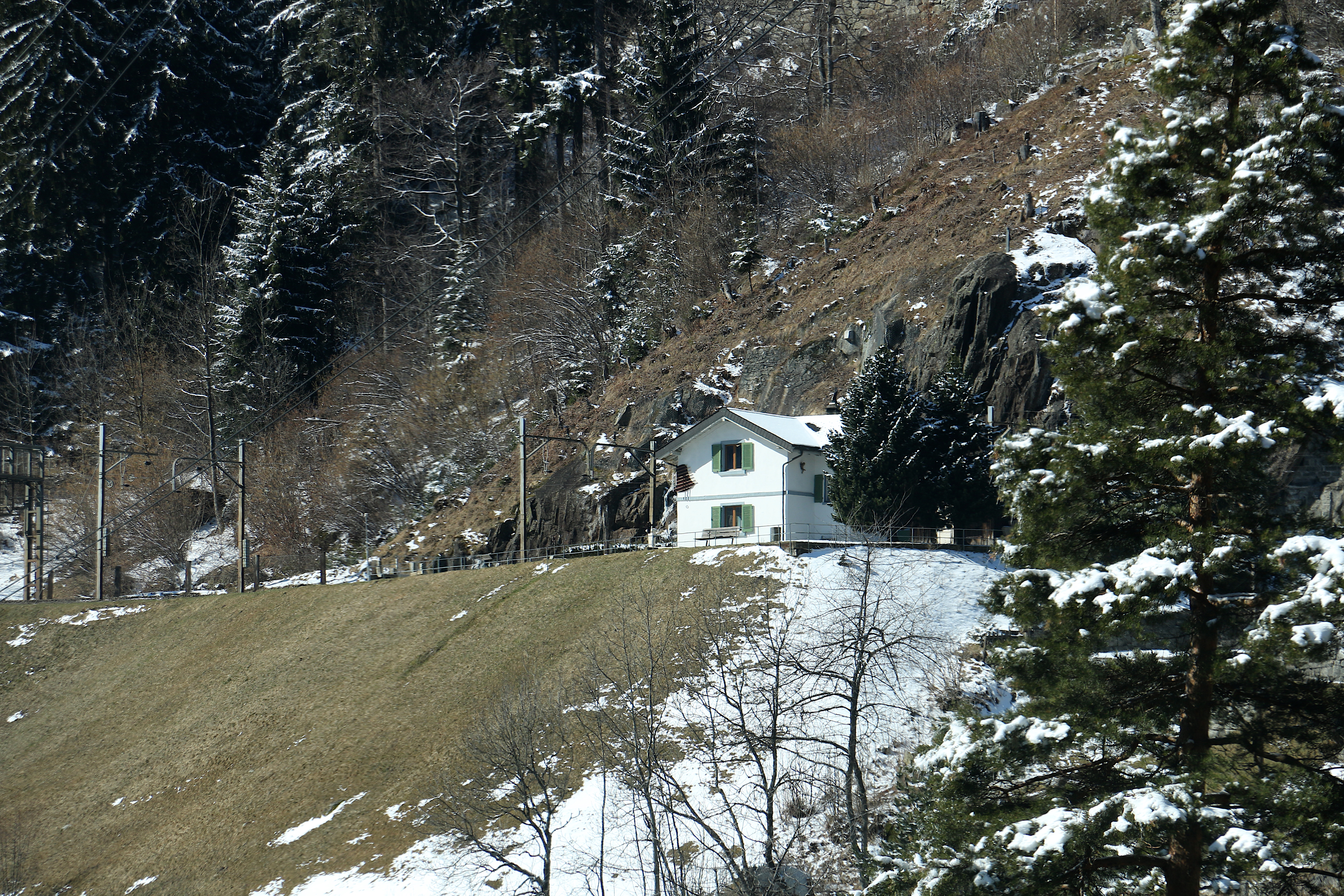
Bahnwärterhaus südlich des Maienkreuztunnels bei Wassen (2018)

Gefolgt wird dieser Kunstbau von der berühmten Doppelschleife bei Wassen (928 m ü. M.) mit ihren beiden Kehrtunnels Wattingertunnel und Leggisteintunnel. Dabei überqueren die Gleise drei Mal die Meienreuss, wobei die erste Brücke noch unterhalb der als Orientierungspunkt dienenden Dorfkirche von Wassen und die obere etwa 200 Meter höher liegt. Mit dem Wattingertunnel wird der gleichnamige Weiler im Westhang des Tals (Abhänge des Rienzenstock) "umfahren" und damit gleichzeitig eine südwärts gerichtete Kehrschleife über die Reuss geschaffen. Im Anschluss, auf der mittleren Ebene mit dem Bahnhof Wassen, führen die Gleise entgegen der ursprünglichen Fahrrichtung talauswärts bergan gegen Norden auch wieder über die Meienreuss. Wiederum in den Abfällen des Schijenstocks bildet der Leggisteintunnel eine nordwärts gerichtete Kehrschleife, bei deren Tunnelausgang das Seitental der Meienreuss das dritte Mal überbrückt wird. Die markant auf einem Felsvorsprung stehende Kirche ist von allen drei Ebenen zu sehen. Die Fahrt durch die Schleifen wurde vom Schweizer Kabarettisten Emil Steinberger im Stück s Chileli vo Wasse (Schweizerdeutsch für «das Kirchlein von Wassen») literarisch verarbeitet.

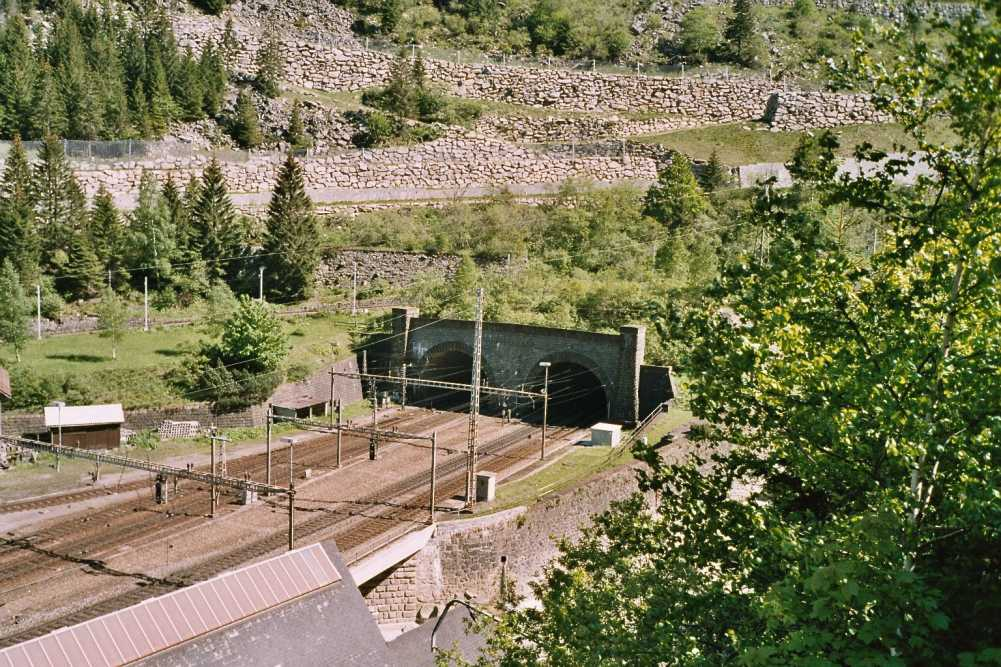
Nördliche Einfahrt in den Gotthardtunnel bei Göschenen. Die linke Tunnelhälfte wurde erst um 1960 erbaut und vereinigt sich nach etwa 80 Metern mit der Hauptröhre.

Hoch über der Talsohle an der Westflanke schlängelt sich die Bahnlinie zunächst noch in offener Bauweise. Nach dem 1570 Meter langen Naxbergtunnel, dem letzten Tunnel der Nordrampe, erreicht die Bahnstrecke den Bahnhof Göschenen auf 1106 m ü. M., etwas höher als der Gotthard-Strassentunnel der Autobahn A2. Auf der westlichen Seite des Bahnhofsgebäudes liegt der Endbahnhof der schmalspurigen Zahnradbahn-Strecke der von der Matterhorn-Gotthard-Bahn betriebenen Schöllenenbahn (zeitweise Furka-Oberalp-Bahn), die nach Andermatt führt.

#### Gotthard-Scheiteltunnel: Göschenen–Airolo
Der 15'003 Meter lange doppelspurige Gotthardtunnel ist einröhrig gebaut. Im Innern des Tunnels, nach neun Kilometern, erreicht die Strecke den höchsten Punkt der Gotthardbahn auf 1151 m ü. M. Zugleich überquert die Strecke die Grenze zum Kanton Tessin. Die Züge benötigen elf Minuten für die Fahrt durch den Tunnel nach Airolo (1141 m ü. M.), dessen Bahnhof nach einer noch teils im Berg liegenden Linkskurve erreicht wird. Früher gab es eine Dienststation mit doppelten Gleiswechsel in der Mitte des Tunnels, die schon vor langer Zeit durch zwei doppelte Gleiswechsel in den Drittelspunkten ersetzt wurde. Das Lokal der alten Dienststation ist noch als Lokal für die Streckenwärter vorhanden.

#### Südrampe: Airolo–Biasca

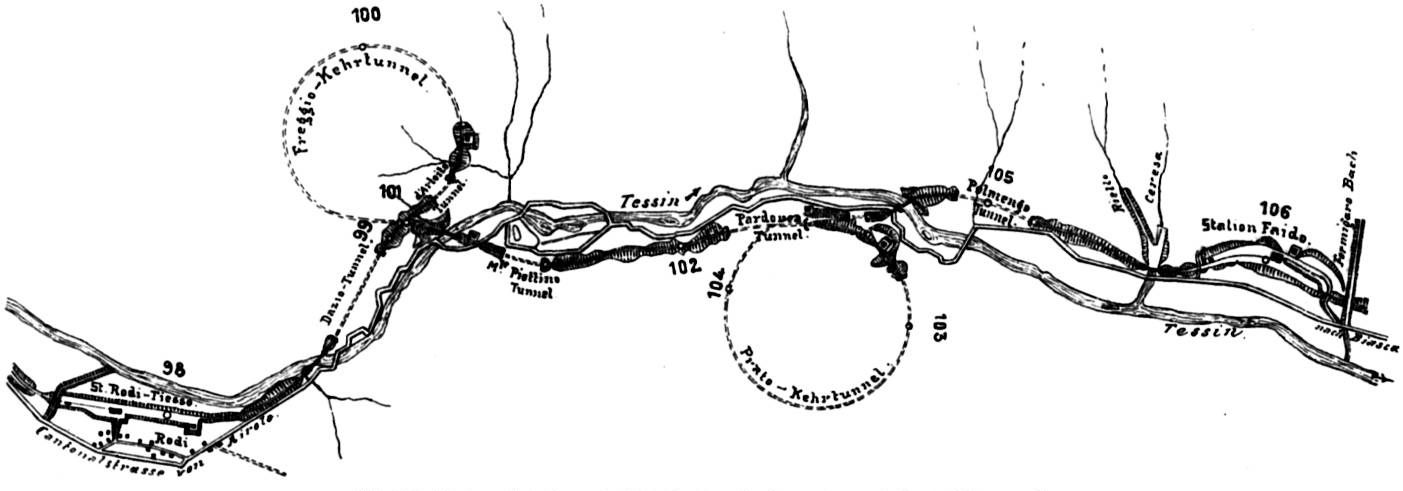
Freggio- und Prato-Spiraltunnel der Südrampe.

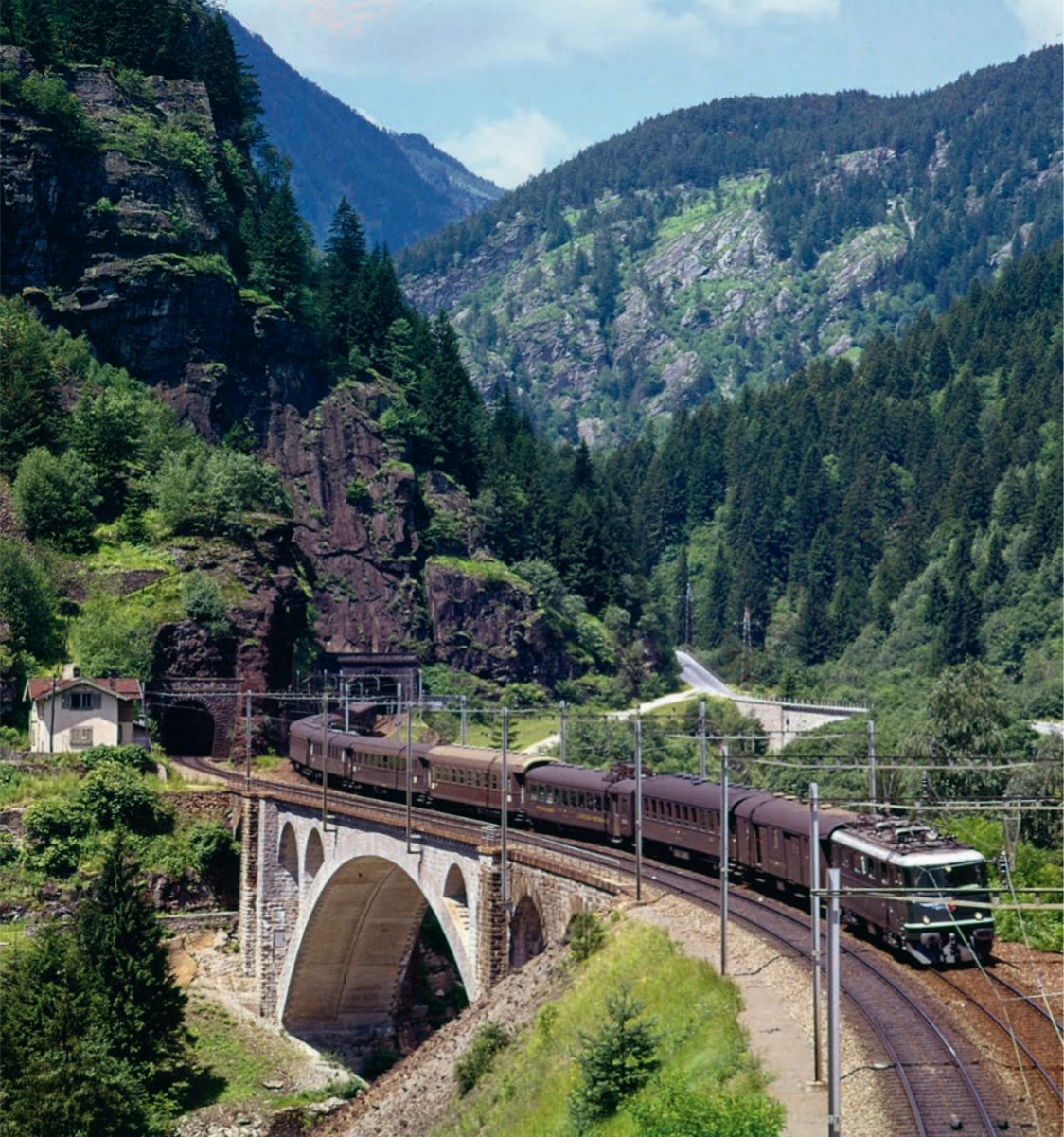
Ein Schnellzug mit einer Ae 6/6 hat im Juli 1963 den Prato-Kehrtunnel verlassen.

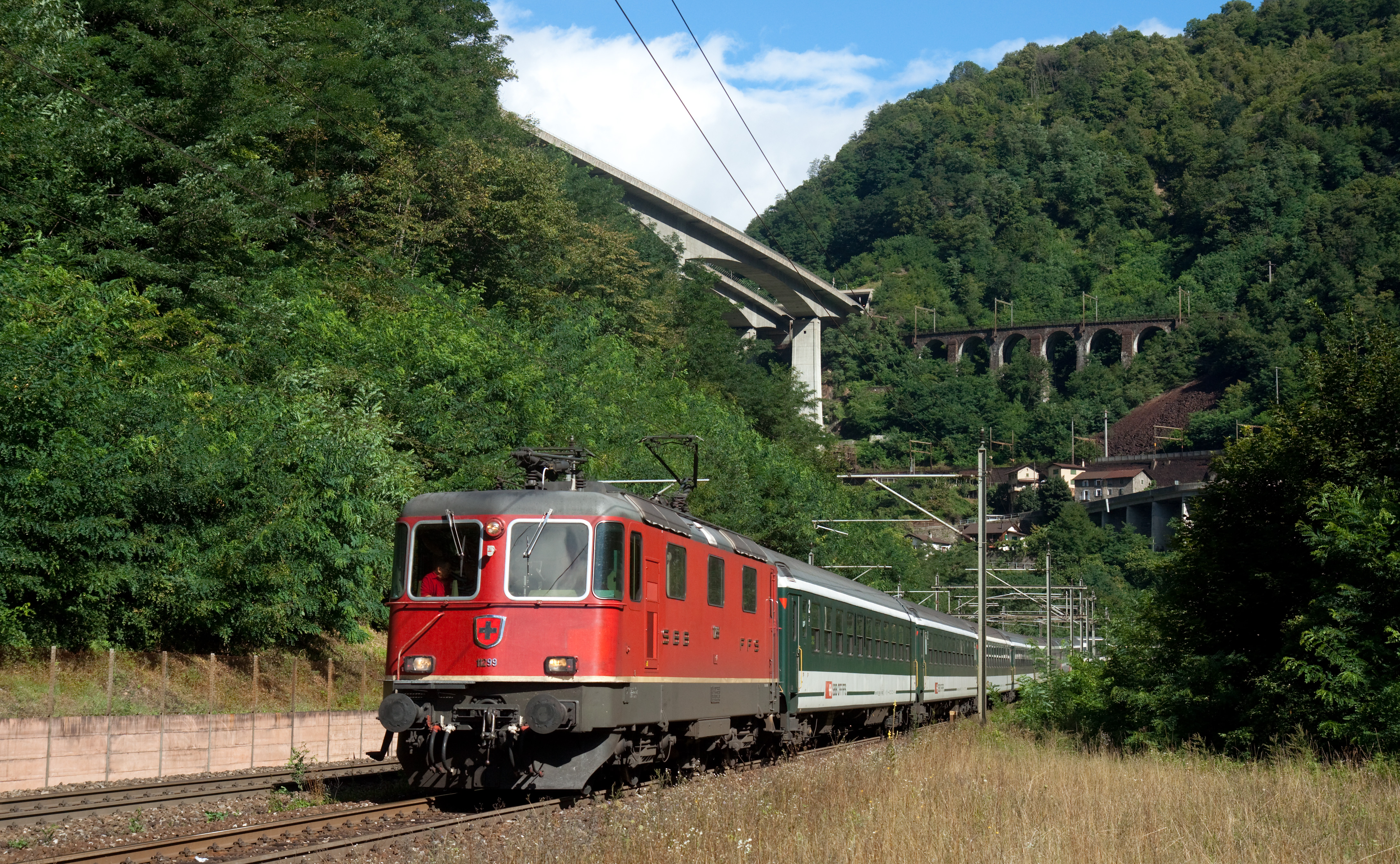
Schnellzug mit einer Re 420 im Februar 2009 in der Biaschina. Im Hintergrund sichtbar die Autobahn A2, die alte Gotthardstrasse und die zwei weiteren Ebenen der Gotthardbahn.

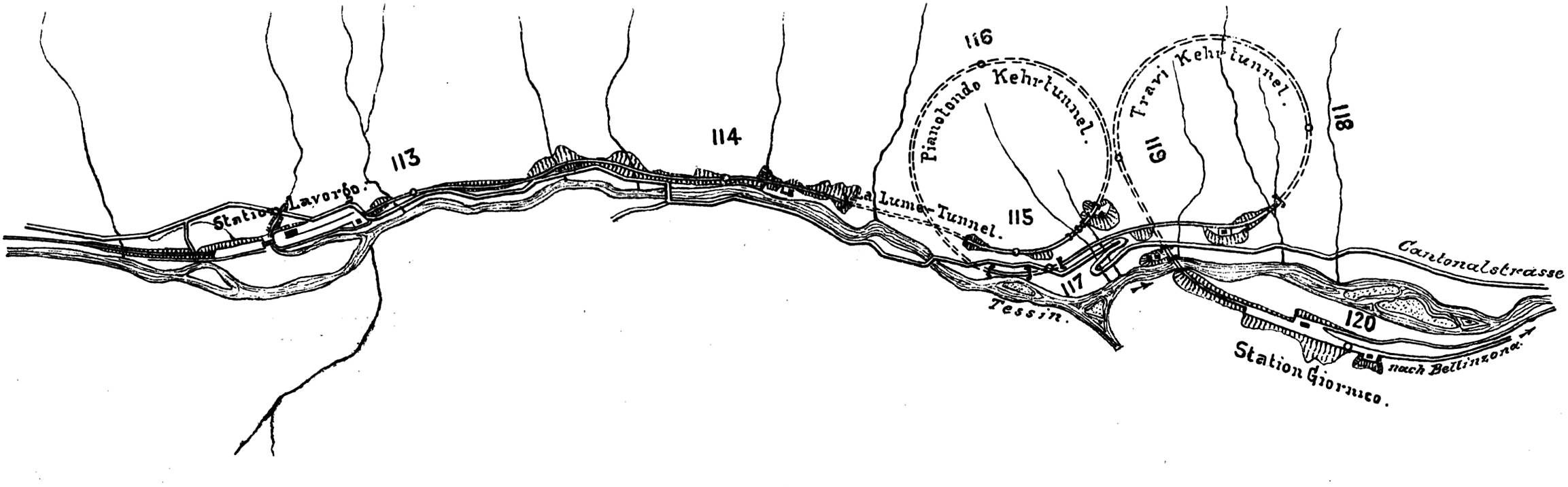
Die Biaschina-Schlaufen (Pianotondo- und Travi-Spiraltunnel) der Südrampe.

Nach der Ausfahrt aus dem Bahnhof von Airolo ostwärts im Oberen Ticinotal überquert die Strecke den Fluss an einer Talenge und führt zusammen mit der A2 und der Gotthardstrasse hinunter durch das Valle Leventina. In südlicher Hanglage geht es zunächst bergab bis zur Talweitung bei Piotta, wo das Trassee am Talboden dahinzieht. In Piotta ist links die 87,8 % steile Standseilbahn Ritom, die hinauf zum SBB-eigenen Ritom-Stausee führt, zu sehen. Abermals wurde dann eine südliche Hangtrassierung gewählt, ehe hinter Rodi-Fiesso (942 m ü. M.) der eindrucksvollste Abschnitt der Südrampe beginnt. Das Tal verengt sich zur Piottino-Schlucht, deren Talstufe mit ihrer Höhendifferenz von etwa 150 m zwischen Alta und Bassa Leventina die Bahnlinie zunächst – nach Querung des Ticino unmittelbar neben der Landstrasse am Beginn der Schlucht – auf der linken (nördlichen) Talseite im Freggio-Kehrtunnel und dann, nach neuerlicher Überbrückung des Flusses, auf der anderen Talseite mittels des Prato-Kehrtunnels (im Monte Piottino) überwindet. So erreicht die Strecke den 200 Meter tiefer als Rodi-Fiesso liegenden Bahnhof von Faido – mittels der Polmengobrücke wurde neuerlich der Ticino gekreuzt – in Hanglage wieder an der östlichen Talflanke. Am Hangfuss geht es nun weiter bergab bis zum linksufrigen Talboden. Nach Lavorgo (615 m ü. M.) passiert die Strecke abermals zwei Kehrtunnel an einer Talstufe: Über den östlichen Steilabfällen der Biaschinaschlucht liegt der Pianotondo-Kehrtunnel nicht nur über, sondern auch unmittelbar nordwestlich neben dem folgenden Travi-Kehrtunnel im Massiv des Pizzo Erra. Die Formation ist allgemein als Biaschina-Schlaufen bekannt, und die Bahnlinie erreicht nun (wieder am westlichen Bergfuss aufgrund abermaliger Überschienung des Flusses an der Doppelschleifenbasis) das nur noch 391 m ü. M. liegende Giornico. Durch das sich weitende Ticino-Tal erreicht die Strecke – neuerlich wurde der Ticino südlich von Giornico übersetzt – auf der linken (östlichen) Talhälfte Biasca (293 m ü. M.).

#### Südliche Talbahn: Biasca–Chiasso

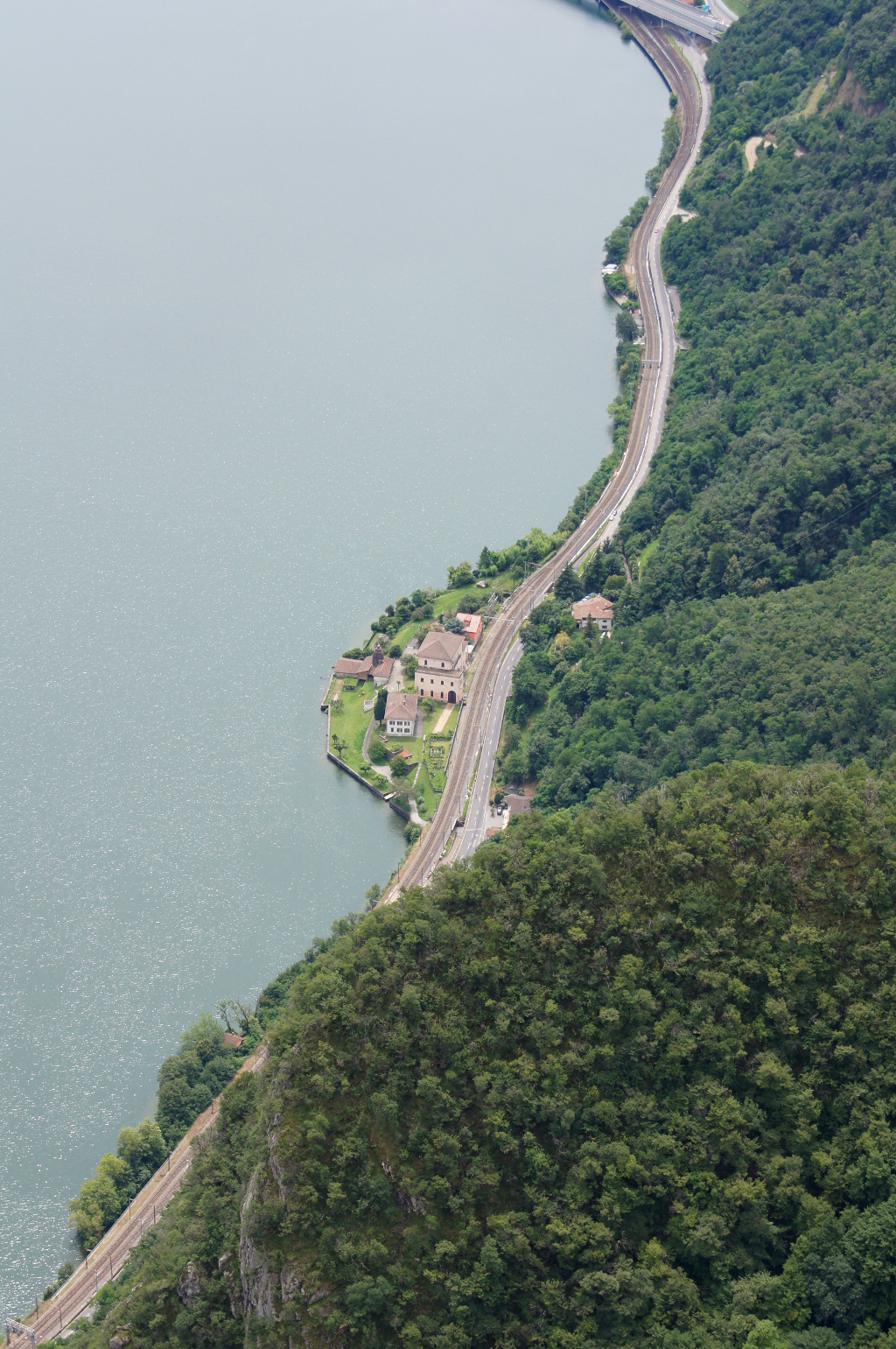
Die Gotthardbahn entlang des Luganersee, gesehen vom Monte San Salvatore.

Von Biasca führt die Gotthardbahn dem Ticino entlang am östlichen Hangfuss (unter Umfahrung von Schwemmkegeln bei Claro und Molinazzo) bis nach Bellinzona (241 m ü. M.), den Hauptort des Kantons Tessin. Von nun ab verläuft das Trassee geradlinig am Talboden der Magadinoebene. In der nächsten Station Giubiasco zweigt die nach Locarno weiter am Talboden führende Strecke ab, von welcher in Cadenazzo ihrerseits die Linie zum italienischen Luino beginnt. Die Strecke von Bellinzona nach Chiasso steigt an der südlichen Talflanke bis knapp unter die Passhöhe des Monte Ceneri an und gewährt Aussicht auf die Tessiner Alpen und den Lago Maggiore. Der Ceneri wird mit zwei parallelen, einspurigen Tunnel unterquert, deren Südportale bei Rivera (472 m ü. M.) liegen. Damit ist die Wasserscheide zum Einzugsgebiet der Tresa  passiert, und die Strecke führt wiederum an der Basis der östlichen Talflanke abwärts durch das Vedeggiotal bis Cadempino, wo der Anstieg am Höhenrücken, welcher das Vedeggiotal von Lugano (335 m ü. M.) und dem Cassaratetal trennt, in Angriff genommen wird. Massagno wird im gleichnamigen Tunnel unterfahren und der Bahnhof Lugano, etwa 80 m über dem westlichen Uferhang des Luganersees gelegen, erreicht.
Nach dem Bahnhof Lugano führt die Strecke dem Westufer des Lago di Lugano entlang unter dem Monte San Salvatore nach Melide, bekannt für die Swissminiatur, eine Freiluft-Modellanlage der wichtigsten Sehenswürdigkeiten der Schweiz im Massstab 1:25. Über den 817 Meter langen Seedamm von Melide wechselt die Gotthardbahn die Seeseite und führt am Ostufer nach Capolago und Mendrisio. Nach Mendrisio in der Laveggioniederung überwindet die Gotthardbahn Richtung Südosten den Höhenzug zum Breggiatal bei Balerna. Nach über 200 Kilometer Fahrt treffen die Züge schliesslich im Grenzort Chiasso (237 m ü. M.) zu Italien ein, dem Endpunkt der Gotthardbahn mit dem ausgedehnten Grenzbahnhof.

## Rollmaterial
Siehe auch Abschnitt Rollmaterial im Artikel Gotthardbahn-Gesellschaft

### Lichtraumprofil
Die Strecke bietet durchgehend das Lichtraumprofil EBV 1 und einen Profilcode P60, welches den Einsatz von Doppelstockzügen verunmöglicht, da diese das grössere EBV 2 benötigen. Das Profil ist ausserdem zu klein, um mit den heute üblichen Lösungen für kombinierten Verkehr Lkw mit einer Eckhöhe von vier Metern zu transportieren. Spezielle, aufwendigere Rollmateriallösungen wie Modalohr können diese Einschränkungen umgehen, kommen aber noch nicht zum Einsatz.

### Gotthardlokomotiven

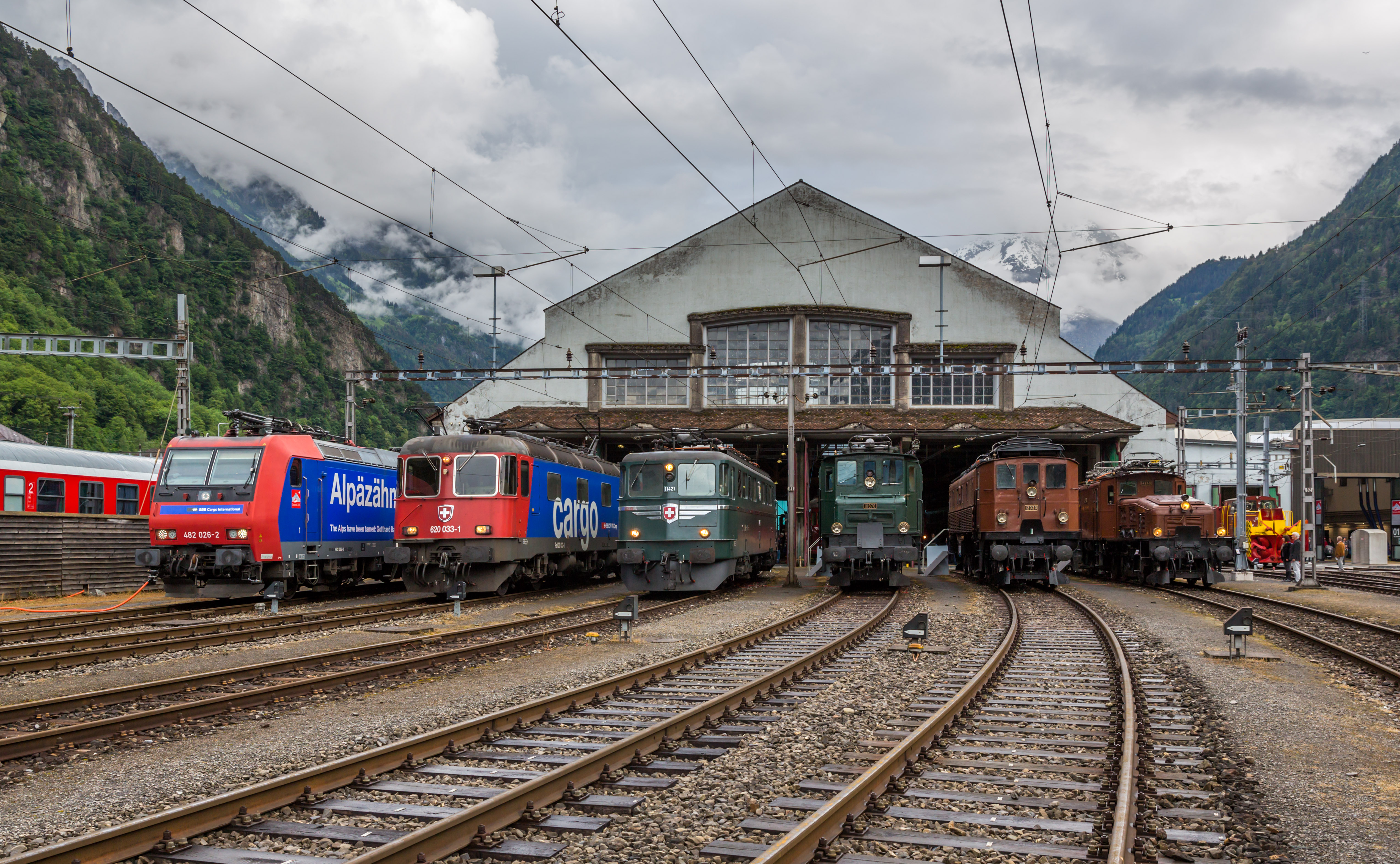
SBB Lokomotiven in Depot Erstfeld. Von links nach rechts: Re 482, Re 6/6, Ae 6/6, Ae 4/7, Be 4/6, Ce 6/8 II

Viele Lokomotivtypen wurden in erster Linie für die Gotthardbahn gebaut und wurden daher auch Gotthardlokomotiven genannt.
- A 3/5,
- C 5/6,
- Be 4/6,
- Be 4/7,
- Ce 6/8, Ce 6/8II, Ce 6/8III
- Ae 8/14,
- Ae 4/6 (sehr störungsanfällig),
- Ae 6/6,
- Re 6/6 und
- Re 4/4III,

alle dem Depot Erstfeld zugeteilt

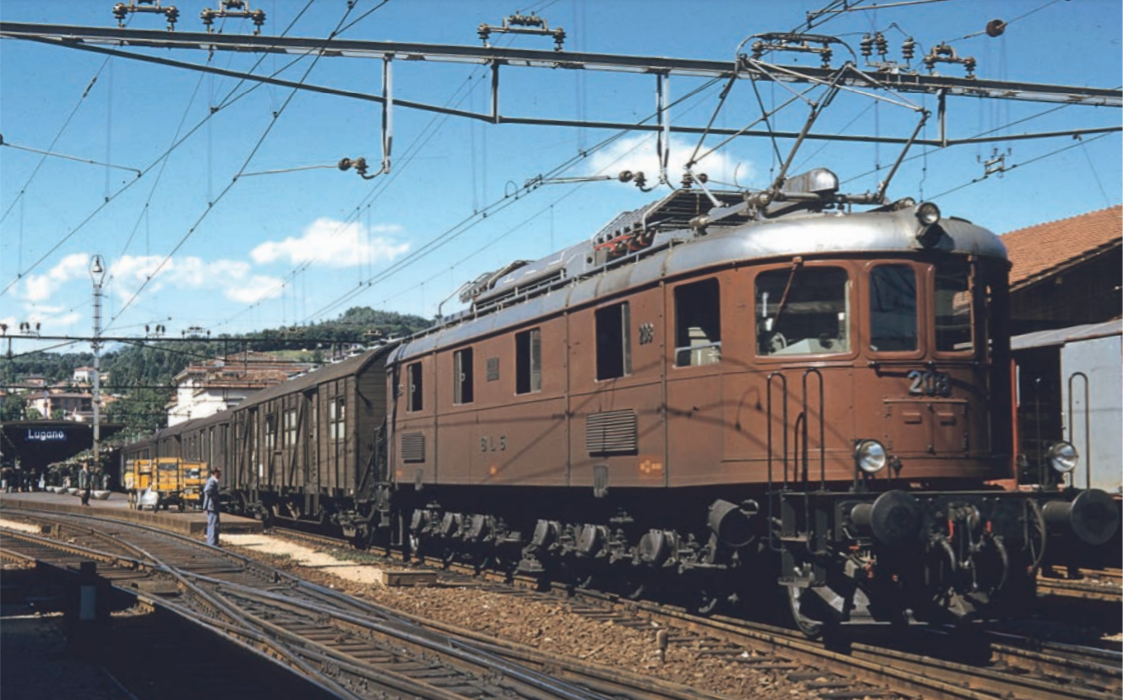
BLS-Lokomotive Ae 6/8 mit einem Gotthard-Schnellzug in Lugano. Ein Streckenunterbruch am Simplon liess 1958 den Verkehr am Gotthard stark ansteigen, worauf die BLS fünf Ae 6/8 zur Verfügung stellte.

Als Mietlokomotive war zeitweise die BLS Ae 6/8 im Einsatz. Als «Einzelstück» war auch eine umgebaute E 42 der Deutschen Reichsbahn (DR) im Einsatz, welche mit der Bezeichnung Ae 477 (Gurtnellen) unterwegs war. Mit den Universallokomotiven Ae 6/6 11401–11520 wurde am Gotthard eine neue Ära eingeläutet. Zwischen 1952 und 1966 beschafften die SBB 120 Lokomotiven dieser Baureihe, um damit den gesamten Verkehr am Gotthard zu bewältigen. 1952–1955 folgte die Prototypphase mit den Lokomotiven SBB Ae 6/6 11401 und 11402. Sie tragen seither die Namen der Gotthardkantone Tessin und Uri. Die ab 1955 abgelieferten Serienloks wurden alle nach einem Baukastensystem erstellt. Die Hauptwerkstätte in Bellinzona enthielt ein grosses Ersatzteillager, so dass die Maschinen innerhalb kürzester Zeit instand gesetzt werden konnten. Später wurden sie durch die Baureihen Re 4/4II, Re 4/4III und Re 6/6 überholt und weitgehend vom Gotthard abgezogen.
Zur Illustration der Leistungs-Entwicklung der Lokomotiven folgender Vergleich (entnommen der Liste der Lokomotiven und Triebwagen der SBB): Die zwischen 1900 und 1910 ausgelieferte Dampflokomotive A 3/5 erbrachte eine Leistung von 800 Kilowatt, während eine heutige Re 6/6 7900 Kilowatt auf die Schienen bringt, also fast das zehnfache.

### Personenverkehr

#### Fernverkehr

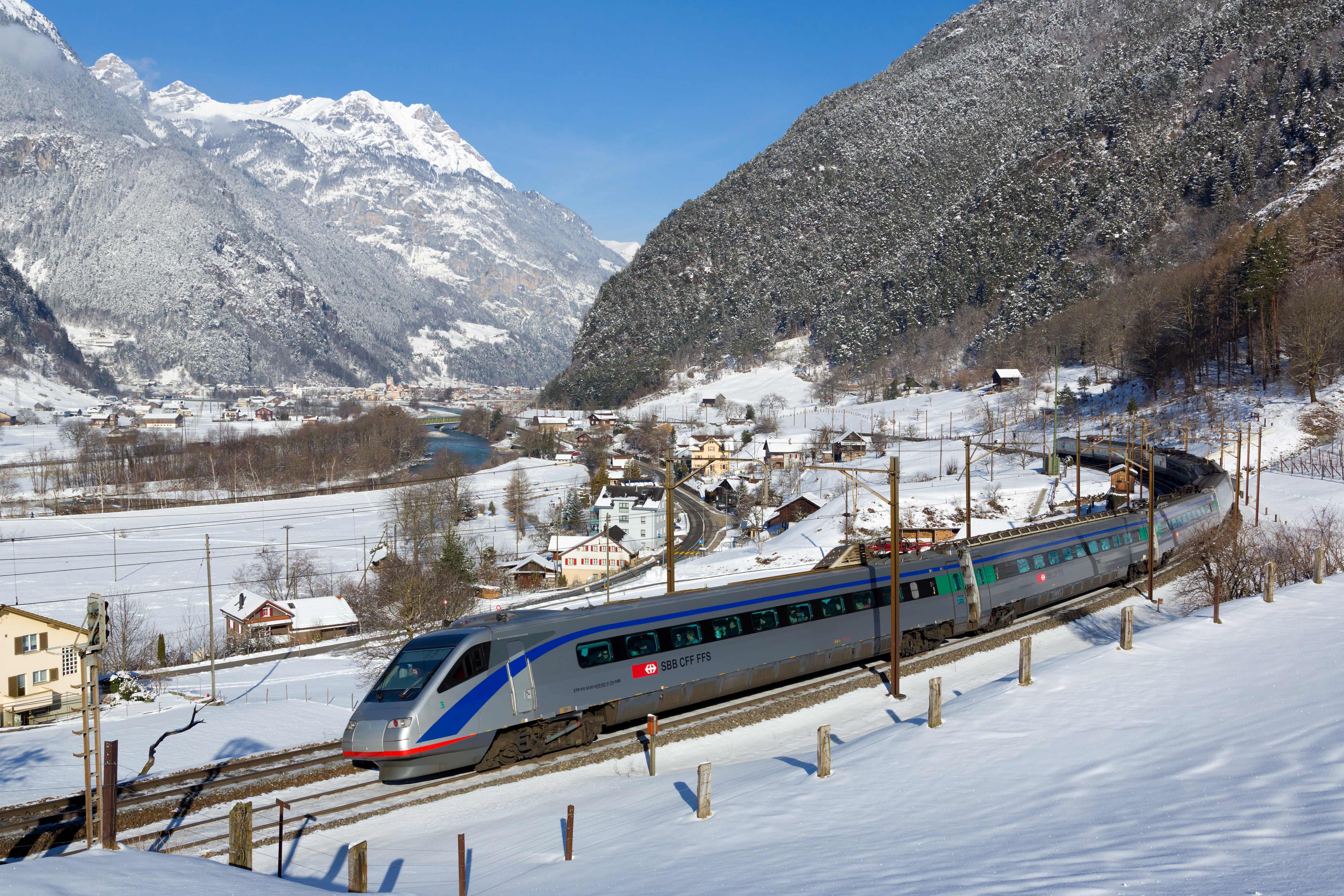
ETR 470 Cisalpino zwischen Erstfeld und Silenen im Februar 2013

Die Gotthardbahn hatte bis in die späten 1990er-Jahre eine grosse Bedeutung im internationalen Fernzugverkehr. Direkte Züge und Kurswagen von Skandinavien, Benelux, Frankreich und verschiedenen Teilen Deutschlands führten über die Gotthardbahn zu verschiedenen Destinationen in Nord- oder Mittelitalien und der Adria, so etwa der Riviera-Express.
In der Nachkriegszeit erhielt die Linie besondere Bedeutung durch den stark ansteigenden Verkehr aus Nord- und Westeuropa in die touristischen Zentren Italiens. Mit dem stark ansteigenden Gastarbeiterverkehr kamen besondere Zugleistungen zwischen Italien und Nord- bzw. Westeuropa und der Schweiz hinzu.
Besonders ausgeprägt waren neben internationalen Nachtzügen auch die TEE Trans-Europ-Express-Züge mit nur der ersten Wagenklasse, die auf der Gotthardstrecke ab 1961 zum Einsatz kamen. So war der TEE «Gottardo» ein Trans-Europ-Express (TEE), für den die Vierstrom-Triebzüge RAe TEEII eingesetzt wurden. Nachfolger der TEE-Züge wurden die Eurocity-Züge (EC) mit erster und zweiter Wagenklasse. Die letzte Langstrecken-Zugverbindung war der City-Night-Line-Nachtzug von Amsterdam nach Mailand, welche im Dezember 2009 wegen zu hoher Betriebskosten auf dem italienischen Teil der Strecke eingestellt wurde.
Bis zur fahrplanmässigen Eröffnung des Gotthard-Basistunnels im Dezember 2016 bestanden stündliche InterRegio-Verbindungen Basel–Luzern–/Zürich–Locarno. Dazu fuhren ebenfalls stündlich Neigezüge auf der Strecke Basel–Luzern–/Zürich–Lugano(–Milano Centrale). Ende 2015 wurden die als störungsanfällig bekannten Neigezüge vom Typ ETR 470 komplett abgelöst durch die Baureihe ETR 610. Mit der Eröffnung des Basistunnels wurden die InterRegio-Verbindungen gekürzt und führten nur noch bis Erstfeld; die Bedienung der Bergstrecke wurde durch den Regionalverkehr übernommen. Die InterCity- und EuroCity-Schnellzüge fahren seitdem durch den Basistunnel. Zusätzlich zum integralen Stundentakt werden teils zusätzliche Intercity-Züge Zürich–Lugano angeboten, um das Angebot teilweise zum Halbstundentakt zu verdichten. Seit Dezember 2020 verkehren die Interregio-Linien 26 und 46 wieder über die Bergstrecke bis Locarno. Sie werden von der Südostbahn (SOB) gefahren und als Treno Gottardo bezeichnet.
Seit 2019 setzen die SBB auf den Intercity- und Eurocity-Zügen durch den Basistunnel vorwiegend Giruno-Triebzüge ein. Diese verfügen im Gegensatz zu den ETR 470 und ETR 610 nicht über Neigetechnik, welche aufgrund der Basistunnel an Gotthard und Ceneri nicht mehr benötigt wird. Einzelne nationale Leistungen werden ebenfalls mit ICN geführt; auf stark ausgelasteten Verbindungen kommen teilweise Twindexx-Doppelstockzüge zum Einsatz. Die Interregio-Verbindungen Treno Gottardo werden durch Stadler Flirt in Fernverkehrsausführung geführt, welche die SOB als Traverso bezeichnen.

#### Regionalverkehr
Im nördlichen Teil wird die Strecke von den S-Bahn-Linien S2 und S3 der Stadtbahn Zug beziehungsweise S-Bahn Luzern befahren. Die S2 (Baar Lindenpark–Erstfeld) verkehrt ab Arth-Goldau, die S3 (Luzern–Brunnen) ab Immensee auf der Gotthardbahn. Die S2 wird ausschliesslich mit Triebzügen des Typs Stadler Flirt, die S3 mit Flirt-Zügen oder NPZ Domino geführt.
Ab dem Fahrplanjahr 2011 wurden Züge der TILO (S-Bahn Tessin) von Castione-Arbedo nach Airolo verlängert. Dadurch werden die Stationen Ambrì-Piotta, Lavorgo und Bodio erstmals seit 1994 wieder planmässig bedient. Mit der Eröffnung des Basistunnels Ende 2016 und der Verkürzung der Interregio-Züge bis Erstfeld wird die entstandene Lücke mit einer neuen Verbindung zwischen Erstfeld und Bellinzona (teilweise bis Milano Centrale) gefüllt. TILO betreibt auf der Linie mit der Bezeichnung RegioExpress 10 (RE10) ebenfalls Triebzüge des Typs Stadler Flirt. Die RegioExpress-Verbindungen wurden im Dezember 2020 wieder durch Interregio-Verbindungen ersetzt.

### Güterverkehr

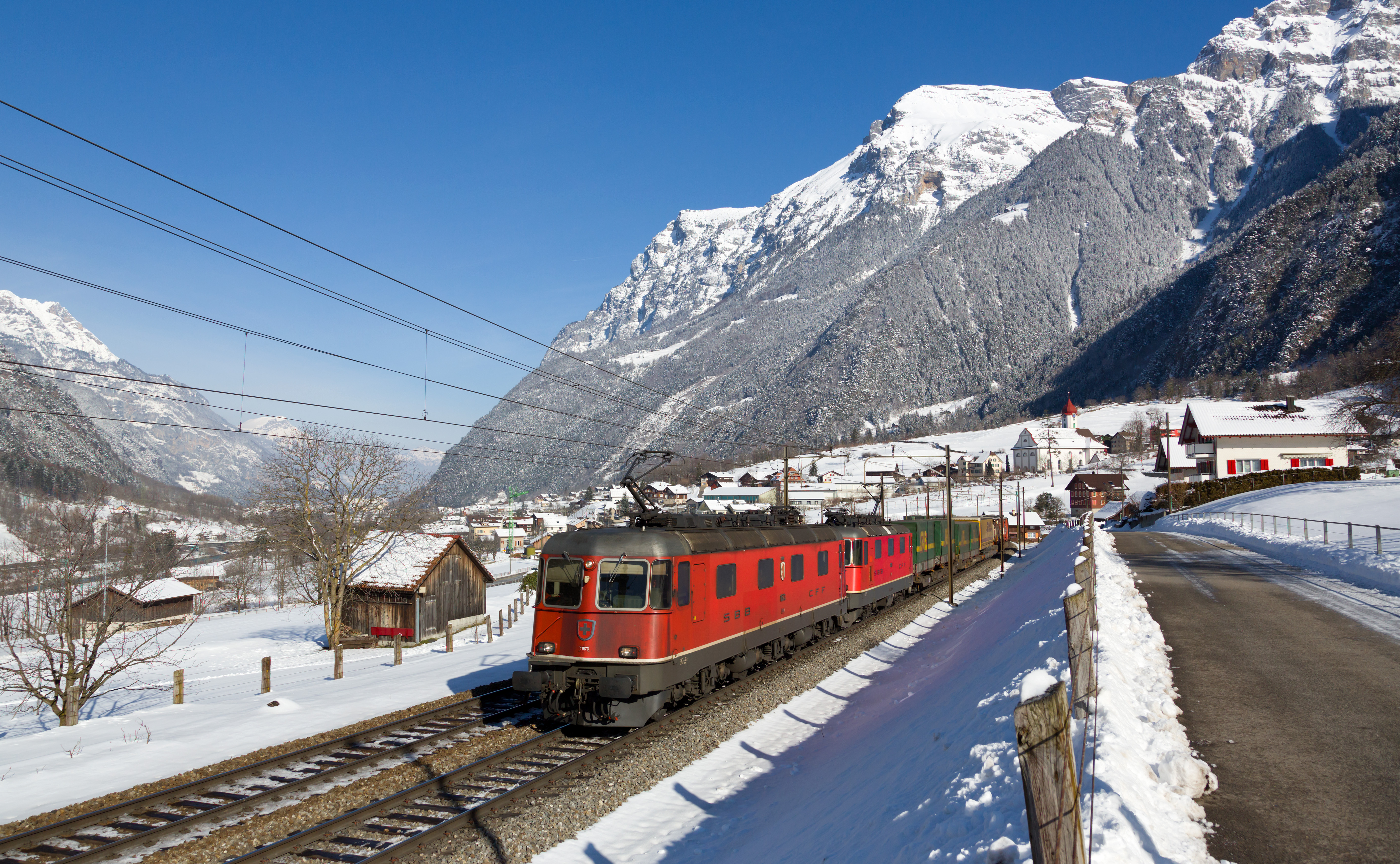
Typischer Güterzug am Gotthard, bevor die Vectron-Lokomotiven auftauchten: Re 10/10 mit Güterzug des unbegleiteten kombinierten Verkehrs 2013

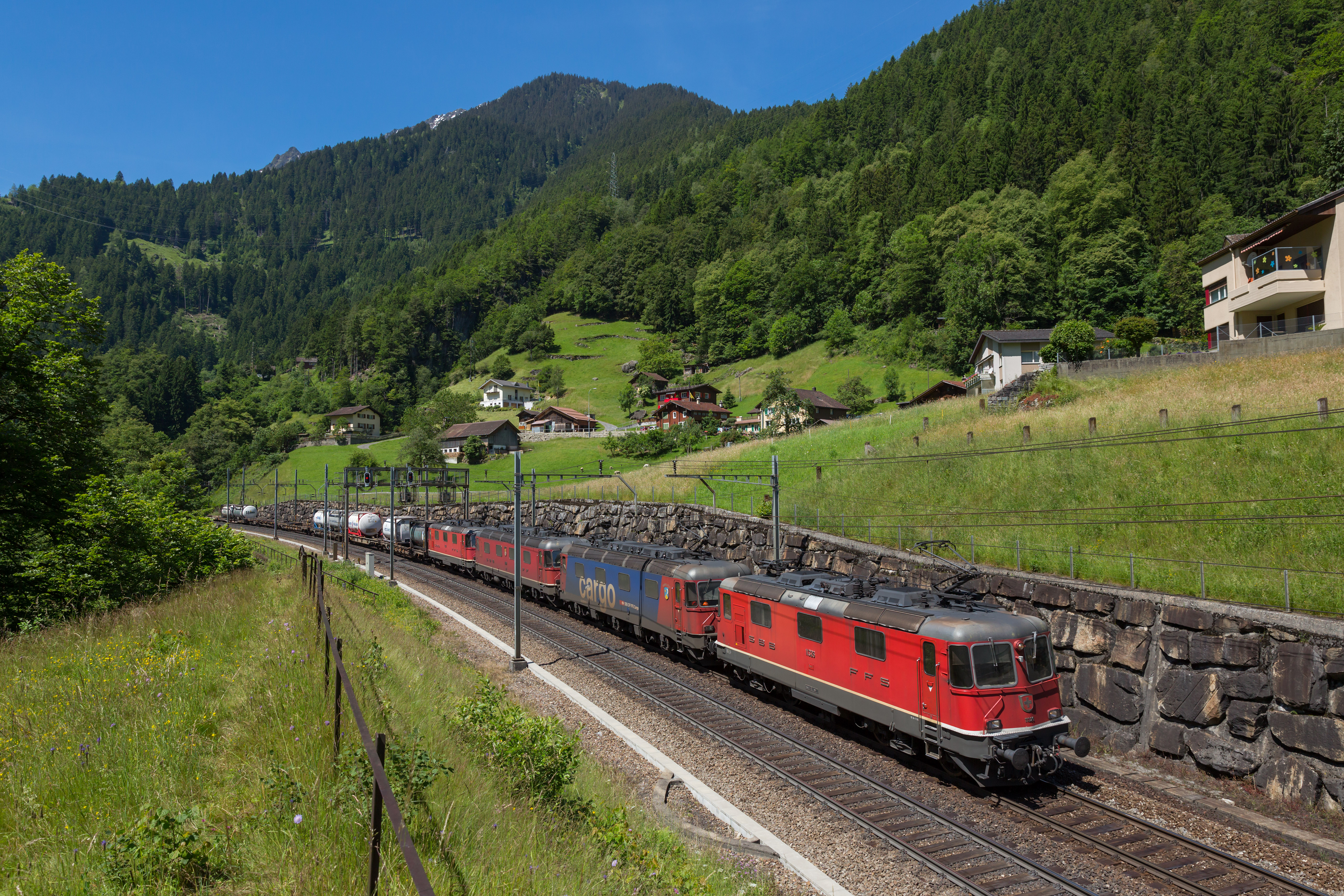
Vierfachtraktion zur Überführung von überzähligen Triebfahrzeugen: dem Güterzug in Richtung Norden sind zwei Re 10/10 vorgespannt.

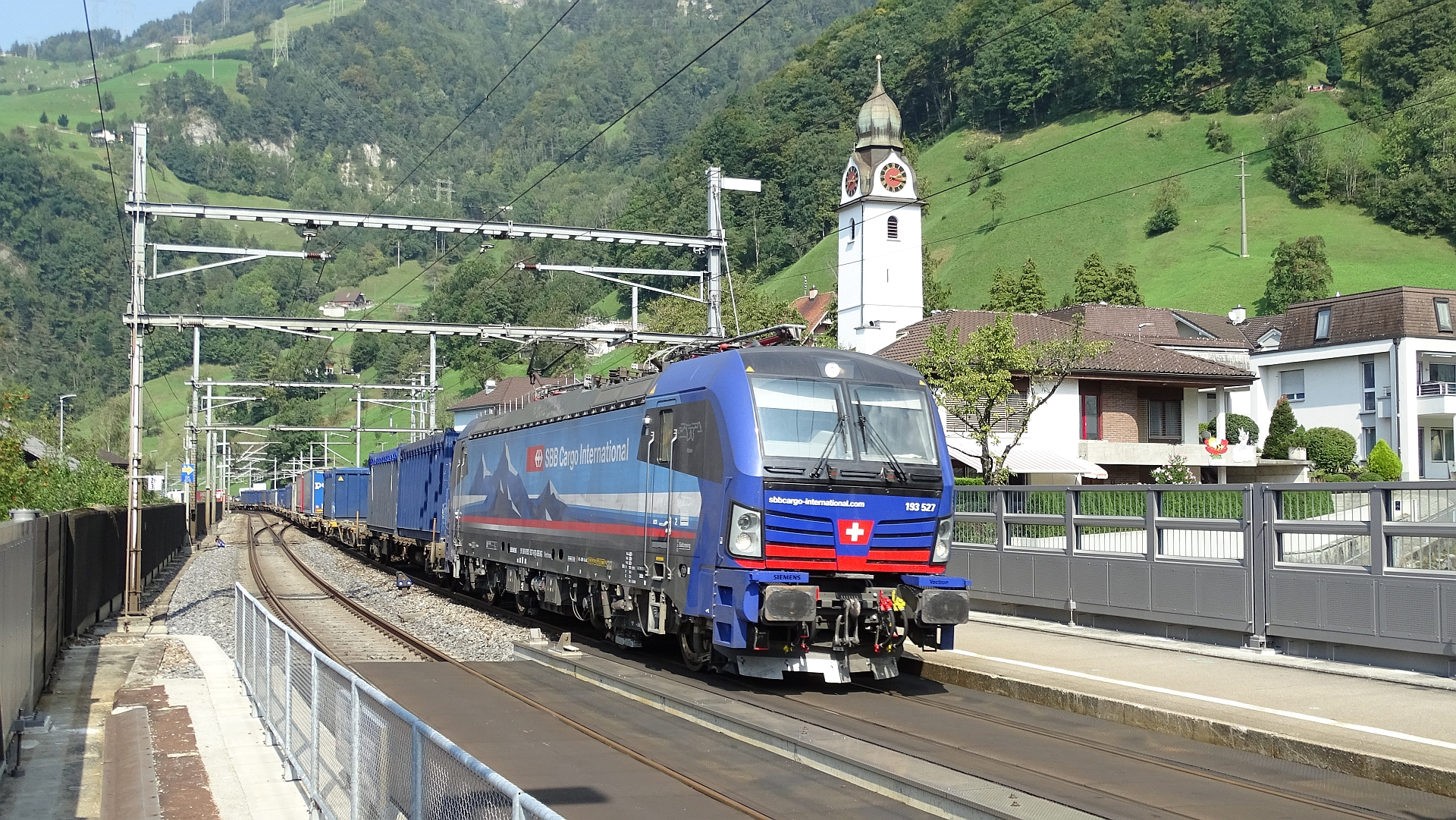
Siemens Vectron bei der Durchfahrt in Sisikon

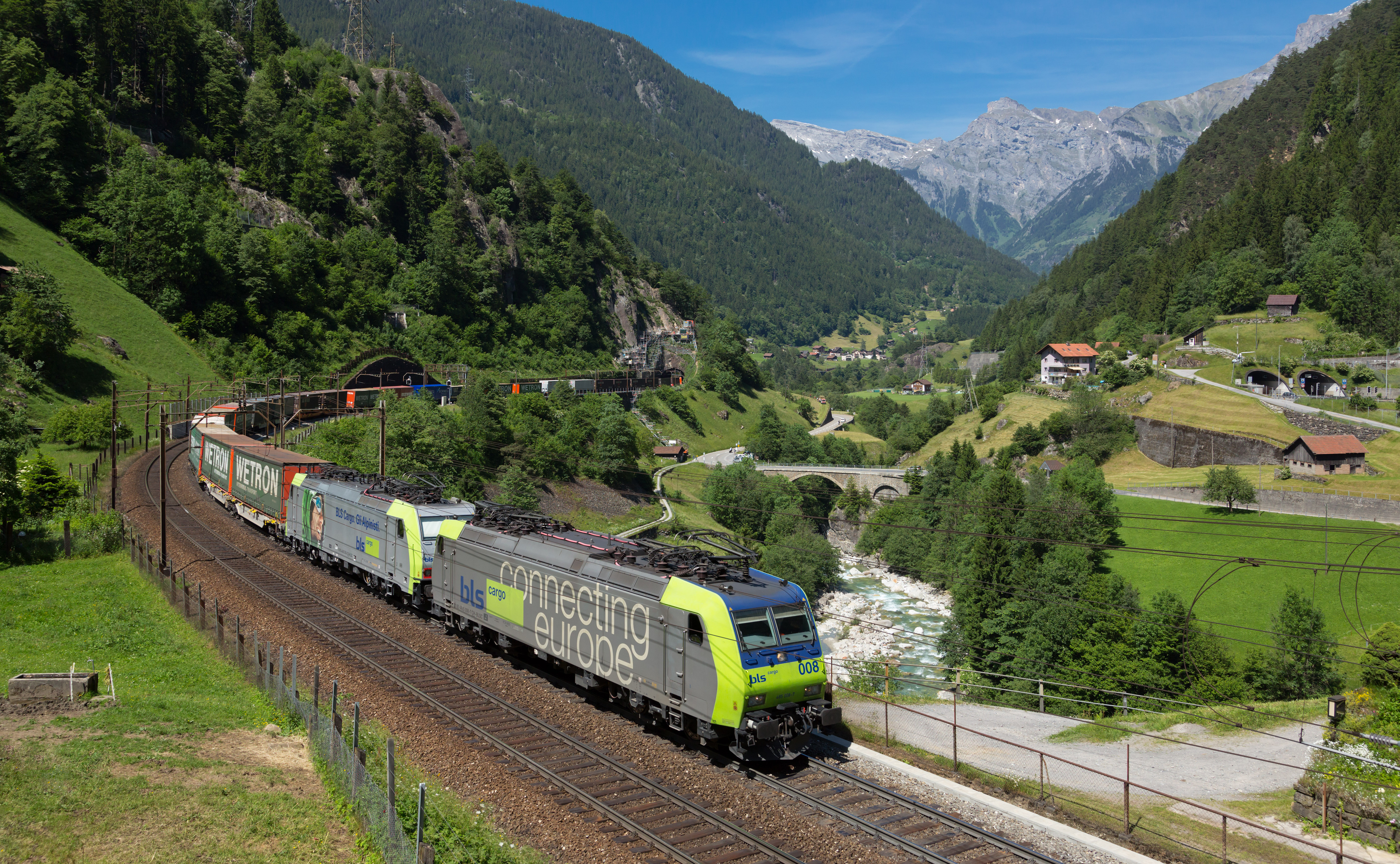
BLS-Güterzug mit Viersystemlokomotive 486 und reiner 15 kV-Lokomotive 485. Die Re 485 wird im Tessin abgehängt, die Re 486 wird den Zug alleine nach Italien weiterführen.

Die Gotthardbahn dient sowohl in ihrer alten Streckenführung als auch in der neuen Flachbahn als Hauptachse für den Güterverkehr durch die Schweiz (Transitverkehr). Die Güterzüge verkehren ab Immensee meist durch das aargauische Freiamt, das untere Aaretal und das Fricktal in die Rangierbahnhöfe Muttenz und Weil am Rhein.
SBB Cargo verwendet für die Güterzüge meist eine Re 4/4II (Re 420) und eine Re 6/6 (Re 620) in Vielfachsteuerung, was als Re 10/10 bezeichnet wird. Diese Kombination wird mehr und mehr durch Doppeltraktionen von Siemens Vectron abgelöst. Häufig sind auch Güterzüge mit Bombardier-TRAXX-Lokomotiven anzutreffen. Neben den nur in Deutschland und in der Schweiz einsetzbaren Lokomotiven der Baureihen 482, 485 und 185 sind auch die Viersystemlokomotiven der Baureihen 486 und 186 anzutreffen, die Zweisystemlokomotiven der 484 waren hingegen selten am Gotthard anzutreffen, da sie die Güterzüge erst südlich der Alpen übernahmen.
Nordwärts können auch Vierfachtraktionen beobachtet werden, die aber nicht wegen des Zuggewichtes nötig sind, sondern dazu dienen überflüssige Triebfahrzeuge aus dem Süden in den Norden zurückzuführen ohne zusätzliche Trassees oder Triebfahrzeugführer zu nutzen.
Ende der 1990er-Jahre wurden einige Lokomotiven Re 460 mit der Funkfernsteuerung Locotrol von GE Harris ausgerüstet und als Ref 460 bezeichnet. Züge mit Funkfernsteuerung verkehrten zwischen 1998 und 2000 durchgehend zwischen Basel und Chiasso, wobei die ferngesteuerte Lok am Zugschluss eingestellt war. Der Betrieb wurde aus verschiedenen Gründen nicht fortgesetzt, denn die Schiebelok war meist nur an der Gotthardrampe und an der Cenerirampe nötig und das meist auch nur in Nord-Süd-Richtung. Weiter war die zusätzliche Bedienung des Schiebefahrzeugs für den Triebfahrzeugführer eine zusätzliche Belastung. Da ab 2004 alle Re 460 für schnelle Reisezüge im Mittelland benötigt wurden, war das Projekt hinfällig. Güterzüge mit zwei Re 460-Lokomotiven in Vielfachsteuerung sind deshalb auch nicht mehr anzutreffen.

## Filmdokumentationen
- Die Schweizer: Kampf um den Gotthard – Alfred Escher und Stefano Franscini, Teil 4 der vierteiligen Dokumentation Die Schweizer über sechs bedeutende Persönlichkeiten der Schweizer Geschichte, Schweizer Fernsehens, 2013.srf.ch
- Mythos Gotthard. In: Eisenbahnromantik. Südwestrundfunk (SWR), 2. Dezember 2007, abgerufen am 15. Juli 2025 (Länge: 20 min).

## Modellnachbauten der Eisenbahnstrecke
- In Zug ZG bauen die Vereinigten Spur-0-Freunde der Zentralschweiz (VSFZ) an einer Anlage in Nenngrösse 0 nach dem Vorbild der Gotthardbahn.
- Modelleisenbahn Faszination Gotthardbahn, Ortsteil Reichelshofen von Steinsfeld/Bayern, in Nenngrösse H0 steigt vorbildgerecht über eine Länge von 135 Meter als "Nordrampen-Modell" um circa 260 Zentimeter bis zum Tunnelmund an. Baubeginn war 2001.
- Verkehrshaus der Schweiz, VHS, Luzern, Nenngrösse H0, Grundfläche 5,6 Meter mal 13 Meter. Die ursprünglich 1959 gebaute und stets renovierte Anlage macht durch den U-förmigen Aufbau über dem sonstigen Niveau der Ausstellungshalle den Eindruck einer Art übergrosser Tischanlage. Eine Besonderheit ist dort die vorbildgerechte Versorgung der Elektrolokomotiven mit Oberleitungsstrom.
- IG-Gotthard-Bahn Göschenen: im Bahnhofbuffet Göschenen werden Teile der Gotthardstrecke in Nenngrösse H0 gezeigt und gelegentlich auch Dampfzüge fahren gelassen[60] (im Bau)
- Nachbau der Gotthard-Nordrampe zwischen Gurtnellen und dem Bahnhof Göschenen in Nenngrösse TT, seit 1974, also bereits zur Zeit der DDR, in Bau, ehemals in Leipzig, seit 2000 in Markranstädt[61]
- Die Interessengemeinschaft Gotthardbahn-Südrampe in Leipzig baute in Nenngrösse N eine Modellbahnanlage aus vielen einzelnen Modulen.